# Állatok a Csillagok háborúja világában
Ez a lista a Csillagok háborúja univerzum (Star Wars) állatszerű fajait és fejlett intelligenciával nem rendelkező más élőlényeit mutatja be.

## Acklay
Az acklay (magyarul: sarlós császárgyík) a Csillagok háborúja elképzelt univerzumának egyik állatszerű élőlénye.
Az acklay hatalmas testű, első pillantásra imádkozó sáskára emlékeztető ragadozó hüllőszerűség, amely a Vendaxa bolygóról származik, de sikeresen meghonosították a Felucia, a Geonosis és a Lehon bolygókon is. A Geonosison kitenyésztették a mutáns acklayt. Brutális ragadozó, amely leggyakrabban három-négyfős csoportokban támad a prédára, azonban őshazájában még ez a nagyméretű gyilkos sem számított csúcsragadozónak. A 3,05 méter magas és 1,2 tonnás élőlénynek három szeme és hat lába van; mindegyik lábon 4 ujj található. Mindegyik végtag negyedik ujján megnyúlt kaszaszerű karmok vannak. Háti részét és fejét védő pajzs óvja a fentről jövő támadásoktól. Színezete egyedtől függően a zöldtől a barnáig terjed. Ragadozó lévén, szájában sok hosszú és hegyes fog ül. Ha nem jók a látási viszonyok, akkor az acklay a nyakában elhelyezkedő úgynevezett silphum segítségére hagyatkozik; e szerv segítségével a zsákmánya elektromosságát képes érzékelni. Éjjel, nappal egyaránt tevékeny. A természetes élőhelye a Vendaxán levő óceánok, ahonnan ki-kijön a szárazra lemnaikra vadászni.
Egy acklay látható a „Star Wars II. rész – A klónok támadása” című filmben. Az acklayt egy reekkel és egy nexuval (magyarul: póktigris) együtt Obi-Wan Kenobira, Anakin Skywalkerra és Padmé Amidalára uszítanak. Azonban az első geonosisi csata alatt Obi-Wan megöli az acklayt.

### Mutáns acklay
A mutáns acklay (angolul: mutant acklay) a Csillagok háborúja elképzelt univerzumának egyik állatszerű élőlénye.
A mutáns acklay a Vendaxa bolygón őshonos, kétéltű életmódot folytató acklay mutáción átment változata. A Geonosisra telepített acklayok egy része elszabadult, az úgynevezett Ebon-tengerben vad állományokat hozva létre. E tenger mellett található a Golbah verme, amelyben harci járműveket gyártanak. A gyárból ide folynak a fölös kémiai anyagok, így a tengerben élő acklayok mutációt szenvedtek. Ennek az újfajta mutáns acklaynak zömökebb testfelépítése és nehezebb karmai vannak. A testét borító pajzs fényes fekete színű.
Y. u. 1-ben, a Yavin 4-esen levő geonosisi bio-laboratórium (Geonosian Bio-Lab) mellett egy űrkatona megölt egy mutáns acklayt, amellyel aztán dicsekedni kezdett. Tehát a Yavin 4-esen is megtalálható ez az acklay változat.

## Agyféreg
Az agyféreg (angolul: brain worm) a Csillagok háborúja elképzelt univerzumának egyik élősködő élőlénye.
Az agyféreg, mint ahogy neve is mutatja, féregszerű élősködő élőlény, amely átveszi a hatalmat a gazdalény agyán. Ez az élősködő a Geonosis bolygón őshonos, és ennek segítségével biztosítják a geonosisi királynők a dolgozók és harcosok hűségét.
E féreg 50 centiméter hosszú. A bőrszíne zöldes-sárga. Sárga petékből kel ki, és az áldozat orrlyukán keresztül jut be az agyba. A halott lényeket is mozgásra bírja. A hideget azonban nem tűri.
Az agyférgeket a „Star Wars: A klónok háborúja” című televíziós sorozat két részében is láthatjuk: a második évad 7. „Rémuralom” (Legacy of Terror) és 8. „Az élősködők” (Brain Invaders) részeiben.

## Aiwha
Az aiwha a Csillagok háborúja elképzelt univerzumának egyik állatszerű élőlénye.
Az aiwha 8-10 méter hosszú emlősszerű élőlény, melynek alakja hasonlít a Föld őskorában élt Pterodactylusokra. A legtöbb természettudós véleménye szerint az aiwha a Naboo bolygóról származik, de már régebben betelepítették a Kamino nevű, víz borította bolygóra is. Ez az élőlény egyaránt megél az óceánokban, de a fölöttük magasodó egekben is. Képes a vízből a levegőbe emelkedni és a levegőben nagy távolságot megtenni táplálékkeresés közben. A víz alatti haladása során szonárszerűen működő szervét használja a tájékozódáshoz, a levegőben ugyanez a szerve radarként működik. Úgy a gunganek, mint a kaminóiak szelídítik és meglovagolják az aiwhát.
Ez az élőlény „A klónok támadása” című filmben látható, amint felrepül a vízből, hátán Jango Fettel.
Az „aiwha” név az angol „air whale” (=légi bálna) megnevezés eltorzított változata.

## Akk kutya
Az akk kutya (angolos írásmóddal: akk Dog) a Csillagok háborúja elképzelt univerzumának egyik állatszerű élőlénye.
Az akk kutya (vagy aak kutya) a Haruun Kal bolygó egyik őshonos gyíkszerű, agresszív élőlénye, amely az 1,5 méteres hosszúságot is elérheti. Bőre igen kemény, páncélszerű, ami a legtöbb helyen akár a fénykardnak is ellenáll. Hátán hegyes tüskéket visel. Az akk kutya a gazdájával erős Erő kötődést tud kialakítani, talán ezért kedvelik a jedik házi kedvencként.
Az akk kutyával több könyvben és képregényben is találkozhatunk. Néhány közülük: „Star Wars: The Old Republic”, „Star Wars: Republic 16: Emissaries to Malastare” 4., 5. és 6. részeiben, „Shatterpoint”, „Republic Commando: True Colors”, „Scourge” és „Millennium Falcon”.

## Akul
Az akul a Csillagok háborúja elképzelt univerzumának egyik állatszerű élőlénye.
Az akul a Shili bolygón őshonos, narancssárga bundájú, ragadozó élőlény. A bolygó csúcsragadozójaként még a togrutákra nézve is veszélyes. Shili füves pusztáin tanyázik. Az akul négy izmos lábon jár. Szájából két nagy szemfog nő ki; ezeket a togruták trófeaként értékelik.
Vadászatkor az akul lesből támad. Rövid hajsza után a ragadozó, erős állkapcsának és nyakizmainak segítségével elkapja az áldozat nyakát, és addig rázza jobbra-balra, amíg az el nem törik.
Szépsége és ereje miatt az akul számos bolygó állatkertjében kedvelt látványosság. Habár ez az élőlény könnyen szaporítható fogságban, a gondozók elővigyázatosak kell, hogy legyenek, mivel az akul bezárva sem veszíti el ragadozó mivoltát.
Időnként albinó akul is születhet; ez jóval értékesebb, mint a közönséges narancsszínű változat. Állatkertekben, műsorokban használják fel őket. A vadonban az albinó példányok hamar elpusztulnak, mivel anyjuk elhagyja őket; sőt a zsákmány is hamar észrevenné a fehér bundát.

## Amphistaff
Az amphistaff a Csillagok háborúja elképzelt univerzumának egyik élőlénye, illetve fegyvere.
Az amphistaff a Yuuzhan Vongok egyik bio-organikus kézifegyvere, amelyet egy kígyószerű élőlény genetikai újratervezése során kapnak meg. Általában 2-3 méter hosszú és 2 kilogramm tömegű. Három fő használati alakja van: bot, lándzsa vagy korbács. Ütni és dobni is lehet vele; továbbá mérgét akár 20 méteres távolságra is elköpi.
Ugyanarról a bolygóról származik, mint amerről Yuuzhan Vongok is. Fiatal korában, hármasával nő ki egy bőrrel fedett polipból. A kis amphistaffok mindent elkapnak, amely a polip közelébe került, ezután pedig a főtesten nyíló szájba továbbítják a táplálékot; ilyenformán mind a négy lény táplálékhoz jut. Miután az amphistaffok elérik a 2-3 méteres hosszt, leszakadnak a főtestről és elhagyják az úgynevezett glát (a vongok amphistaffokat tenyésztő épülete). A polip, azaz a főtest nem képes az amphistaffok nélkül élni, emiatt elpusztul. A felszabadult amphistaff a szabad természetben kezd vadászni.
Az amphistaff igen szívós és ügyes élőlény. Elektromos mirigyeinek a segítségével megrázza a zsákmányát; az áldozat félkristályos sejtjeit átalakítva. Ez az élőlény olyan kemény páncélú, hogy nála csak a vonduun rák keményebb. Miután az amphistaff jóllakott, átalakul polippá, hogy faja tovább szaporodjon.
Ha egy vong harcos akkor kapja el az amphistaffot, amikor ez éppen leszakadt a polipról, egy remek és hű fegyverre tesz szert. Mivel háromféle alakja, azaz használata is lehet, háromféle fegyver készíthető belőle. Olyan erős a páncélja, hogy még a fénykard sem tudja elvágni.
Az amphistaff az alábbi könyvekben, képregényekben és videójátékokban szerepel vagy meg van említve:
- Maul: Lockdown
- Boba Fett: A Practical Man
- The New Jedi Order: Vector Prime (első megjelenése)
- Star Wars: Invasion: Refugees
- Star Wars: Invasion 6: Rescues, Part 1
- Star Wars: Invasion 8: Rescues, Part 3
- The New Jedi Order: Dark Tide I: Onslaught
- The New Jedi Order: Dark Tide II: Ruin
- The New Jedi Order: Agents of Chaos I: Hero's Trial
- The New Jedi Order: Agents of Chaos II: Jedi Eclipse
- The New Jedi Order: Balance Point
- The New Jedi Order: Edge of Victory I: Conquest
- The New Jedi Order: Recovery (csak megemlítik)
- Emissary of the Void
- The New Jedi Order: Edge of Victory II: Rebirth
- The New Jedi Order: Star by Star
- The New Jedi Order: Dark Journey
- The New Jedi Order: Enemy Lines I: Rebel Dream
- The New Jedi Order: Enemy Lines II: Rebel Stand
- The New Jedi Order: Traitor
- The New Jedi Order: Destiny's Way
- Ylesia
- The New Jedi Order: Force Heretic I: Remnant
- "Equals & Opposites"—Star Wars Tales 21
- The New Jedi Order: Force Heretic II: Refugee
- Or Die Trying
- The New Jedi Order: Force Heretic III: Reunion
- The New Jedi Order: The Final Prophecy
- The New Jedi Order: The Unifying Force
- Legacy of the Force: Bloodlines (csak megemlítik)
- X-Wing: Mercy Kill
- Star Wars: Legacy: Ghosts
- Star Wars: Legacy 18: Claws of the Dragon, Part 5 (visszaemlékeznek rá)
- Star Wars: Legacy 43: Monster, Part 1 (visszaemlékeznek rá)
- Star Wars: Legacy 44: Monster, Part 2
- Star Wars: Legacy 46: Monster, Part 4
- Star Wars: Legacy: Extremes
- Star Wars: Legacy—War 3

## Asyyyriak
Az asyyyriak a Csillagok háborúja elképzelt univerzumának egyik állatszerű élőlénye.
Az asyyyriak a Kashyyyk bolygó vrosir erdeiben őshonos. Idejének legnagyobb részét, a magas lombkorona között tölti. Megnyúlt feje, hegyes pofában végződik, amelyben sok éles fog ül. Hat lába van; ezekkel és igen hajlékony gerincével, könnyen és gyorsan mozog a fák ágai között. Mindegyik lába, négy ujjban végződik. Az ujjakon borotvaéles karmok láthatók. Zöld színű bőrét, hosszú, barna és zöld színű szőrzet borítja.
Az asyyyriak fő zsákmánya az élőhelyén lévő madárszerű élőlények és az egyéb kisebb méretű lények. Évente néhány vuki gyermek is áldozatául esik. Ez az élőlény a hideg évszakokban faodvakban téli álmot alszik.

## Aquanna
Az aquanna a Csillagok háborúja elképzelt univerzumának egyik állatszerű élőlénye.
Az aquanna a Naboo bolygó egyik bennszülött élőlénye. Hatalmas, lebegő testét levegő tölti ki. Fején nyúlványok vannak, emiatt a rájaszerűekre hasonlít. A gunganekek nehézfegyverzettel látják el, és élő vadászrepülőgépként használják.
Ezt az élőlényt a „Star Wars: Galactic Battlegrounds: Clone Campaigns” című videójátékban láthatjuk először.

## Bakurai cratsch
A bakurai cratsch (angolos írásmóddal: Cratsch) a Csillagok háborúja elképzelt univerzumának egyik állatszerű élőlénye.
A bakurai cratsch a Bakura bolygó egyik őshonos, emlősszerű élőlénye. Az állat hosszúkás feje hegyes pofában végződik; a szemei körül álarcszerűen fekete foltok vannak. A teste hosszú, karcsú és igen hajlékony; barna szőrzet borítja. A rövid, de erős lábain visszahúzható karmok ülnek. A hosszú farka fogófarokká alakult és fekete színű. A namana fákon lakó életmódhoz alkalmazkodott. Egy hím példány akár több namana fát is uralhat; a területét a fogófarok tövénél található pézsmamirigyével jelöli meg. Kis méretük ellenére a bakurai cratsch hímek hevesen megküzdenek egymással a nőstényekért. Egy erős hímnek jó nagy lehet a területe. Ez a kis emlősállat azért választotta e fákat élőhelyéül, mert e fák gyümölcsei számos madarat vonzanak oda. Miután a madarak jóllaktak az addiktív, hallucinogén anyagot tartalmazó gyümölcsökkel, elkábulva leesnek a földre, ahol a bakurai cratsch csak összeszedi azokat.
Wilek Nereus egyszer egy bakurai cratschot lőtt; a fogait pedig az íróasztalán tartotta.
Erről a ragadozó emlősszerű lényről a „The Truce At Bakura” című regényben olvashatunk először. Ezenkívül még két regényben meg van említve.

## Bantha
A bantha a Csillagok háborúja elképzelt univerzumának egyik élőlénye. A bantha nagy, elefánt méretű, hosszú szőrű állat, kinézete leginkább lomha földi patásokéra (pl. jak vagy bivaly) emlékeztet. Őshazája a Tatuin sivatagos bolygó. Könnyen szelídíthető, emiatt számos más bolygóra is betelepítették. A banthát általában meglovagolják vagy teherszállításra használják, de háborúban is hasznát vehetik.
A bantha hatalmas, emlősszerű élőlény, aminek hosszú szőre és farka, valamint kosszerű csavaros szarvai vannak. Teher szállítására alkalmas. Hosszú, ragadós nyelvének segítségével falja be a táplálékát. Erős szaga az egyik fő ismertetője. Csordákban járó élőlény. Az állat őshazája a Külső Peremben levő Tatuin bolygó. Mivel könnyen szelídíthető, a Galaxis számos bolygójára is betelepítették; főleg azokra, ahol mezőgazdaság van. Ezeken az új élőhelyeken többféle fajtáját fejlesztették ki; köztük a közönséges banthát (Bantha majorus), a félénk törpe banthát, a karcsú dűne banthát, a kiliai banthát, a mocsári banthát és a Kashyyyk bolygón élő kashyyyki háromszarvú banthát, valamint a szürke fakúszó banthát. Az utóbbi fajta abban különbözik a többitől, hogy csavaros szarvai helyett hatalmas csontos lemezei vannak; ujjai pedig ízületesek lettek, hogy a vrosir (az eredetiben: wroshyr) fákra könnyen kúszhasson. A Tatuinon, de más bolygókon is, vad csordái is találhatók.
Ha nincs csordában, akkor a bantha legfőbb természetes ellensége a kanyoni Krayt sárkánygyík.
Az átlag bantha adatai: 2,5-3 méter magas, 1000-4000 kilogramm testtömegű, vörös szemű. Körülbelül 80-100 évig él. Az élőlény növényevőnek számít, bár az Alkhara-legendák szerint a taszkenek megnyúzzák áldozataikat, majd bantháik elé vetik őket. A filmekben néha előkerül a hutt nyelvű sértés: „bantha poodoo” (banthaeledel), ez azonban nem arra utal, hogy a banthák húst (pl. embert) is esznek, hanem kb. azt jelenti: „te igénytelen!”; „te idióta!”.
Az első bantha 1977-ben, az „Egy új remény” című filmben került a filmvászonra. Ekkortájt még nem létezett számítógépen létrehozott kép, emiatt a banthát egy elefánt játszotta. Az elefántra hosszú szőrű jelmezt és nagy szarvakat tettek. Azonban George Lucasnak sok bajjal járt az elefánt felhasználása, mivel azt a jelenetet a Tatuinra hasonló kaliforniai Death Valleyben filmezték, és az elefántnak állandóan melege volt és a jelmez mind jött le az ormányosról. Lucas a nehéz filmezés ellenére megtartotta az elefántos jelenetet és nem cserélte le számítógépen létrehozott képpel, amikor is 1997-ben bemutatta felújítva az „Új remény” című filmjét.
A „színész” elefánt, egy nőstény ázsiai elefánt (Elephas maximus) volt; neve: Mardji. A filmen kívül Mardji a Skippy Peanut Butter mogyoróvaj reklámjaiban is szerepelt. 1995-ben, 44 évesen el kellett altatni, mivel mellső lábainak csontjai gyógyíthatatlan állapotba kerültek.

### Dűne bantha
A dűne bantha (angolos írásmóddal: dune bantha) a Csillagok háborúja elképzelt univerzumának egyik állatszerű élőlénye.
A dűne bantha a Tatuin bolygó egyenlítői, trópusi részein előforduló bantha alfaj. Igen szívós élőlény, kibírja a nagy hőt és kevés vízzel is beéri. Jóval karcsúbb és kisebb méretű, mint a taszkenek által háziasított közönséges bantha, szőrzete is rövidebb és ritkább.

### Közönséges bantha
A közönséges bantha (Bantha majorus) (angolos írásmóddal: common bantha) a Csillagok háborúja elképzelt univerzumának egyik állatszerű élőlénye.
A közönséges bantha a jól ismert tatuini bantha változata vagy alfaja; belőle fejlesztették ki a többi bantha változatot. Ez a négylábú, emlősszerű, hatalmas élőlény igen szívós, akár több hétig is kibírja víz és táplálék nélkül. Hosszú, gyapjas bundája és nagy, kosszerűen csavarodott szarva van. Az átlag közönséges bantha magassága 2-3 méter között van, míg testtömege 4 tonna is lehet. Szemei vörös színűek. Az ivarérettséget 20 évesen éri el, és általában 80-100 évig él. A taszkenek legfőbb haszonállata.
A bikák nagyobbak a teheneknél, mindkét nemnek nagy, csavart szarva van. Általában a tehénnek csak egy csavarodása van, míg a bikának kettő is lehet. A szarv egy szarvcsomóval vagy haránt dudorral nő évente. A szarv vastagsága és állapota elárulja tulajdonosa egészségét. A bikák (mint a földi kosok) fejüket összeütve harcolnak. Ha a két bantha hatalmas szarva összeakad, és nem tudják szétválasztani, akkor az állatok végkimerültségben és szomjúság által elpusztulnak.
Táplálkozáskor a hosszú és nagyon hajlékony nyelvét használja, amellyel a fűféléket és bokrokat húzza a szájába. A nyelvén nyúlványszerű szaglószervek láthatók. A bantha ezekkel állapítja meg, ha a táplálék ehető; a bikák esetében a tehenek állapotának a felmérésében is szerepet játszik. A közönséges bantha lábai három, körömmel rendelkező patában végződnek; a házi példányok esetében a gazdának gondoskodnia kell az időnkénti körömvágásról.
A vad közönséges banthák körülbelül 25 fős csordákban járnak. A csordát a legidősebb tehén vezeti. Ha egy csorda túl nagyra nő, akkor kettéválik, a másik csorda vezetését a második legidősebb tehén veszi át. A vemhesség 30 hónapig tart, ennek végén egy 50 kilogrammos borjú jön a világra.
A tehenek emlőmirigyei kék tejet termelnek, amelyet az értelmes fajok is fogyasztanak. A bantha ürülékét a taszkenek tüzelőanyagként használják.
Az első bantha 1977-ben, az „Egy új remény” című filmben került a filmvászonra. Ekkortájt még nem létezett számítógépen létrehozott kép, emiatt a banthát egy elefánt játszotta. Az elefántra hosszú szőrű jelmezt és nagy szarvakat tettek. Azonban George Lucasnak sok bajjal járt az elefánt felhasználása, mivel azt a jelenetet a Tatuinra hasonló kaliforniai Death Valleyben filmezték, és az elefántnak állandóan melege volt és a jelmez mind jött le az ormányosról. Lucas a nehéz filmezés ellenére megtartotta az elefántos jelenetet és nem cserélte le számítógépen létrehozott képpel, amikor is 1997-ben bemutatta felújítva az „Egy új remény” című filmjét. Azóta alig van tatuini településen történő cselekmény, amelynek hátterében ne látszódjon legalább egy bantha.

#### Kék tej
A kék tej, vagy bantha tej, tatuini tej (angolos írásmóddal: blue milk) a Csillagok háborúja elképzelt univerzumának egyik állati eredetű terméke és étele.
A kék tej, amint neve is mutatja, kék színű folyadék, amelyet a nőstény banthák emlőmirigyei termelnek. Ez a közkedvelt folyadék a Galaxis számos bolygóján megtalálható, mivel a banthákat számos bolygóra betelepítették. A kék tej igen tápláló és felfrissítő hatású. Íze édeskés. Készíteni lehet belőle vajat, sajtot, fagylaltot stb. Majdnem minden élelmiszerboltban megtalálható. Kék tej a besalisk Dexter Jettster vendéglőjében is rendelhető.
Az „Egy új remény” című filmben, Luke Skywalker tölt magának egy pohár kék tejet. „A klónok támadása” című filmben is szerepel. Továbbá számos képregényben, videójátékban vagy a Csillagok háborújáról készült paródiákban szerepel, vagy meg van említve a kék tej.

### Törpe bantha
A törpe bantha (angolos írásmóddal: dwarf bantha vagy miniature bantha) a Csillagok háborúja elképzelt univerzumának egyik állatszerű élőlénye.
A törpe bantha a Tatuin bolygó egyik bantha alfaja. Jóval kisebb és félénkebb, mint a taszkenek által háziasított közönséges bantha. E bolygó kanyonjait választja élőhelyéül. Kis mérete miatt alkalmas házi kedvencnek. Ebenn Q3 Baobabnak és feleségének, Pookie Baobabnak volt egy Nuke törpe banthájuk.
Ez az élőlény jóval kisebb és kevésbé gyapjas, mint a jól ismert közönséges bantha. Testéhez képest a feje igen nagy, azonban testfelépítése alig különbözik a nagyobb rokonáétól.
A „Star Wars Galaxies: An Empire Divided” című videójátékban szerepel a törpe bantha.

### Kashyyyki háromszarvú bantha
A kashyyyki háromszarvú bantha (angolos írásmóddal: Kashyyyk bantha vagy three-horned bantha) a Csillagok háborúja elképzelt univerzumának egyik állatszerű élőlénye.
A kashyyyki háromszarvú bantha, mint ahogy neve is mutatja, a Kashyyyk bolygón élő egyik bantha alfaj. Ez az élőlény nagyobb, mint a tatuini közönséges bantha, szőrzete azonban rövidebb. Nem kell összetéveszteni a szintén kashyyyki származású szürke fakúszó banthával. Ennek az élőlénynek három, egyenes és sima szarva van. Az élőlényt a vuki kereskedők hozták be az erdő borította bolygóra. Hatalmas méretük miatt alkalmas hátasállatoknak bizonyultak a háborúk idején. A kashyyyki csata alatt Luminara Unduli jedi mesternő egy ilyen állaton lovagol.
A „The Hidden Enemy”, a „New Essential Guide to Alien Species” és a „Star Wars Galaxies: Rage of the Wookiees” című képregényekben, illetve videójátékban nincs megnevezve a bantha alfaj, azonban biztos, hogy a kashyyyki háromszarvú bantha szerepel.

### Szürke fakúszó bantha
A szürke fakúszó bantha (angolos írásmóddal: Kashyyyk greyclimber) a Csillagok háborúja elképzelt univerzumának egyik állatszerű élőlénye.
A szürke fakúszó bantha a Kashyyyk bolygón élő egyik bantha alfaj. Ez az élőlény nagyobb, mint a tatuini közönséges bantha, továbbá a törzsalfajtól eltérően területvédő és ragadozó. Az élőlényt a vuki kereskedők hozták az erdő borította bolygóra. Habár eredetileg nem fára mászó állat, a szürke fakúszó bantha eléggé jól alkalmazkodott a famászáshoz. A legszembetűnőbb különbség a vastag bunda nélküli teste és a nagy, csavarodott szarvak hiánya. A szarvak helyett egy pár óriási csontos lemezt fejlesztett, amelyekkel a bikák egymás ellen harcolnak. A hatalmas vrosir fákon hosszabb, több ízülettel rendelkező ujjainak segítségével kúszik. Vadászata eléggé nehézkes, mivel jól rejtőzködik és igen szívós, azonban a vukik elég könnyen elfogják és megszelídítik a szürke fakúszó banthát.
Ezt az élőlényt nem kell összetéveszteni a közönséges, gyapjas banthával, amelyet a Kashyyykon levő városokban taxiként is használnak, valamint a kashyyyki háromszarvú banthával.
A „The Hidden Enemy”, a „New Essential Guide to Alien Species” és a „Star Wars Galaxies: Rage of the Wookiees” című képregényekben, illetve videójátékban nem ez az alfaj, hanem a kashyyyki háromszarvú bantha szerepel.

### Kiliai bantha
A kiliai bantha (angolos írásmóddal: Kilian Bantha) a Csillagok háborúja elképzelt univerzumának egyik állatszerű élőlénye.
A kiliai bantha a Kilia IV bolygón kitenyésztett bantha alfaj. Az élőlény átlag marmagassága 3 méter. Gyapjas bundája vastagabb és hosszabb, mint a taszkenek által háziasított közönséges bantháé. A szőrzet színe szürke vagy barna. Tápláléka bokrokból és egyéb növényekből áll, azonban hetekig kibírja étel és víz nélkül. A Kilia IV-en lakó emberek főleg teherhordásra használják ezt a banthát, mivel hatalmas mérete ellenére igen könnyedén képes járni a hegységek meredek ösvényein. Jól bírja a hideget és a magashegyi levegőt. Mint a többi bantha esetében, a kiliai bantha is termel kék tejet, továbbá húsa és bőre is hasznosítható.

### Mocsári bantha
A mocsári bantha (angolos írásmóddal: swamp bantha) a Csillagok háborúja elképzelt univerzumának egyik állatszerű élőlénye.
A mocsári bantha a taszkenek által háziasított közönséges bantha egyik kisebb méretű rokona. Az élőlényt a gunganekek telepítették be a Naboo bolygóhoz tartozó Ohma D’un holdra. Ez a kisméretű, kevésbé szőrös bantha sokféle növényt tud megenni.

### Fehérszőrű bantha
A fehérszőrű bantha vagy nelvaaniai bantha (angolos írásmóddal: White-furred bantha) a Csillagok háborúja elképzelt univerzumának egyik állatszerű élőlénye.
A fehérszőrű bantha a Nelvaan bolygó emlősszerű, bennszülött élőlénye. A hatalmas állatot hosszú, fehér szőrzet borítja. A tatuini bantháktól eltérően szarvai nem csavart kosszerűek, hanem egyenesebbek és inkább a földi kecskéére hasonlítanak. A bolygó értelmes népe, a nelvaanok teherhordásra és hátasállatként használják a fehérszőrű banthát.
Ezt a banthafajt a „Csillagok háborúja: Klónok háborúja” című amerikai rajzfilmsorozat 23., 24. és 25. részeiben láthatjuk, amikor is Anakin Skywalker és Obi-Wan Kenobi elmennek a Nelvaanra Dooku grófot megkeresni. A két jedi ilyen élőlényeken lovagol, amikor a nelvaanok falujába tartanak. Anakin szintén egy fehérszőrű banthán ül, amikor elmegy a sámán által kitűzött teszt elvégzésére.

## Barri
A barri a Csillagok háborúja elképzelt univerzumának egyik állatszerű élőlénye.
A barri titokzatos élőlény, amely a világűr vákuumában is képes megélni. Kisbolygókra és űrhajókra tapadva él. Savat bocsát ki magából; ezzel teszi számára ehetővé a kisbolygók anyagát.

## Baz nitch
A baz nitch a Csillagok háborúja elképzelt univerzumának egyik állatszerű élőlénye.
A baz nitch a Dathomir bolygó egyik őshonos faja. Az élőlény alacsony, két lábon jár és igen hasonlít a nabooi nunára. A különbséget a fejen található két nagy és négy kisebb nyúlvány adja, valamint az, hogy a baz nitch szemei is nyúlványokon ülnek. Pofájának elülső része megnyúlt, ormányszerűvé vált.
A dathomiri élőlény a távolabbi, érintetlen helyeken fordul elő. A legtöbbször csapatokba verődik. Habár nyugodt természetű, ha zavarják, akkor agresszívé válhat.
Ezt az élőlényt a „Star Wars Galaxies” című videójátékban lehet látni.

## Bergruutfa
A bergruutfa a Csillagok háborúja elképzelt univerzumának egyik állatszerű élőlénye.
A bergruutfa 7 méter magas, növényevő élőlény, amely a Teloc Ol-Sen bolygón őshonos. Fején páncélozott gallérszerű képződmény látható. A színezete, példánytól függően, a világos barnától a sötétzöldig változik. A bergruutfát meg lehet szelídíteni; karavánokban és farmokon alkalmazzák, de háborús időkben is felhasználták.

## Blarth
A blarth a Csillagok háborúja elképzelt univerzumának egyik állatszerű élőlénye.
A blarth a Naboo bolygó egyik bennszülött élőlénye. Ez a középméretű, ragadozó nabooi lény könnyen szelídíthető. A gunganekek már az ősidőktől kezdve őrző-védőként használják. Legalább Y. e. 21 óta a coruscanti állatkereskedők árusítják a blarthot ezen a város-bolygón.
Mérete ellenére a blarth igen mozgékony és gyors. Tompa pofája lekerekített fejen ül. Vastag zsírrétege miatt könnyen lebeg a víz felszínén. A zsírrétege hőszigetelést is biztosít, ilyenformán akár 2 órán keresztül is ülhet a víz alatt. A bőrén keresztül képes felvenni az oxigént a vízből. Hosszú fogófarka az úszásban és a vadászatban van segítségére. Farka végén kis, mozgatható nyúlványok vannak, amelyek kezdetleges ujjakként működnek.
A blarth tápláléka bowlumpok, gullipudok, nyorkok, yob-rákok, yobshrimpek, valamint minden kisebb élőlény, amelyet képes elfogni. Ez az élőlény nem rágja meg a táplálékát, hanem egyben nyeli le. Az emésztéshez a bőséges nyála járul hozzá. A gunganek bőrápolásra és illatszerként használják fel a blarth nyálát. A nyál a víz alatti városok falának erősítésére is alkalmas anyag.
A szelídített blarthok mindenhol nyáltócsákat hagynak, és majdnem mindig valakinek az útjába állnak. Nagyon társas élőlény, amely mindig a gungan gazda kedvében szeret járni. A gungan gyerekek igen szeretnek a puha blarth kölykökkel aludni.
A nőstény évente egyszer vagy kétszer 3-4 kölyköt ellik. Az anya blarth sokat nyaldossa kölykeit.
Erről az élőlényről a „Star Wars: Republic 61: Dead Ends” című képregényben olvashatunk először.

## Blenjeel homokféreg
A blenjeel homokféreg vagy blenjeeli homokféreg (angolos írásmóddal: Sand burrower vagy Blenjeel sand worm) a Csillagok háborúja elképzelt univerzumának egyik állatszerű élőlénye.
A blenjeel homokféreg óriásméretű, húsevő, lepkehernyószerű élőlény, amely, mint neve is mutatja, a Blenjeel bolygón őshonos. Az élőlény szája kerek, és számos éles fog ül benne. A blenjeel homokféreg vak, de könnyen érzékeli a körülötte mozgó tárgyakat, élőlényeket.
Blenjeel homokférgekkel találkozhatunk a „Jedi Knight” és „Jedi Academy” videójátékokban.

## Blurrg
A blurrg a Csillagok háborúja elképzelt univerzumának egyik állatszerű élőlénye.
A blurrg az Endor bolygó erdőholdján őshonos, nagyméretű, hüllőszerű élőlény. Az állat a földi theropodákhoz hasonlóan a vastag hátsó lábain jár; a mellső lábai vékonyak és kicsik. A földet érő nagy farka ellensúlyozza a nagy fejét, amelyen a békákhoz hasonló, széles szája van. Bőrszíne lehet szürke vagy barna. Az átlag blurrg 2,5-3 méter magas.
Ez az élőlény e hold szavannáin él, főleg fűvel és friss hajtásokkal táplálkozik. Bár nem ragadozó, de fogai nagyok, ezekkel akár a táplálékát jelentő fákat is ki tudja fordítani a földből. A szaporodáshoz tojást tojik; egy fészekaljban 5-6 tojás van. Életük első éveiben a fiatal blurrgok a disznófarkasok miatt az anyjuk védelmét élvezik. A blurrgok ordítozásokkal kommunikálnak.
Mivel eléggé buta és jámbor természetű állat, könnyen szelídíthető. A sanyassan kalózok, akiknek űrhajója e holdra zuhant le, később pedig letelepedtek itt, blurrgokat használnak lovaglásra és teherszállításra. Az állatokat tüskés kantárokkal irányítják és merev nyerget tesznek rája.
E hüllőt betelepítették a Ryloth bolygóra is, ahol a twi’lekek harcokban és teherszállításra használják fel.
A blurrg fajt az „Harc az Endor bolygón” című filmben láthatjuk először. A „Klónok háborúja” című animációs sorozat "Ryloth-trilógia" részeiben többször is láthatók blurrgok. Továbbá képregényekben és videójátékokban is találkozhatunk e hüllőkkel.

## Bolma
A bolma a Csillagok háborúja elképzelt univerzumának egyik állatszerű élőlénye.
A bolma a Dathomir bolygó egyik őshonos hüllőszerű faja. Az élőlény csordákban legel. Habár nyugodt természetű lény, az idősebb hím példányok agresszívé válhatnak. A bolma igen hasonlít a tatuini dewbackra. A különbséget a vállain ülő rövid tüskék, valamint a szemeit hordozó tömzsi nyúlványok adják.
A bolmát az Endor bolygó erdőholdjára is betelepítették.
Ezt az élőlényt a „Star Wars Galaxies: An Empire Divided” és a „Star Wars: The Force Unleashed video game” című videójátékokban lehet látni; az utóbbiban csak trófeaként.

## Boma
A boma a Csillagok háborúja elképzelt univerzumának egyik állatszerű élőlénye.
A boma a Dxun holdon élő hatalmas, sárgás-zöld színű négylábú. Külseje medvére hasonlít. Félelmetes fogai vannak és hüllőszerű bőre.
A „Star Wars: Knights of the Old Republic II: The Sith Lords” videójátékban ismerhetjük meg ezt az élőlényt.

## Borcatu
A borcatu a Csillagok háborúja elképzelt univerzumának egyik állatszerű élőlénye.
A borcatu kis, 20-50 centiméter hosszú, négylábú, dögevő és kártevő élőlény. Az időjárás viszontagságaitól és a ragadozó élőlényektől erős, egymástfedő kitinlemezekből álló páncélzata védi meg. Mancsain erős, éles karmok ülnek, ezek segítik az ásásban. A borcatu faj eredetileg az Escabar bolygó Serhan sivatagából származik, azonban a Krassh-régió kereskedői más bolygókra is átvitték ezt az élőlényt. Manapság több ezer civilizált bolygó szemétlerakójánál megtalálható.

## Bordok
A bordok a Csillagok háborúja elképzelt univerzumának egyik félértelmes élőlénye.
Az átlag bordok 1 méteres marmagasságú, növényevő, lószerű félértelmes élőlény, amely az Endor bolygó erdőholdján őshonos. Két fő típusa van: a kis bordok, amely legfeljebb 1,5 méter marmagasságú, és a ritkább nagy bordok, amely akár 3 méteres marmagasságúra is megnőhet. Az élőlénynek felálló sörénye van. Fejének mindkét oldalán előre mutató, tompa szarvak ülnek; a hímeké nagyobb, a nőstényeké és a csikóké kisebb. Ha az ewokok elfogják a bordokot, megszelídítik és teherszállításra használják. Kis méretük ellenére igen nehéz terheket is el tudnak cipelni. Patáik kettéágaznak, ily módon fákra is fel tudnak mászni. A hímek akár az életük árán is védelmezik a családjukat. Ha ewok vagy más értelmes élőlény mellett nőnek fel, annak hűséges társai lesznek.
Kneesaa a Jari Kintaka ewok hercegnőnek egy kis Baga bordokcsikója van.

## Brackaset
A brackaset a Csillagok háborúja elképzelt univerzumának egyik állatszerű élőlénye.
A brackaset a Dathomir bolygó egyik őshonos élőlénye. Ez az állatszerű teremtmény igen hasonlít a nabooi falumpasetre. Azonban egészen más fajba tartozik. A brackaset bőrredői természetes páncélzatot alkotnak.
Nyugodt természete miatt háziasították, és manapság teherszállításra használják.
Ezt az élőlényt a „Star Wars Galaxies: An Empire Divided” című videójátékban lehet látni.

## Buckapatkány
A buckapatkány (angolos írásmóddal: womp rat) a Csillagok háborúja elképzelt univerzumának egyik állatszerű élőlénye.
A buckapatkány dögevő, rágcsálószerű élőlény, amely a Tatuin bolygón őshonos. Az élőlényt rövid, sárga vagy krémszínű szőrzet borítja. A buckapatkány idejének legnagyobb részét a szemétlerakóknál tölti, táplálékot keresve. Mivel radioaktív és kémiai hulladékok között is keresgél, egyes buckapatkány mutációkat szenvedhet, például nagyobb méretű lehet, állkapcsai megnagyobbodhatnak és farka hosszú ostorszerűvé válik. A veszélyes hulladékok fogyasztása fertőző betegségeket okozhat, ennek egyik tünete például a nyál túltermelése.
A buckapatkány egyik legfőbb természetes ellensége a kanyon krayt sárkánygyík.
Az „Egy új remény” című filmben Luke Skywalker 2 méteres buckapatkányokról is beszámol.

## Bursa
A bursa a Csillagok háborúja elképzelt univerzumának egyik félértelmes élőlénye.
A bursa a Naboo bolygó egyik őshonos, emlősszerű, ragadozó életmódot folytató, félértelmes élőlénye. Négy lábon jár, testét hosszú, barnás szőrzet borítja. A vállából hosszú, tollboaszerű gallér emelkedik fel. Bőre vastag. A pofájából agyarak látszanak ki.
Ez a félértelmes élőlény sárból készített kunyhókban lakik. E faj példányai korábban gunganekre is vadásztak, de szelídíthetők is. Y. e. 3000-ben, az úgynevezett hadurak korszakában Rogoe vezér bursák segítségével támadt rá Gallo Főnök falujára. A bursák törzsfőnöke azonban megsebesült, emiatt a bursák egy része átállt Gallo táborába, legyőzve Rogoét.
Manapság a huttok és a cirkuszok tartanak bursákat. Az amaranok befogják, tenyésztik és kereskednek ezzel a félértelmes nabooi lakossal.
A bursát az alábbi videójátékokban és könyvekben láthatjuk:
- Star Wars: Galactic Battlegrounds (első megjelenése)
- Star Wars: Galactic Battlegrounds: Clone Campaigns
- Legacy of the Force: Sacrifice (csak megemlítik)

## Can-cell
A can-cell a Csillagok háborúja elképzelt univerzumának egyik állatszerű élőlénye.
A can-cell hatalmas méretű, körülbelül 1,5 méter hosszú szitakötőszerű élőlény, amely a Kashyyyk bolygón őshonos. A talajon hat pókszerű lábán mozog, a levegőben négy hosszú szárnya mozgatja. Hosszú tagolt farka a stabilitást biztosítja a számára.
A „Klónok háborúja” televíziós rajzfilmsorozatban, valamint „A Sith-ek bosszúja” című filmben látható ez az élőlény.
A Rodiára betelepített can-cellek a „Star Wars: A klónok háborúja” című televíziós sorozat első évadának a 8. részében is láthatók, miközben Jar Jar Binks szenátor szól hozzájuk, de ők tovább repülnek.

## Chiilak
A chiilak a Csillagok háborúja elképzelt univerzumának egyik állatszerű élőlénye.
A chiilak vastag, általában fehér bundával rendelkező, hat végtagú, két lábon járó élőlény, amely a Misnor hold jégborította részein él. Bundája a korral sötétedik. Az élőlény 2,2 méter magas és a vízi életmódhoz alkalmazkodott. Akár 20 percig is képes visszatartani a lélegzetét. Úszóhártyás mancsai segítségével igen jól úszik. Felső négy végtagját kapaszkodásra használja, ujjai egymással szembe fordíthatók. Lábain karmok vannak. Mindenevő. A Birodalmi törvények engedélyezték a chiilak vadászatát, de egy ilyen vadászatot nem volt egyszerű végrehajtani.

## Colo karmoshal
A colo karmoshal (angolos írásmóddal: colo claw fish) a Csillagok háborúja elképzelt univerzumának egyik állatszerű élőlénye.
A colo karmoshal hatalmas, vízi ragadozó, amely a Naboo bolygón őshonos. Víz alatti barlangokban él. Természetes foszforeszkálása hátborzongató fényességet kölcsönöz a 40 méter hosszú, angolnaszerű vízi szörnynek. Teste egész hosszában eléggé oldalra lapított. Testének legnagyobb részét a mozgásérzékelőkkel ellátott farka alkotja. Nagy állkapcsaiban számos fog ül. Feje mögött karmos mellső végtagjai vannak. Vadászat közben a colo karmoshal a pofáin levő „csalibotokkal” vonzza magához zsákmányát. Miután a zsákmány elég közel jött, a colo karmoshal a torkában lévő hangszerveinek erős visító hangjával bénítja meg az áldozatát. A colo karmoshal kiakasztva állkapcsát, nála nagyobb zsákmányt is képes lenyelni. Miután lenyelte áldozatát, az emésztésben gyomorsavjai és -mérgei segítenek.
A colo karmoshal a „Baljós árnyak” című filmben látható. Az élőlény elkapja azt az opee tengeri fenevadat, amely megfogta Qui-Gon Jinn, Obi-Wan Kenobi és a gungan Jar Jar Binks hajóját. Aztán ő maga is üldözőbe veszi a bongó-hajót, de cselekmény végén egy nála nagyobb méretű sando víziszörny végez vele.

## Cu-pa
A Cu-pa állatszerű élőlény, amely a tauntaun távoli rokona (de nem alfaja). Az ismertebb hothi lényhez nagyon hasonló emlős-gyíkszerű, kosszarvú, kétlábú hátas- és húsállat, főleg számítógépes játékokban (Star Wars Galaxies, Star Wars Galactic Battlegrounds) jelenik meg. A tauntaunnal ellentétben nem a hideget, hanem a mérsékelt éghajlatot kedveli.

## Csőrös pók
A csőrös pók (angolos írásmóddal: Gaping spider) a Csillagok háborúja elképzelt univerzumának egyik állatszerű élőlénye.
A csőrös pók a Dathomir bolygó egyik ragadozó életmódú, pókszerű élőlénye. Nagytestű állat, amely kasztrendszert alakított ki. A királynő körül nevelő, vadászó és dolgozó példányok vannak. A bolygó barlangjaiban és mély völgyeiben laknak.
Az Éjnővérek egyik klánja, az úgynevezett Pók klán átvette a hatalmat egy olyan barlangon, amelyben csőrös pókok laktak. A fiatal állatokat pedig leigázták. Csak a legnagyobb példányok tudtak elmenekülni, ezek még mélyebbre húzódtak le. A Pók klán tagjai azóta félnek e barlang mélyébe lemenni.
Ezt az élőlényt a „Star Wars Galaxies: An Empire Divided” című videójátékban lehet látni.

## Dactillion
A dactillion (kiejteni: dáktillion) a Csillagok háborúja elképzelt univerzumának egyik állatszerű élőlénye.
A dactillion az Utapau bolygón őshonos hüllő madár. Az élőlény hossza 6 méter, szárnyfesztávolsága 24 méter. Csőre végén két szarvszerű dudor látható. Bőrszíne lehet: szürke, kék vagy kékeszöld; míg szemszíne kék vagy szürke. Mint rokonát, az igen gyors mozgású varactylt, az utapaui őslakosok, a pau’anok és utaik a dactilliont is meglovagolják.
Az élőlény szárnyai hosszúak, de keskenyek. Bőre erős és pikkelyezett. Négy lába segítségével, leszállva a sziklás felszínen, könnyen mozog. Az óriási szakadéküregekben keletkezett termikeken könnyen felszáll a magasba.
Korábban a vad dactillionok gyakran rátámadtak az őslakosokra is, azonban friss hússal be lehet fogni őket. Megszelídítve alkalmasak a gazda és áruja cipelésére. Néha a dactillion varactyl fészkeket rabol ki, megeszi annak tojásait és fiókáit.
„A sithek bosszúja” című filmben, amikor Obi-Wan Kenobi Utapaura érkezik, vagy két jelenetben is látszanak dactillionok. Továbbá a „Star Wars: Empire at War: Forces of Corruption” című videójátékban is szerepel a dactillion.

## Dewback
A dewback a Csillagok háborúja elképzelt univerzumának egyik, leginkább óriási varánuszokra vagy ősi négylábú dinoszauruszokra emlékeztető élőlénye.
A dewback nagy testű, átlagosan 2 méter magas, hüllőszerű élőlény, amely a Tatuin (Tatooine) bolygón őshonos. Könnyen szelídíthető és általában teherhordásra alkalmas. A Birodalmi Rohamgárda és a dzsavák is használják ezt a hatalmas állatot hátasként.
Az „Egy új remény” felújított változata elején látható egy dewbackon lovagló sivatagi rohamgárdista, amikor a birodalmiak a Tantive IV űrhajó esetleges szökött utasai után kutatnak. A filmen kívül videójátékban is szokott szerepelni.

## Dianoga
A dianoga vagy szemétkalmár a Csillagok háborúja elképzelt univerzumának egyik élőlénye.
A dianoga átlagosan 7-10 méter hosszú, könnyen alkalmazkodó, kalmárszerű élőlény. Henger alakú testén hét fogókar van. Szájában a fogak befelé hajlanak. Egyetlen szeme nyúlványon helyezkedik el. Az állat a Vodran bolygó mocsaras vidékeiről származik. A sekély állóvizeket és mocsarakat kedveli. Mikroszkopikus lárva formájában az egész galaxisban elterjedt. Gyakran fordul elő szeméttározó helyeken és a szennyvízcsatornákban, ahol szerves anyagokkal táplálkozik. Számos bolygóra betelepítették. A dianoga általában dögevő, csak akkor veszélyes, amikor nagyon éhes vagy fél valamitől. Színe az utolsó étkezésének megfelelő; ha sokáig nem táplálkozik, átlátszóvá válik.
Az „Egy új remény” című filmben látható, ahol megtámadja Luke Skywalkert a szeméttárolóban.

## Disznófarkas
A disznófarkas (angolos írásmóddal: boar-wolf, vagy borra) a Csillagok háborúja elképzelt univerzumának egyik élőlénye.
A disznófarkas az Endor bolygó erdőholdján őshonos, ragadozó, amely azt a szerepet tölti be ezen az égitesten, mint amelyet a Földön a farkas, azonban megjelenése miatt inkább az entelodontákra hasonlít. Ez a nagy és izmos állat általában 3 méter magas. Vállizmait nagy púp erősíti meg. Bőrszíne és a szőrzete szürke. A szájában nagy és éles fogak ülnek, két nagy agyara is van. Négy lábon jár. Éjjelente gyakran üvölt az Endor bolygónak. Szaglása kifinomult. Karmai olyan élesek, hogy a fákba lyukat tud velük fúrni.
A hatalmas méretű, félértelmes goraxok néha megszelídítik a disznófarkasokat. Ahhoz, hogy megszerezzék a kölyköket, a goraxok előbb megölik az anyaállatot. A gorax főleg a vadászathoz használja az általa nevelt disznófarkasokat, de gyakran ewokokra, vagy egyéb értelmes fajokra is ráuszítja őket.
Az ewokok táplálékként tekintenek a disznófarkasra, bár az háromszor nagyobb méretű náluk. Az ewokok csapdát állítanak a disznófarkasnak és úgy ejtik el. Az ewokok lakomákat rendeznek a sikeres vadászat után; egy disznófarkas húsa egy fán lakó ewok falunak több napra elég.
A disznófarkast a „A bátrak karavánja” című filmben láthatjuk először. Ezt a farkasszerű élőlényt a „Fate of the Jedi” című könyvsorozat több részében is megemlítik. Továbbá videójátékokban is látható.
Egy alkalommal, miközben Cindel és Mace Towani elhagyják Deej Warrick otthonát és átmennek az erdőn, egy gorax rájuk uszítja a disznófarkasát. A két testvér egy fa odvában tölti az éjszakát. Reggel Warrick, három fiával együtt, Wickettel, Widdle-lal és Weechee-vel rábukkan a gyerekekre és a disznófarkasra. Az ewokok és az állat elkezdenek verekedni, de aztán Wicket egy fúvócső segítségével mérgező nyílat lő a gorax háziállatába.

## Dxuni felfaló
A dxuni felfaló (angolos írásmóddal: Dxun Devourer, vagy Dxunian Raptor, skreev) a Csillagok háborúja elképzelt univerzumának egyik élőlénye.
A dxuni felfaló a Dxun holdon őshonos, azonban évente egyszer annyira közel kerül a hold a bolygójához, Onderonhoz, hogy a dxuni felfaló át tud repülni a nagyobbik égitestre is. Ez a hüllőmadárszerű élőlény, valamivel kisebb, mint a dxuni fenevad, azonban kétszer agresszívabb annál. Két karja van. Koponyáján hiányzanak a dxuni fenevadra jellemző szarvak. Állkapocscsontja jóval előre nyúlik és hegyes; ez a legfőbb fegyvere. Szárnyfesztávolsága majdnem 20 méter.

## Dxuni fenevad
A dxuni fenevad (angolos írásmóddal: Dxun Beast vagy Drexl) a Csillagok háborúja elképzelt univerzumának egyik élőlénye.
A dxuni fenevad a Dxun holdon őshonos, azonban évente egyszer annyira közel kerül a hold a bolygójához, Onderonhoz, hogy a dxuni fenevad át tud repülni a nagyobbik égitestre is. Ennek a hatalmas és röpképes élőlénynek nagy, ékalakú feje van, amelyen tíz szarv ül. A hüllőszerű dxuni fenevadnak az erős lábai mellett két rövid karja, hatalmas szárnyfesztávolsága és néhány hosszú farka is van. A dxuni fenevad igen területvédő, ha egy másik dxuni fenevad a területére lép, akkor heves verekedés kerekedik kettőjük között.
Arca Jedi Mester kihasználta a dxuni fenevadak e tulajdonságát, amikor a Dxunra sírboltot építtetett Freedon Nadd Sith Lord számára; tudva, hogy a bestiák mindenkit elpusztítanának, aki e sír közelébe merészkedik. Azonban Exar Kun elbukott jedi a Sötét Erő segítségével legyőzte a dxuni fenevadat és feltárta a sírt, ahol Nadd szelleme segített neki felfedezni néhány elrejtett sith tekercset.

## Eopie
Az eopie a Csillagok háborúja elképzelt univerzumának egyik élőlénye.
Az eopie 1,75 méter magas, négylábú, emlősszerű élőlény, amely a Tatuin (Tatooine) bolygón őshonos. Bőre világos, pofáján hosszú, mozgékony, ormányszerű képződmény látható. Az állat világos, fehér bőre visszaveri a bolygóra érkező két nap (kettőscsillag) erős sütését és ily módon az eopie nem szenved túlhevülésben. Szívóssága miatt az eopie nehéz terhek szállításra alkalmas, amiket hosszú távon képes elvinni. Fő jellemzői a makacssága és a panaszos hangoskodás. Bélgáza igen gyúlékony. Az eopie 6 standard év után számít felnőttnek; általában 90 standard évig él.
Az eopie egyik legfőbb természetes ellensége a kanyon krayt sárkánygyík.
Az élőlény szerepel: a „Baljós árnyak”, „A klónok támadása” és „A Sith-ek bosszúja” című filmekben, továbbá a Star Wars Galactic Battlegrounds számítógépes valós idejű stratégiai játékban és a Star Wars Galaxies képregényekben is.

## Falumpaset
A falumpaset a Csillagok háborúja elképzelt univerzumának egyik élőlénye.
A falumpaset nagy testű, átlagosan 3 méter magas, emlősszerű élőlény, amely a Naboo bolygón őshonos. A falumpaset nagy csordákban él. Ezek a csordák a Naboo füves pusztáin és mocsarain vándorolnak. Jellegzetes bőgéseik több kilométerre is elhallatszanak. Mivel könnyen szelídíthető és teherhordásra alkalmas, a falumpasetet a Galaxis számos bolygójára betelepítették.
A falumpaset a „Baljós árnyak” című filmben, valamint a „The Gungan Frontier”, a „Star Wars Galactic Battlegrounds” és a „Star Wars Galaxies: The Ruins of Dantooine” számítógépes valós idejű stratégiai játékokban szerepel.

## Fambaa
A fambaa a Csillagok háborúja elképzelt univerzumának egyik élőlénye.
A fambaa a Naboo bolygó mocsarainak legnagyobb testű, elefánt- vagy mamutméretű növényevője; átlagosan 4,3 méter magas. Habár a fambaa kétéltűszerű élőlény, bőrét hüllőszerű pikkelyek fedik. Ez a hatalmas élőlény könnyen kidönti a fákat, hogy annak leveleihez és terméseihez jusson. A víz alatti növényzet is táplálékául szolgál. A vadonban legfeljebb 12 fős csapatokban jár. A fambaa puha, sima bőrrel és kopoltyúval születik. Növekedése során kopoltyúi visszafejlődnek, farka megnő és bőre megkeményedik. A gunganek ezt az élőlényt már több ezer éve szelídítik. Főleg teherhordásra, és háborús időkben pajzsgenerátorok hordására használják (hatalmas pajzsgenerátorokat erősítenek az állat hátára, amely egész hadosztályokat képes a hatósugáron kívülről jövő sugárlövedékektől megvédeni).
A fambaa a „Baljós árnyak” című filmben, valamint a „The Gungan Frontier”, a „Star Wars Galactic Battlegrounds”, a „Star Wars Galaxies” és a „Star Wars: Battlefront” számítógépes valós idejű stratégiai játékokban szerepel.

## Fathier
A fathier, más néven „űrló” a Csillagok háborúja elképzelt univerzumának egyik élőlénye.
A fathier teherhordásra és versenyzésre használt, haszonállatszerű élőlény. Az anyabolygója nem ismert, azonban a Kergans és a Cantonica bolygókon széles körben használják, főleg a földi lóversenyekhez hasonló tevékenységekben; általában gyerekeket ültetnek rá. Ennek a hatalmas élőlénynek a magassága 4,88 méter – Finn és Rose Tico eltörpülnek mellette – négy hosszú lába van, ezekből a mellsők igen erősek. Sokféle terepen képes futni, lehet az homokos tengerpart, füves terület vagy sziklás hegyoldal. Testét barna, sűrű, rövid szőrű bunda fedi. A szemei feketék, a fülei a testéhez képest igen nagyok, részben alálógók.
Ilyen élőlényeket „Az utolsó Jedik” című filmben lehet szemügyre venni, amikor is Finn és Rose a cantonicai Canto Bight városba megérkeznek, illetve elmenekülnek onnan. Különböző jelenetekben lehet látni egy fathier versenyt, az egyik példány megostorozását, valamint a fathierek kiszabadítását és általuk Finn és Rose elmenekülését egy ilyen élőlény hátán.

## Fánlakó polip
A fánlakó polip (angolos írásmóddal: Arboreal octopus) a Csillagok háborúja elképzelt univerzumának egyik élőlénye.
A fánlakó polip a Cholganna bolygón őshonos. Ez az élőlény a többi fejlábúszerűtől eltérően nem a vízben él, hanem, amint neve is mutatja, fák ágai között mozog. A ragadozó nexu egyik fő zsákmánya.

## Fűrészfogú grank
A fűrészfogú grank (angolul: Saw-toothed grank) a Csillagok háborúja elképzelt univerzumának egyik élőlénye.
A fűrészfogú grank a mocsaras Naboo bolygó egyik macskaszerű ragadozója és dögevője. Közepes termetű élőlény, erős állkapcsában hegyes fogak ülnek. A fűrészfogú grank magányosan vadászik, kedvelt zsákmánya a shiro. Vadászat közben a szőrzete segítségével érzékeli a rezgéseket a levegőben és a talajon.
A gunganek kedvenc csemegének tartják a fűrészfogú grank húsát, amit sütve fogyasztanak. Az élőlény körmeit a tengeralattjárókban alkalmazott bongo-motorok gyártásában használják.
Néhányat exportáltak a Nabooról háziállatként, vagy őrző-védő feladatra, de az élőlények túl vadak voltak, és többnyire szabadon engedték őket.
Fűrészfogú grankról olvashatunk a „Episode I Adventures 9: Rescue in the Core” című képregényben és a „Star Wars Episode I: The Gungan Frontier” videójátékban.

## Geonosisi hidra
A geonosisi hidra (angolul: Geonosian hydra) a Csillagok háborúja elképzelt univerzumának egyik élőlénye.
A geonosisi hidra, ahogy neve is mutatja, a Geonosis bolygón őshonos élőlény. Ennek a hatalmas, 40 méter hosszú, ragadozó, rovarszerű lénynek három, vagy ennél is több feje lehet. A geonosisi hidrának kétéltű életmódja van. A Geonosis néhány kis tengerében, mint például az Ebon-tengerben fordul elő. Mivel ezen a bolygón nincs sok nagyobb kiterjedésű víztömeg, a geonosisi hidra elég ritka élőlény.
Ez a lény a kevésbé védett geonosisi bolyokra is rátámad. Néha az arénákba teszik, hogy számos jól felfegyverzett gladiátorral küzdjön meg.
A Coruscanton levő hatalmas Icqui Királyi Akváriumban (Royal Icqui Aquaria) egy geonosisi hidra külső váza van kiállítva.

## Ghest
A ghest a Csillagok háborúja elképzelt univerzumának egyik élőlénye.
A ghest nagy, körülbelül 6 méter hosszú, hüllőszerű, ragadozó élőlény, amely a Rodia bolygó mocsaraiban őshonos. A bolygón történő iparosodás előtt a rodiai falvakat gyakran támadták a ghestek; sokszor teljes megsemmisülést szenvedtek e falvak. A rodiai mitológiában e lények a halottak lelkeit is felfalják; e hiedelem terjedését a ghest rémisztő külsője is elősegítette.
Ez a porcos testfelépítésű ragadozó a földi krokodilok módjára a vízből lesi az általában nagy testű, növényevő áldozatát. Ilyenkor csak a feje tetején ülő szemei látszanak ki a vízből. Amikor a zsákmány elég közel ér, a ghest egy hirtelen mozdulattal ráveti magát és elkapja karmai segítségével. Hatalmas szájának köszönhetően gyakran egyben nyeli le áldozatát. Természetes ellensége nincs, azonban a rodiai férfiak időnként rituális ghest vadászatokat rendeznek. A régi hiedelmek szerint ha lemészárolják a ghestet, véget ér a szárazság és éhínség. A gyors iparosodás miatt a ghest az anyabolygóján veszélyeztetett fajjá vált. Azonban néhány gazdag rodiai, hogy megmentse a fajt, fiatal ghest példányokat telepít más bolygókra.
Néhány rodiai, mint például Kalon Lenitor, a ghestölő foglalkozás által vált híressé.

## Gorax
A gorax a Csillagok háborúja elképzelt univerzumának egyik félértelmes élőlénye.
A gorax félértelmes emlősfaj, majomszerű megjelenéssel. A legtöbb példány 6 méter vagy ennél is magasabb, de egyesek elérik a 30 méteres magasságot is. Az óriás élőlény testét fekete, barna vagy szürke, vastag és kócos szőrzet borítja. Fején a haj eléggé hosszú. Az arc csupasz, szőrzet nélküli. Az állkapocscsontja és a csontos szemgödri szélek előrenyúlnak majomemberszerű megjelenést kölcsönözve a goraxnak. Érdekes módon a különböző gorax példányok lábfejei eltérő alakúak; egyeseknek patáik, másoknak hosszú lábujjaik, vagy akár hátrafelé mutató negyedik lábujjuk van. Mindenevő, a szájában levő hegyes fogak a húsfélék fogyasztására is alkalmasak. Hosszú és széles fülének vége hegyes; igen jó a hallása. A látása eléggé gyenge; az erős fényt nem kedveli. Éjjel tevékenykedik. Barlanglakó.
Habár inkább az állatok közé sorolható, a gorax elég ügyes ahhoz, hogy disznófarkasokat tudjon felnevelni, amelyeket aztán az állatok és ewokok vadászatára használ fel. Köveket és botokat, valamint kőbaltát is tud használni. Magányosan él; fajtársaival morgások segítségével értekezik.
Ennek az óriásnak az eredeti otthonát, azaz származási bolygóját nem ismerjük, bár Lyrre T'enna zoológusnő szerint az Endor bolygó erdőholdján alakult ki. Azonban ezt az elméletet a legtöbb tudós elveti. Valószínűbb, hogy a goraxok és a phlogok a Sickly Tremor rabszolgaszállító űrhajó lezuhanásával kerültek erre a holdra. Ezt az utóbbi elméletet az is alátámasztja, hogy az Endor erdőholdján kevesebb mint két tucat gorax él.
A Kashyyyk bolygón Ozzik Sturn császári kapitány trófeás termében egy gorax fej is van.
A goraxot a „Caravan of Courage: An Ewok Adventure” című filmben láthatjuk először. Egy alkalommal, miközben Cindel és Mace Towani elhagyják Deej Warrick otthonát és átmennek az erdőn, egy gorax rájuk uszítja a disznófarkasát. A két testvér egy fa odvában tölti az éjszakát. Reggel Warrick, három fiával együtt, Wickettel, Widdle-lal és Weechee-vel rábukkan a gyerekekre és a disznófarkasra. Az ewokok és az állat elkezdenek verekedni, de aztán Wicket egy fúvócső segítségével mérgező nyílat lő a gorax háziállatába. Ugyanaz a gorax, amely ráuszította a disznófarkasát a két gyerekre, elrabolta azok szüleit, Catarine Towanit és Jeremitt Towanit. Deej Warrick és fiai, valamint a Towani aztán megölik ezt a goraxot.

## Grabworm
A grabworm a Csillagok háborúja elképzelt univerzumának egyik élőlénye.
A grabworm a Toydaria bolygón őshonos óriás méretű, ragadozó féregfaj. Ez a veszélyes élőlény a bolygó mocsaraiban él. Az őstoydariaknak azért fejlődött szárnyuk, hogy könnyebben elmenekülhessenek előle. A grabworm okozta veszély olyan nagy volt, hogy még manapság is az újszülött toydariak azonnal röpképesek.

## Guarlara
A Naboo bolygón honos lóalkatú, négylábú, hosszú nyakú patás, hátasként szolgált, azonban a törvények szerint csak az uralkodó és elit testőrsége lovagolhatta meg. A Star Wars Galactic Battlegrounds c. videójáték szerint a naboo-i államfő, a királynő testőrségét részben egy közelharcra kiképzett alakulat, az ún. királyi kereszteslovagok alkotják, akik guarlarán lovagolnak, és akik elitebb egységeit személyi energiapajzs védi.

## Gullipud
A gullipud a Csillagok háborúja elképzelt univerzumának egyik élőlénye.
A gullipud a Naboo bolygó egyik őshonos kétéltűje. E kis állat tömzsi felépítésű és lassan mozgó. Szemszíne vörös. Bőre narancssárga vagy sárga színű, a testéhez csak lazán tapad és könnyen nyúlik. Védelme céljából, a földi gömbhalakhoz hasonlóan fel tudja fújni magát labdaszerűvé. Védelmét a hátán és az oldalain ülő tüskék is növelik. Védekező képességei ellenére a gullipud számos nabooi ragadozó számára kedvelt zsákmányállat.
Izgatottság vagy félelem esetén felfújódik, labdához hasonlóan gömbszerűvé és rugalmassá válik, ezért a gunganek az úgynevezett gulliball labdajátékukhoz használják az élő gullipudot. Valamilyen oknál fogva a gullipud élvezettel vesz részt a játékban.
A gullipud a következő képregényekben és videójátékokban szerepel:
- Episode I Adventures 10: Festival of Warriors
- Star Wars Episode I: The Gungan Frontier
- Star Wars: Legacy 2: Broken, Part 2
- Star Wars: Legacy 17: Claws of the Dragon, Part 4
- Star Wars: Legacy 29: Vector, Part 10

### Gulliball
A gulliball a Csillagok háborúja elképzelt univerzumának egyik labdajátéka.
A gulliball a Naboo bolygón őshonos gunganek egyik nagyon kedvelt labdás sportja.
E labdajátékot zaela fák ágaiból készített ütőkkel és élő gullipudokkal, mint „labdával” játsszák. A játékosok addig ütögetik, taszigálják az ütőikkel a gullipudot, amíg az a gólt szerző helyekre kerül. Valamilyen oknál fogva a gullipud élvezettel vesz részt a játékban.
A gulliball a következő képregényekben és videójátékban szerepel:
- Episode I Adventures 9: Rescue in the Core (csak megemlítik)
- Episode I Adventures 10: Festival of Warriors
- Star Wars Episode I: The Gungan Frontier

## Gundark
A gundark a Csillagok háborúja elképzelt univerzumának egyik félértelmes élőlénye.
A gundark a Vanqor bolygó egyik őshonos, félértelmes és agresszív, ragadozó élőlénye. A főemlősszerű élőlény magassága 2 méter. Négy karja van, a két első karján halad előre. Nagy fülei olyan szélesek, mint a feje. Lábain is és kezein is vannak hüvelykujjai. Testét rövid, barna vagy szürke szőrzet borítja.
A kis gundarkok elevenszülés által jönnek a világra. Születésükkor a kicsiket fekete bunda fedi és csak két karjuk van. Már az első percektől kezdve képesek harcolni. A kor előrehaladtával a gundarkok szőrzete elkezd világosodni és fülük megnőni. Körülbelül a kamaszkor elérésekor a fülük mérete eléri a felnőttekét és kinő a második pár karjuk.
Habár nem a legokosabb élőlény, a gundark képes használni kezdetleges tárgyakat, mint például botokat és köveket. A gundarkok családokban élnek, amelyeket nőstények vezetnek. A család egy faodúban vagy barlangban lakik. Néha több család egyesül törzset alkotva, ez megkönnyíti a megélhetést. A hímek építik a fészket és védelmezik a családot. A nőstények gyűjtenek és vadásznak, ezek mellett kicsinyeiket is tanítják.
A kicsik között nagyon erős a versengés, néha annyira, hogy akár halálos kimenetelű is lehet. Körülbelül 5 standard év után a fiatal gundark elhagyja családját, egy másik családhoz szegődve. Azonban az új családba nem könnyű bejutni, a fiatal be kell verekedje magát oda. Ilyenformán elkerülik a beltenyészetet. Csoportban vadásznak; ilyenkor a hímek igen agresszívak. A gundarknak az értelmes élőlények is tápláléknak számítanak.
A gundark egyaránt képes megélni a sarkvidékeken és az esőerdőkben is.
A klónkáborúk alatt a gundarkok csak a Vanqor bolygón léteztek. Habár félértelmes lényként a gundarkot tilos volt vadászni vagy befogni, a Galaxis feketepiacain számos gundarkot lehetett vásárolni; ilyenformán került el a gundark a Galaxis számos világába. A bolygókon és holdakon található vad állományokat részben az elszökött rabszolgák leszármazottai, részben pedig a Galaktikus Köztársaság által betelepített gundarkok alkotják. A Hidegháború idején a Galaktikus Köztársaság, hogy megmentse a fajt, áttelepítési programot indított. Az ilyen rezervátum égitestek közül kettő: a Naboo és az Alaris Prime.
Ereje és agresszivitása miatt a gundark kedvelt szereplő a viadalokon; a legtöbbször rancorral, trompával és hanadakkal eresztik össze. Sok „vadász” az élmény kedvéért vadászik gundarkokra.
A Galaxisban néhány különböző gundark alfajjal és változattal találkozhatunk, mint például a Burskán található burskai gundarkkal. A Hidegháború alatt a Dromund Kaas bolygón több gundark változatot is kitenyésztettek, például: Gundark Stalker, Gundark Juggernaut, Gundark Bonesmasher és Gundark Rockthrower; mindegyik förtelmes fenevadnak bizonyult. Egy másik alfaj a Lamus holdon élő brachiai fenevadak ura (Brachian Beastlord), amely még a gundarkok között is veszélyesnek számít. Ennek a harapása mérgező.
Az univerzumban a valódi gundarkokon kívül más élőlényeket is elneveztek gundarkoknak, de nem azért, mert rokonok volnának vagy hasonlítanának, hanem mert épp olyan agresszívek, mint névrokonaik. Ilyen élőlény a Kharzet III-on élő hosszúnyakú gundark és a Yavin 4-en található vízi gundark.
A „Star Wars: A klónok háborúja” című televíziós sorozat első évadának a 11. részében, melynek címe „Dooku gróf fogságban” (Dooku Captured), a Vanqor bolygón Dooku gróf becsalja Obi-Wan Kenobit és Anakin Skywalkert egy barlangba, aztán beomlasztja a barlang bejáratát. Ebben a barlangban egy nőstény gundark lakik, amelyik üldözőbe veszi Anakint, de Obi-Wannak sikerül elkergetnie a gundarkot.
A fenti példán kívül gundarkokkal számos könyvben, képregényben és videójátékban találkozhatunk.

## Gúberhal
A gúberhal (angolul: gooberfish vagy gooba) a Csillagok háborúja elképzelt univerzumának egyik élőlénye.
A gúberhal a Naboo bolygó óceánjaiban és tavaiban élő halszerű élőlény. A Vis-tóban rendkívül sok példánya él. A gunganek kedvenc csemegének tartják. Amikor egy opee tengeri fenevad megtámadta azt a bongó-hajót, amelyben Qui-Gon Jinn, Obi-Wan Kenobi és a gungan Jar Jar Binks volt, Jar Jar elkiáltotta magát: „nagy gúberhal!” – talán azért, mert a gúberhal és az opee tengeri fenevad rokonságban állnak.
Ezt a halszerű élőlényt a „Baljós árnyak” című filmben láthatjuk először. Akkor, amikor a jedi, a padawanja és a gungan a gunganek víz alatti városába, az Otoh Gungába akarnak eljutni.
Továbbá a Baljós árnyakról szóló könyvekben, képregényekben és videójátékokban szerepel, vagy meg van említve.

## Homoki kígyó
A homoki kígyó (angolul: sand snake) a Csillagok háborúja elképzelt univerzumának egyik élőlénye.
A homoki kígyó a Geonosis bolygó egyik bennszülött faja. Ennek a hüllőszerű élőlénynek a testét teljes egészében szőrzet fedi. Érdekes módon a körülbelül három méteres lénynek a szemei és a szája a test közepén helyezkednek el.
Ez az élőlény a lenti, forrásul szolgáló könyvekben szerepel. Legelső megjelenése a „Boba Fett: The Fight to Survive” című könyvben van. Ebben Boba Fett, egy mandalori harcos és fejvadász, miközben a Geonosison tartózkodott, észrevette, amint két massiff egy homoki kígyóra támadott. Miután a massiffok is észrevették Boba Fettet, otthagyták a kígyót és őrá támadtak. Ekkor Boba felkapott egy mika (üvegszerű ásvány) darabot és az egyik massiffra dobta, közben a másik feléje szökött, de Boba hirtelen félrehúzódott és a massiff lezuhant a szikláról.
Két nappal később Boba Fett észrevette, hogy egy homoki kígyó követi őt, meglehet, hogy éppen az, amelyiket akaratlanul megmentett.

## Horax
A horax a Csillagok háborúja elképzelt univerzumának egyik élőlénye.
A horax a Nelvaan nevű, hideg klímájú bolygón őshonos, hatalmas, hüllőszerű csúcsragadozó. Marmagassága körülbelül 15 méter. Testét kékesszürke színű bőr borítja. Szemszíne narancssárga. Az élőlény négy rövid, izmos lábon jár. Pofája két vastag szarvban végződik. Szájából 4 éles agyar nyúlik ki. A horax a szarvait kedvenc táplálékának, a kőzetliszt mászkálónak (siltcrawler) a kiásására használja. Táplálkozáskor akár egy egész kőzetliszt mászkáló kolóniát képes megsemmisíteni. Vastag bőre és nehéz, tüskés, csontos farokbuzogánya megfelelő védelmet nyújt a horaxnak. Habár első látásra a horax sérthetetlennek néz ki, valójában a faj kihalófélben van. Elsősorban azért, mert igen hevesen védik területeiket és a területért való harcaikban legtöbbször az egyik horax elpusztul. A Nelvaan bolygó értelmes bennszülött faja észrevette, hogy a horax pikkelyeiből készített főzet távol tartja a többi horaxot. Emiatt a fiatalok a felnőtté váláshoz 1-2 horaxpikkelyt kell, hogy szerezzenek. A pikkelyből készített főzettel a lakosok egy falu körül szagmintákat hagynak, ami a többi horaxot akár egy évig is távol tartja.

## Hothi disznó
A hothi disznó (angolos írásmóddal: Hoth hog) a Csillagok háborúja elképzelt univerzumának egyik élőlénye.
A hothi disznó, amint a neve is elárulja, egy disznószerű élőlény, amely a Hoth bolygó jeges pusztaságán él. A szőrzete fehér vagy világos szürke. Szemszíne vörös.
Habár a földi vaddisznóhoz hasonlóan agyarakkal rendelkezik, a hothi disznó eléggé félénk és visszahúzódott. Megjelenése ellenére nem erős.
Főleg növényi eredetű táplálékot fogyaszt, de a döghúst sem veti meg. Tápláléka zuzmók és gombák. A Hoth bolygón levő tápláléklánc alsó szintjein helyezkedik el, mivel rá nem csak a ragadozó wampa, hanem a mindenevő óriás tauntaun is vadászik.
Ezt a disznószerű élőlényt 1993-ban egy videójáték számára alkották meg.

## Ikerúszójú hyacander
Az ikerúszójú hyacander (angolul: Twinfin hyacander) a Csillagok háborúja elképzelt univerzumának egyik élőlénye.
Az ikerúszójú hyacander az Ahch-To bolygó egyik halszerű élőlénye. Az egész testét zöld színű pikkelyek borítják. Az ajkai élénk vörösek. Szájában a fehér fogai a testéhez képest nagyok. A hátán két, nagyjából egyforma méretű hátúszó látható – valószínűleg innen ered a hal neve; ezek mellett egy hosszú hasúszója és farokúszója is van.
Ez a halszerű lény táplálékul szolgál a bolygó értelmes fajának, a lanaiknak. 34 ABY-ban, amíg Luke Skywalker jedi mester és Rey az első jedi templom szigetén tartózkodik, egy ilyen példány éppen ki van téve száradni.

## Insectomorph
Az insectomorph a Csillagok háborúja elképzelt univerzumának egyik élőlénye.
Az insectomorph a Malastare bolygó egyik őshonos élőlénye, amelyet a dag lovagok meglovagolnak. Az élőlény szürke bőrét sárgászöld csíkok tarkítják. Szemei vörösek. Az insectomorph négy lábon jár; végtagjai két pataszerű ujjban végződnek. A hátsó lábai körülbelül kétszer olyan hosszúak, mint a mellsők, és izmosabbak is. Rövid, tompa feje a mellső lábak tövei között van. Széles szájában sok hegyes fog ül.
Ennek az érdekes élőlénynek több példánya is látható a „Star Wars: A klónok háborúja” című televíziós sorozat második évadába tartozó a „Rise of the Bounty Hunters” (A fejvadászok felemelkedése), a „A Zillo-sárkány” és „A Zillo-sárkány visszavág” című részekben.

## Jégféreg
A jégféreg (angolos írásmóddal: Iceworm) a Csillagok háborúja elképzelt univerzumának egyik élőlénye.
A jégféreg a Hoth bolygó egyik féregszerű élőlénye, amely a bolygó három holdjának erőteljes vonzó hatásának következtében létrejövő jégtornyokban él.
A hatalmas árapályerők hatására a mélyben lévő jég elmozdul, összetömörül és recsegve törik. Az algában és egysejtű primitív élőlényekben gazdag tengervíz a jég nyomásának engedelmeskedve a levegőbe spriccel, természetes jégtornyokat hozva létre. Ezek magassága eléri az 50 métert. A felszínre került és jégbe szorult szerves anyag a jégféreg számára szolgál táplálékul. A jégféreg elfogyasztja a szerves anyagot és eközben apró járatokat fúr a jégbe, amin a szél keresztülsüvít. Ez furcsa, kilométerekre elhallatszó hangokat kelt. A jégoszlop közelében a hang annyira hangos és átható lehet, hogy az szinte megőrjíti az ott tartózkodókat.

## Jégkaparó
A jégkaparó (angolos írásmóddal: Ice scrabbler) a Csillagok háborúja elképzelt univerzumának egyik élőlénye.
A jégkaparó egy rágcsálószerű élőlény, amely a Hoth bolygó jeges pusztaságán él. Átlagos hossza 10–50 cm között van. Szőrzete fehér vagy sötétszürke. Ez a kisállat főleg dögevésből él. A bolygó leggyakoribb élőlénye; a bolygón levő állatok 32 százalékát a jégkaparó alkotja. Amíg a Lázadó Szövetség nem találkozott a wampákkal, addig azt hitték, hogy a tauntaunok mellett csak a jégkaparók az egyetlen helybéli állatok.
Ennek a kisméretű élőlénynek nagyon éles karmai és jól fejlett, csőrszerű szája van. Ezek segítségével a jégkaparó üregeket váj a jégbe, hogy a jég alatt növő táplálékhoz juthasson; továbbá, hogy élvezze az üreg védelmét. Egyes üregek akár 25 kilométer mélyek is lehetnek. Az igen jó szaglásának köszönhetően a legmélyebben növő zuzmókat is megtalálja. A fülei nagyok, és a földi tacskókéhoz hasonlóan lelógnak.
A Hoth bolygón levő Echo Base-hez, a Lázadók Szövetségének bázisához az emberek ételkészletei csalogatták oda nagy számban a jégkaparókat. Ezeket a túlszaporodott kártevőket aztán követték a veszélyes wampák. A wampák mellett erre a kisállatra a mindenevő óriás tauntaunok is vadásznak.
Erről a rágcsálószerű élőlényről a „Star Wars 78: Hoth Stuff!” című képregényben olvashatunk először.

## Jimvu
A jimvu a Csillagok háborúja elképzelt univerzumának egyik élőlénye.
A jimvu a Naboo bolygón élő hatlábú, gyors mozgású, hüllőszerű élőlény. Az egyetlen védekezési eszköze a gyorsasága. Ezt a gunganekek mocsaraiban található zsákmányállatot főleg a veermok és a narglatch vadássza.

## Kaadu
A kaadu a Csillagok háborúja elképzelt univerzumának egyik madárhüllőszerű élőlénye.
A kaadu nagy testű, általában 2 méter magas, röpképtelen két végtagú – csak lábai vannak, karjai nincsenek – élőlény, amely külsejében hasonlít a földi nagy futómadarakhoz, valamint a madárutánzó dinoszauruszokhoz. A szája kacsacsőrszerű képződményben végződik; hallása kiváló. A Naboo bolygó mocsaras vidékein található meg. A gunganek már régóta háziasították ezt az élőlényt. Teherhordásra és lovaglásra használják fel. A futás mellett úszni is tud, akár 2 órán át is a víz alatt tud maradni nagy tüdőkapacitása következtében.
Ha a Naboon gunganeket látunk, majdnem mindig ott van legalább egy kaadu is. Azonban a „Baljós árnyak” című filmben láthatjuk a legjobban ennek az élőlénynek néhány példányát.

## Kamurith
A kamurith a Csillagok háborúja elképzelt univerzumának egyik élőlénye.
A kamurith a Dathomir bolygó egyik őshonos négylábú, ragadozó életmódú, hüllőszerű élőlénye. Testének felső részén a bőr barna színű, a hasán pedig fehér. A hátán a földi Dimetrodonhoz és Edaphosaurushoz hasonlóan nagy bőrvitorla ül. A bőrvitorla narancssárga színű. A mellső lábai fölött egy-egy sor rövid tüske látható.
Ezt az élőlényt a „Star Wars Galaxies: An Empire Divided” című videójátékban lehet látni.

## Kodashi vipera
A kodashi vipera (angolos írásmóddal: Kodashi viper) a Csillagok háborúja elképzelt univerzumának egyik élőlénye.
A kodashi vipera a Dathomir bolygó egyik őshonos faja. Ennek a kígyószerű élőlénynek a teste zöld színű, vörös és sárga sávokkal díszítve. Ez a színezet tökéletes a dathomiri esőerdőkben való rejtőzködéshez. A kodashi vipera mérge nagyon hatásos, főleg neurotoxinon alapul, amely gyorsan szívódik fel az áldozatban. Az Éjnővérek szokták használni a merényleteik során. Mérge ellenére a kodashi vipera húsa fogyasztható, színes bőréből pedig szép árucikkek készíthetők.
Erről az élőlényről a „Backlash” című regényben lehet olvasni először, aminek írója Aaron Allston. Ez a negyedik regénye a Fate of the Jedi sorozatban.

## Kondor sárkány
A kondor sárkány (angolos írásmóddal: condor dragon) a Csillagok háborúja elképzelt univerzumának egyik élőlénye.
A kondor sárkány az Endor bolygó erdőholdjának egyik őshonos és röpképes ragadozó hüllőmadara. A mellső és hátsó lábai mellett ennek az élőlénynek egy szárnypárja is van. Szárnyfesztávolsága 3 méter. A gerincén csontos képződmények futnak végig. Az állat a talajon a hátsó lábain jár, a mellső lábaival megfogja a táplálékát.
Egyaránt tevékeny éjjel is és nappal is. Sokféle élőhelyen megtalálható: sivatagokban, hegységekben és sűrű erdőkben is. Pihenni a barlangokba húzódik meg. Habár hatalmas lény, a zsákmánya főleg kis és közepes méretű élőlényekből áll, de a döghúst sem veti meg. Támadáskor körkörösen ereszkedik le, és ijesztő hangokat hallat. Néha bordokokon lovagló ewokokat is rabol. Legfőbb tápláléka a barlangokban található óriás pók.
Az Endor bolygó erdőholdján még két sárkányszerű lény él, a mantigrue és az ördög szörny (devil beast), de egyikük sem közeli rokona a kondor sárkánynak.
Az első ilyen lényt az Endor erdőholdján történő második tévéfilmben láthatjuk, melynek címe, „Harc az Endor bolygón” (Ewoks: The Battle for Endor). Ebben Cindel Towani és Wicket Wystri Warrick a sanyassanok elől egy barlangba menekül, ahol Wicket egy bőrsiklót akar készíteni, de az anyagok kutatása során rábukkan egy kondor sárkányra, amely rájuk támad és elkapja Cindelt. Mivel addigra a bőrsikló már nagyjából kész volt, Wicket üldözőbe veszi a repülő fenevadat, és sikeresen kiszabadítja a kislányt.
A kondor sárkány faj a „Star Wars: Ewoks” című rajzfilmsorozat egyik részében is látható; továbbá a „Star Wars Galaxies: An Empire Divided” videójátékban is jelen van.
Érdekes, hogy a „Harc az Endor bolygón” című tévéfilmben látható kondor sárkány készítéséhez „A jedi visszatér” című filmben szereplő rancor egyes részeit használták fel.

## Koréliai homokpárduc
A koréliai homokpárduc (angolos írásmóddal: sand panther) a Csillagok háborúja elképzelt univerzumának egyik élőlénye.
A koréliai homokpárduc a Korélia bolygón őshonos, nagytestű, ragadozó életmódú, macskaszerű élőlény. E ragadozó karmai mérget tartalmaznak. A sűrű, de mégis puha bundája miatt a koréliai homokpárduc kedvelt zsákmánya a orvvadászoknak. Az élőlény kilövése illegális. Szép bundája igen jól álcázza a természetes környezetében. Egyik kedvelt zsákmánya a paralope.

## Kowaki majom-gyík
A kowaki majom-gyík (angolos írásmóddal: Kowakian monkey-lizard) a Csillagok háborúja elképzelt univerzumának egyik élőlénye.
A kowaki majom-gyík két lábon járó hüllőfaj, amelynek anyabolygója a Külső Peremben található, dzsungel borította Kowak. A biológusok még nem állapították meg, hogy ez a faj értelmes-e vagy csak félértelmes. A hüllőnek három alfaja van: a tüzesszőrű kowaki majom-gyík, a rozsdáspikkelyű kowaki majom-gyík és a feketeszőrű kowaki majom-gyík.
Magasságuk 70 centiméter. A bőr- és szőrzetszínük alfajonként, de még példányonként is változó. A bőrszín lehet: sárga, barnássárga, vörös, zöld vagy világoskék; míg a szőrzet színe lehet: fekete, sötétbarna, világosbarna, narancssárga, zöld, lila vagy világoskék. A szemszín mindegyiknél sárga; kivételt a feketeszőrű kowaki majom-gyík alfaj képez, amelynél zöld színű a szem. A testük karcsú, de a hasuk nagy. Fejükön két nagy fül és egy csőrszerű orr látható; mivel a fejtető hegyesebb és a száj széles, a fej háromszögletűnek hat. A fül vége meghajlik és szőrpamacs van rajta; egyes példányok fülén piercingek láthatók. A szájuk nagy, de fog nélküli. A nyakuk körül és a fejük tetején szőrzet van. A végtagjaik vékonyak; mindegyiken három-három karmos ujj ül. Többségük farka hosszú és vékony, néhányuké fogófarok; de vannak olyan példányok is, amelyeknek egyáltalán nincs farka.
A kowaki majom-gyík tápláléka rovarok, férgek, kisebb rágcsálók és gyümölcsök, de a döghúst sem veti meg, sőt előszeretettel kedveli. Nagyon hangos és hangoskodó élőlény, folyton hallatja a hangját. Kíváncsi természetű, emiatt sok használati tárgyat elront. A tökéletességig tudja utánozni az értelmes fajok nyelveit; bebizonyították, hogy egyes példányok még kommunikálni is tudnak más fajokkal.
Habár a kowaki majom-gyíknak nincs a szó szoros értelemben kultúrája, azért e faj példányai eléggé okosak, mókások és gyakran kegyetlen természetűek. A vadonban az esőerdőkben élnek, kisebb családi közösségekben, amelyeket a legidősebb nőstény vezet. Fogságban megtűrik a ruházatot, és a tárgyak használatát is hamar megtanulják. Ha a gazda jól bánik a kowaki majom-gyíkjával, akkor az sokáig hűséges marad hozzá.
A vadonban alig lehet tanulmányozni a kowaki majom-gyíkot, mivel ez a hüllő nem tűri meg a biológusok jelenlétét; fogságban pedig ha két példányt egy helyen tartanak, nagy ricsaj keletkezik. Feltételezések szerint a kowaki majom-gyík évente egyszer tojik. A családon belül az összes nőstény a tojásait egy fészekbe tojja, de csak néhányuk kel ki.
A kowaki majom-gyíkot főleg háziállatnak fogják be; a gazdagok vagy bandafőnökök mellett találhatók. Néha kisebb méretű állatok közti viadalokon is láthatók.
Megnevezett kowaki majom-gyíkok:
- Picaroon C. Boodle, röviden Pic – hím; mutáns példány, Sötét Jedi
- Gibberous Crumb – hím; egy hutt tulajdona
- Salacious B. Crumb – hím; Jabba, a hutt tulajdona
- Eeetch – videójátékbeli példány; a neme nem ismert
- Pilf Mukmuk – hím; Hondo Ohnaka tulajdona
- Skreech – hím; videójátékbeli példány

Az első kowaki majom-gyíkról „A jedi visszatér” című regényben olvashatunk először; ugyanez a című filmben is szerepet kapott, mint Jabba, a hutt házikedvence. A „Star Wars: A klónok háborúja” című televíziós sorozatban is láthatók kowaki majom-gyíkok, főleg a weequay Hondo Ohnaka mellett, de más bandavezérek és nagyurak mellett is. Ebben a sorozatban egy coruscanti kocsmában, valamint a Zygerria bolygón zajló viadalban (ahol egy momonggal küzd meg, de veszít) pillantható meg ez a hüllőfaj. Az előbb felsoroltak mellett ez a háziállatként is tartott élőlény könyvekben, képregényekben és videójátékokban is kapott szerepet.

### Feketeszőrű kowaki majom-gyík
A feketeszőrű kowaki majom-gyík (angolos írásmóddal: Sablefur Kowakian monkey-lizard) a Csillagok háborúja elképzelt univerzumának egyik élőlényének, a kowaki majom-gyíknak az egyik alfaja.
A feketeszőrű kowaki majom-gyík két lábon járó hüllőszerű lény, amelynek anyabolygója a Külső Peremben található, dzsungel borította Kowak. A biológusok még nem állapították meg, hogy ez az élőlény értelmes-e vagy csak félértelmes.
A bőrszíne szürke. A nyaka körül, a nagy fülei végén, az arcán és a hosszú farka végén koromfekete szőrzet látható. A szemei a többi kowaki majomgyíktól eltérően, nem sárgák hanem zöldek. Mind a négy, vékony végtagja három-három karmos ujjban végződik.
A feketeszőrű kowaki majom-gyíkot először a „Star Wars: The Old Republic” című videójátékban különítették el a törzsfajtól, a közismert kowaki majom-gyíktól.

### Rozsdáspikkelyű kowaki majom-gyík
A rozsdáspikkelyű kowaki majom-gyík (angolos írásmóddal: Ruddyscale Kowakian monkey-lizard) a Csillagok háborúja elképzelt univerzumának egyik élőlényének, a kowaki majom-gyíknak az egyik alfaja.
A rozsdáspikkelyű kowaki majom-gyík két lábon járó hüllőszerű lény, amelynek anyabolygója a Külső Peremben található, dzsungel borította Kowak. A biológusok még nem állapították meg, hogy ez az élőlény értelmes-e vagy csak félértelmes.
A bőrszíne vörös. A nyaka körül, a nagy fülei végén, az arcán és a hosszú farka végén fekete vagy zöld szőrzet látható. A szemei sárgák. Mind a négy, vékony végtagja három-három karmos ujjban végződik.
A rozsdáspikkelyű kowaki majom-gyíkot először a „Star Wars: The Old Republic” című videójátékban különítették el a törzsfajtól, a közismert kowaki majom-gyíktól. A weequay, Hondo Ohnaka kalózkapitánynak a kowaki majom-gyíkja, Pilf Mukmuk ebbe az alfajba tartozik. Emiatt a rozsdáspikkelyű kowaki majom-gyík alfaj a „Star Wars: A klónok háborúja” című televíziós sorozat több részében is szerepel.

### Tüzesszőrű kowaki majom-gyík
A tüzesszőrű kowaki majom-gyík (angolos írásmóddal: Flamehair Kowakian monkey-lizard) a Csillagok háborúja elképzelt univerzumának egyik élőlényének, a kowaki majom-gyíknak az egyik alfaja.
A tüzesszőrű kowaki majom-gyík két lábon járó hüllőszerű lény, amelynek anyabolygója a Külső Peremben található, esőerdő borította Kowak. A biológusok még nem állapították meg, hogy ez az élőlény értelmes-e vagy csak félértelmes.
A bőrszíne drapp. A nyaka körül, a nagy fülei végén, az arcán és a hosszú farka végén tűzvörös vagy narancssárga szőrzet látható. A szemei sárgák. Mind a négy, vékony végtagja három-három karmos ujjban végződik.
A tüzesszőrű kowaki majom-gyíkot először a „Star Wars: The Old Republic” című videójátékban különítették el a törzsfajtól, a közismert kowaki majom-gyíktól.

## Kőzetliszt mászkáló
A kőzetliszt mászkáló (angolos írásmóddal: Siltcrawler) a Csillagok háborúja elképzelt univerzumának egyik élőlénye.
A kőzetliszt mászkáló üregi féregszerű élőlény, amely a Nelvaan bolygón található meg. Föld alatti kolóniákban él, általában a nagy fák gyökérzete között; mivel itt könnyen táplálékhoz és védelemhez juthat. A kőzetliszt mászkáló a bolygó csúcsragadozójának, a horaxnak a kedvelt tápláléka. A hatalmas ragadozó a pofáján levő szarvakkal kidönti a menedéket nyújtó fákat és kiássa a gyökerek között téli álmot alvó kőzetliszt mászkálókat. A horax táplálkozáskor akár egy egész kőzetliszt mászkáló kolóniát képes megsemmisíteni.

## Krak'jya
A krak'jya a Csillagok háborúja elképzelt univerzumának egyik élőlénye.
A krak'jya a Bothawui bolygón őshonos, tigrisszerű, ragadozó élőlény. Nevét a hosszasan tartó, erős üvöltéséről kapta. Távoli rokonságban áll a skar'klával. Mivel a krak'jya szőrméje igen értékes, sokat vadászták, emiatt állománya erősen visszacsökkent. Az üresen maradt területekre pedig beköltözött a skar'kla; de ezzel együtt megnőttek a skar'kla támadások száma is.
Először a „Fair Prey”—Star Wars Gamer 1 című videójátékban szerepel. A „Star Wars: Empire at War: Forces of Corruption: Prima Official Game Guide” című videójátékban meg van említve ez az élőlény, azonban hibásan „kra'jya”-nak nevezik meg.

## Krayt sárkánygyík
A krayt sárkánygyík (angolos írásmóddal: Krayt dragon) a Csillagok háborúja elképzelt univerzumának egyik élőlénye.
A krayt sárkánygyík a Tatuin bolygón őshonos, hatalmas testű, szárazföldi, hüllőszerű élőlény. A több kamrás emésztőrendszerű, óriás élőlénynek a legmélyebb gyomorkamrájában drágakövek, úgynevezett krayt sárkánygyík gyöngyök képződnek. Ezek igen magas árat érhetnek el a kereskedelemben. A krayt sárkánygyík ragadozó élőlény.

### Kanyon krayt sárkánygyík
A kanyoni krayt sárkánygyík (angolos írásmóddal: Canyon Krayt dragon) a Csillagok háborúja elképzelt univerzumának egyik élőlénye.
A kanyon krayt sárkánygyík a Tatuin bolygón élő krayt sárkánygyík egyik alfaja. A bolygó sziklás barlangjaiban és kanyonjaiban található meg. 10 méteres magasságával és 30 méteres hosszával, a kanyon krayt sárkánygyík a kisebbik alfajnak számít. Az élőlény fejlett négylábú ragadozó. Bőre sárgás-barnás, amely jól álcázza a homokos-sziklás tájban. Nyaka körül 5 szarv látható. Pofáján kemény, csontos lemezek ülnek. Farkának végén tüskés bunkó található. A kanyon krayt sárkánygyík tápláléka főleg buckapatkányok és eopiek, de magányos banthák is.

### Nagy krayt sárkánygyík
A nagy krayt sárkánygyík (angolos írásmóddal: Greater krayt dragon) a Csillagok háborúja elképzelt univerzumának egyik élőlénye.
A nagy krayt sárkánygyík a Tatuin bolygón élő krayt sárkánygyík nagyobbik alfaja. Ez a tízlábú, ragadozó élőlény akár 100 méteresre is megnőhet. Testét kék, csontos pikkelyek fedik. Mindent felfal, ami az útjába kerül, de főleg a sarlakkot kedveli.
Az „Egy új remény” című filmben C-3PO elsétál egy fiatal nagy krayt sárkánygyík csontváza mellett.

## Kreetle
A kreetle a Csillagok háborúja elképzelt univerzumának egyik élősködő, ízeltlábú élőlénye.
A kreetle a Tatuin bolygóról származik, de a Galaxis más égitestjeire is eljutott; ezek közül a legismertebbek: a Geonosis, a Kashyyyk és a Naboo.
Vöröses-barna külső vázát öt pár ízeltláb mozgatja. Szája két nagy páros rágó között helyezkedik el. Szemszíne sárga.
Ez az élőlény peterakás helyett lárvákat ellik, emiatt igen gyorsan szaporodik. Városokban, falvakban és szeméttelepeken egyaránt jól érzi magát. Gyakran a profoggok elhagyott üregeit foglalja el. Habár kis méretű élőlény, veszély esetén nagyon agresszíven viselkedik, bár az emberszerűekre nézve alig jelent veszélyt. A kreetle-nek van egy nagyobb és veszélyesebb változata is, az úgynevezett overkreetle. Ez az élőlény az amatőr vadászokat is képes megölni; de ez a kreetle változat nem él a városok közelében.
A kreetle egyaránt vadászik és dögöt is fogyaszt. A Lianorm-mocsarakban szimbiózisban él a slaatik mocsárférgekkel.
A Naboora a Tatuinról érkező űrhajókkal juthatott el. Nabooról pedig a gungan telepesek segítségével az Ohma-D'un nevű, víz borította holdra is eljutott. A gunganek főleg diótörőként használják a kreetle-t, de kedvenc csemegének tartják.
Valószínűleg azért, mert a Geonosis közel van a Tatuinhoz, ezen a bolygón is eléggé közönséges a kreetle. A Kashyyykra valószínűleg Y. e. 19-ben jutott el ez az ízeltlábú élőlény, amikor is a kashyyyki csata után a geonosisiak eljöttek erre a bolygóra.
A „kreetle” szót néha sértő szóként használják.

## Krusk
A krusk a Csillagok háborúja elképzelt univerzumának egyik élőlénye.
A krusk a Bothawui bolygó n őshonos növényevő élőlény. A Középső Peremben élő növényevőt haszonállatként tartják a bothaiak. Az élőlény erőszakos természetű, és meglehet, hogy az értelmes élőlények közé tartozik.
Egyes bothai férfiak a „Krusk” keresztnevet viselik.
Ezt az élőlényt először a 2003-ban kiadott „Galactic Campaign Guide” című könyvben említik meg. Ez a könyv a „Wizards of the Coast's Star Wars Roleplaying Game” című videójátékot hivatott jobban megértetni. A krusk a videójátékban is szerepel.

## Kwazel maw
A kwazel maw a Csillagok háborúja elképzelt univerzumának egyik élőlénye.
A kwazel maw hatalmas, akár 88 méter hosszú, ragadozó élőlény, amely a Rodia bolygó n őshonos. Ennek az óriási hernyóra emlékeztető élőlénynek a testén, fénykibocsátó szervek találhatók. Farka végén farokúszó van. A legjobban a dagobahi mocsárcsigára hasonlít. Habár Rodia óceánjainak az egyik csúcsragadozója, úszni nem nagyon tud, emiatt rövid, hernyószerű lábaival a vízalatti kanyonokba kapaszkodik, addig amíg a megfelelő zsákmány elég közel ér. A zsákmány közeledtét csápjaival érzékeli. Egyes példány akár 100 évet is élhet. Erős bőrének köszönhetően, a legtöbb lézerfegyvernek ellen tud állni.
A „Star Wars: A klónok háborúja” című televíziós sorozat első évadának a 8. részében, melynek címe „Jar-Jar Jedi” (Bombad Jedi), Padmé Amidala a Rodiára utazva rájön, hogy a bolygó kormánya egy régi barátja vezetésével, Onaconda Farral árulásra készül, csatlakozásra a szeparatistákhoz. A Nute Gunray helytartó vezette szeparatista droidok elfogják, de kísérője, Jar Jar Binks, az ügyetlenségének köszönhetően, elmenekül. A szeparatisták Jedinek nézik a komikusan hősies gungant. Azonban Jar Jar Binks az új barátjával, egy hím kwazel mawval, melynek neve Boogie, legyőzi a droidokat, és az akkor érkező klónkatonák Onaconda Farr szenátor segítségével letartóztatják Nute Gunrayt.

## Kybak
A kybak (angolos írásmóddal: Kybuck) a Csillagok háborúja elképzelt univerzumának egyik élőlénye.
A patás kybak a Kashyyyk bolygó n elterülő Woolwarricca prérikről származik. Megjelenésben igen hasonlít a hothi tauntaunra. A szőrzete barna. Ez a nagyon gyors élőlény akár 90 km/h sebességgel is tud szaladni. A hím kybakok fején rövid szarvak ülnek. Ennek a háziasított állatnak számos fajtáját tenyésztették ki; a különböző fajtákat a szarvuk méretének és alakjának köszönhetően lehet megkülönböztetni.
A vadon élő példányok életre szóló párkapcsolatban élnek. Évente 2-3 gidát nevelnek fel. A gidákat a szúrós bozótosokban rejtik el. Ha magányos a kybak, akkor elszalad, ha ragadozó közeledik; de ha kicsinye van, akkor szembeszáll az ellenségével. Verekedéskor a szarvait és az erős és nagyobb hátsó lábainak rúgásait használja. Háziállatként könnyen idomítható.
A Woolwarricca prériken élő vukik nagyon kedvelik ezt az élőlényt. A vukik a húsáért nem vadásszák, de időnként szelídítenek belőlük. A kybak tartása státuszszimbólum; gyakran más elöljáróknak ajándékoznak kybakokat. Ilyen módon lett Yoda Jedi mesternek is az évek során (Y. e. 115 – Y. e. 19) 33 kybakja.
Egyszer, amikor Yoda mester a Korriban bolygó n volt, egy felbőszült tuk'ata rátámadott és megölte a kybakját. Ezt az eseményt a Mester Y. e. 32-ben lejegyezte a „Sorzus Syn krónikák”-ban.
Y. e. 19-ben Yoda mester a hím, kék szemű kybakján lovagol, mikor a coruscanti csata elindul.
A Független Rendszerek Konföderációjának a zsoldosai kybakokon lovagolnak a feluciai ütközetek alatt. A háborús idők után a hátramaradt zsoldosvezér, Vazus Mandrake gondozta a Felucián kialakult kybak kolóniát.
Yoda mester legutóbbi kybakját a „Csillagok háborúja: Klónok háborúja” című színes, amerikai televíziós rajzfilmsorozatban lehet látni. De könyvekben és képregényekben is jelen vannak e tauntaunszerű élőlények.

## Lemnai
A lemnai a Csillagok háborúja elképzelt univerzumának egyik élőlénye.
A lemnai körülbelül 1 méter hosszú, éjszakai életmódot folytató lény, amely a Vendaxa bolygó mezőin őshonos. Az élőlényt kemény bőr fedi, melynek színe a barnától a feketéig változhat. A lemnai az acklay legfőbb természetes zsákmánya. Nappal, amikor az éjszakai lemnaiok az üregeikben alszanak, az acklayok kijönnek a vízből és rájuk vadásznak.

## Lylek
A lylek a Csillagok háborúja elképzelt univerzumának egyik élőlénye.
A lylek a Ryloth bolygó n őshonos, ragadozó életmódú rovarszerű élőlény. A lyleknek három pár, kitinpáncéllal borított járólába és egy pár fogókarja van. Farka skorpiószerű, és éppen úgy, mint a földi élőlény, a lylek is felfelé tartja méregtüskével ellátott farkát. A méreggel harcképtelenné teszi áldozatát. Ez az élőlény azon kevesek között van, amelyek képesek megélni a bolygó forró, napos felén, az úgynevezett Fényes Földeken.

## Malkloc
A malkloc a Csillagok háborúja elképzelt univerzumának egyik élőlénye.
A malkloc a Dathomir bolygó egyik óriás testű növényevője. Bőrszíne vörös. Ez az élőlény csordákba verődik. Hatalmas testének köszönhetően csak a nagy rancor képes vadászni rá.
Ezt az élőlényt a „Star Wars Galaxies: An Empire Divided” és a „Star Wars Galaxies: The Ruins of Dantooine” című videójátékokban lehet látni.

## Massiff
A massiff a Csillagok háborúja elképzelt univerzumának egyik élőlénye.
A massiff a Geonosis bolygó egyik őshonos hüllőkutyaszerű, ragadozó élőlénye. Mivel könnyen szelídíthető és igen jó őrző-védő, a massiffot számos bolygóra betelepítették, többek között: Coruscantra, Malastarera és Tatuinra. Ez a 76 centiméteres marmagasságú hüllőkutyaszerű élőlény őshazájában a Geonosison és Tatuinon lett a legelterjedtebb. Kemény bőre sok mindent ki bír. Hátgerincén, egy sor tüske fut végig; az élőlény korát meg lehet állapítani ezekről, mivel minden évben egy új pár adódik a meglévőkhöz. Nagy szájában sok-sok fog ül. Szemei nagyok és sötétek.
A geonosisi kultúrában a massiff a hatalom és gazdagság jelképe. A taszkenek is szívesen tartják a massiffot; hozzájuk Y. e. 222-ben került el, amikor is egy csillagközi szállító, amelyen massiffok is voltak, lezuhant Tatuinra. A geonosisiak főleg a kártevők pusztítására használják, azonban néha massiff viadalokat rendeznek, vagy más élőlényekre uszítják az arénákban.
Csonton marakodó massiffokat láthatunk a „A klónok támadása” című filmben, amikor Anakin Skywalker megérkezik, ahhoz a taszken táborhoz, amelyik elrabolta az anyját, Shmi Skywalkert.
A „Star Wars: A klónok háborúja” című televíziós sorozat több részében is láthatók massiffok. E sorozat 5. évadának 18. részében, melynek címe „A jedi aki túl sokat tudott” (The Jedi Who Knew Too Much), meg van nevezve egy massiff, Grizzer, amelyik meg kell keresse Ahsoka Tanót.
Továbbá videójátékokban és képregényekben is szerepeltetik e hasznos élőlényt.
Az élőlény nevét a masztiff típusú kutyák ihlették.

## Mastiff phalone
A mastiff phalone a Csillagok háborúja elképzelt univerzumának egyik élőlénye.
A mastiff phalone a Maridun bolygó nagytestű, ragadozó, madárszerű élőlénye. Ez a szavannákon élő, négylábú madárszerű élőlény körülbelül 2 méter hosszú. Bőrének színe szürke. Nyaka körül és a marján barnás-lila tollazat látható. Szemszíne sárga.
Valószínűleg ősei röpképes madarak voltak, azonban manapság a szárnyai mellső lábakká alakultak át. Széles, lapos fején hegyes csőr van. Lábain olyan nagyok a karmok, hogy az ember csuklóját át tudja fogni. Teste izmos.
Falkában vagy párban vadászik. A Maridunon található magas fűben lesi áldozatát. Ha a zsákmány túl erősnek és szívósnak bizonyul, akkor a mastiff phalone abbahagyja a támadást, várva, hogy a sebek által kivérezzen és elgyengüljön az áldozat, aztán később újból támad.
A bolygóra bevándorló lurmenek megoldották, hogy a mastiff phalonékkal való találkozásaik ne legyenek halálos kimenetelűek a mariduni ragadozók számára. Amíg egy vagy több lurmen lefoglalja a mastiff phalone figyelmét, addig egy másik lurmen gyors mozdulatokkal lekötözi a ragadozó lábait, mozgásképtelenné téve azt. Miután a mastiff phalone megnyugodott, a lurmen visszaereszti a vadonba.
Mastiff phalonék láthatók a „Star Wars: A klónok háborúja” című televíziós sorozat első évadának a 13. részében, melynek címe „Kényszerleszállás” (Jedi Crash). A quelli csatában lelövik azt az űrhajót, amelyben Anakin Skywalker, Aayla Secura, Ahsoka Tano és néhány klónkatona van. Az űrhajó lezuhan a Maridun bolygóra, ahol Mastiff phalonék támadnak rájuk.

## Merdeth
A merdeth a Csillagok háborúja elképzelt univerzumának egyik élőlénye.
A merdeth a Geonosis bolygó hatalmas méretű ragadozó élőlénye. Nagy, páncélos lemezek által borított testét több száz kis láb mozgatja. Teste körül 8 hosszú fogókarja van, amelyekkel a táplálékát húzza magához. Mindenféle szerves anyagot felfal. Gyakran geonosisiakra, ur-greedle-ekre és acklayokra vadászik. Ezen a hatalmas ragadozón egy egész mip raj él. A mipek a merdeth testére kicsapódott epenedvekkel táplálkoznak, és segítenek a ragadozónak megtalálni és megtámadni a zsákmányát.

## Mip
A mip a Csillagok háborúja elképzelt univerzumának egyik élősködő élőlénye.
A mip a Geonosis bolygó n élő, nagyon apró, élősködő, rovarszerű élőlény, amely igen nagy rajokban repül.
A mipeket legtöbbször a merdethek közelében találjuk meg. Ezekkel a hatalmas ragadozókkal szimbiózisban élnek. A mipek a merdethek páncélozott testére kicsapódott epenedvekkel táplálkoznak, és segítenek a ragadozóknak megtalálni és megtámadni a zsákmányaikat.

## Momong
A momong, más néven trandosán majom a Csillagok háborúja elképzelt univerzumának egyik élőlénye.
A momong a Középső Peremben található Trandosha bolygó egyik holdján, a Wasskahon őshonos majomszerű élőlény. A momong nagyon színes; főleg a vörös, a fekete és a fehér színek uralkodnak rajta. A fülein hosszú, felálló, vörös szőrpamacsok láthatók; a hosszú farka a fákon való egyensúlyozásban segíti. A legtöbb állattól eltérően nem két pár végtagja van, hanem három; mind a hat végtagján három-három ujj ül. Ragadozó életmódot folytat, az eredeti élőhelyén főleg konvorokkal táplálkozik.
Háziállatként is tartható; főleg kisebb méretű állatok közti viadalokon használják.
Megnevezett momongok:
- Babbo – hím; egy űrutas tulajdona
- Duppa – hím; egy űrutas tulajdona
- Omma – eladásra szánt példány; a neme nincs meghatározva
- Oppa – eladásra szánt példány; a neme nincs meghatározva

A „Star Wars: A klónok háborúja” című televíziós sorozatban többször is láthatunk momongokat; például a Zygerria bolygó n zajló viadalban, ahol egy momong megküzd és legyőz egy kowaki majom-gyíkot; valamint a Wasskah holdon, ahová egy trandosán banda vitte az elrabolt Ahsoka Tanót, hogy később rá és más padawánokra vadászhassanak. Ebben a részben egy momong két konvorra vadászik, de azok a farkánál fogva ledobják a fáról. A „ Star Wars: Clone Wars Adventures” videójátékban háziállatként találkozhatunk egy ilyen trandosán majommal.

## Mongworst
A mongworst a Csillagok háborúja elképzelt univerzumának egyik élőlénye.
A mongworst a Geonosis bolygó n élő, röpképes és halálos rovarszerű élőlény. A geonosisiak egyik tenyésztett élőlénye. A mongworstot a Petranaki arénában használják fel, a kivégzések során.
Ez a halálos élőlény eddig csak egy regényben szerepel, a „Star Wars: Darth Plagueis” címűben.

## Mott
A mott a Csillagok háborúja elképzelt univerzumának egyik élőlénye.
A mott rövid szarvval és éles karmokkal rendelkező, erős, emlősszerű, növényevő élőlény, a Naboo bolygó n él. Az élőlény úgy néz ki, mintha kereszteztek volna egy orrszarvút egy vízilóval. A mott bőre narancsszínű, fehér csíkozással. A gunganok háziállatként tartják, mivel könnyen szelídíthető és hűséges.

## Muudabok
A muudabok a Csillagok háborúja elképzelt univerzumának egyik élőlénye.
A muudabok a Naboo bolygó egyik őshonos, emlősszerű, növényevő állata. Főleg a mocsaras erdőket kedveli, de a nyíltabb, sekélyebb vizű élőhelyeken is megtalálható. Legfőbb tápláléka a mintri és a woosha. Lábai karmokban végződnek; ezekkel kaparja elő a rothadó avarból és iszapból a neki megfelelő növények gyökereit és friss hajtásait.
Mint sok más mocsárlakó élőlénynek, a muudaboknak is áramvonalas testalkata van. A különböző táplálkozóhelyek eléréséhez gyakran úsznia kell, azonban a víz alá nem bukik le. Farka végén több dudoros, bunkószerű képződmény van; úszáskor e dudorok fent tartják az állat farkát a víz felszínén. Ha pedig ragadozó támadja meg, akkor a muudabok védekezésre használja a bunkós farkát. Azonban a bunkós farok használatára csak akkor kerül sor, amikor már nincs menekülési lehetősége. A muudabok igen gyorsan tud futni és nagyokat szökni, ami igen hasznos, amikor legfőbb ellensége, a gyors narglatch veszi üldözőbe.
A párzási időszakban a hím muudabok bőg és ordít, magához csalva a nőstényeket, de az ellenfél hímeket is. A hímek megküzdenek a nőstények kegyeiért, emiatt a párzási időszak végén a hímek legyengülnek és könnyebb zsákmánnyá válnak.
A gunganek, a muudabokok szarvai miatt gyakran vadásznak ezekre a növényevőkre. Zeneszárszámokat készítenek belőlük. Főleg a nőstények hagyma alakú szarvait kedvelik.
A muudabok csak a „Star Wars: Empire 20: A Little Piece of Home, Part 1” című képregényben szerepel, de abban is csak a szarva, mint trófea.

## Mynock
A mynock a Csillagok háborúja elképzelt univerzumának egyik élőlénye.
A mynock más élőlényektől eltérően szilícium szövetekből épül fel. Az 1,6 méter hosszú és 1,25 méter szárnyfesztávolságú élőlényt bőrszerű képződmény védi a külső elemektől. Bőrös szárnya miatt denevérszerűen néz ki. Azon kevés élőlények egyike, amely képes megélni a világűr vákuumában is, emiatt számos csillagrendszerben elterjedt. Tápláléka elektromos áram, csillagok sugárzása, szilícium és egyéb ásványi anyagok, amelyeket kisbolygókból szerez meg magának. Sokszor piócák módjára, az űrhajókból szívja ki az elektromos áramot. A szintén világűrben élő űrcsiga néha mynockokra vadászik, azonban a nagy testű űrcsigában a meg nem emésztett mynockok élősködőkké válhatnak. Mivel van szárnya, a mynock légkörben is tud repülni. Mitózis által szaporodik. Az évi vándorlások alatt a mynockok nagy csapatokba gyűlnek össze. Például a Roon bolygó ege besötétedik, amikor hatalmas mynock csapatok repülnek el fölötte.
Először „A Birodalom visszavág” című filmben láthatunk mynockot. A Millennium Falcon a támadók elől, berepült egy óriási űrcsiga gyomrába, ahol aztán mynockok kezdik kiszívni az űrhajó elektromos áramát.

## Myntor
A myntor a Csillagok háborúja elképzelt univerzumának egyik élőlénye.
A myntor a Kothlis bolygó n őshonos, hüllőszerű, négylábú, ragadozó élőlény. A myntor feje megnyúlt pofában végződik. Hátán csontos lemezek találhatók, ezek a legtöbb lézerfegyvernek ellen tudnak állni. Szemei képesek kijönni a szemüregükből, hogy könnyebben szétnézhessenek a környezetükben.
A bolygón levő Arblis erdőben gyakran rendeznek myntorvadászatokat.
A Boba Fett: A New Threat című regényben meg van említve a myntor.

## Narglatch
A narglatch a Csillagok háborúja elképzelt univerzumának egyik macskaszerű élőlénye.
A narglatch a mocsaras Naboo és a jég-borította Orto Plutonia bolygó kon élő nagytestű, ragadozó élőlény. Átlag hosszúsága 6 méter.
A hím narglatch marján húsos tüskék vannak, ezek a nőstény esetében hiányzanak. Mindkét nem lábai erős karmokban végződnek. Hosszú farkuk végén legyező alakú képződmény van, ez segít a futás közbeni egyensúlyozásban. Talpa sűrűn szőrözött, hogy minél nesztelenebbül mozoghasson.
A két nem csak a szaporodási időszakban keresi fel egymást. A nőstény ádázabb vadász, azonban a hím nagyobb, és megszerezheti a zsákmányt a nősténytől.
A vemhes narglatch mindig ikreknek ad életet, és az ikrek közül mindig az egyik nőstény, másik pedig hím. Mivel a narglatchok igen fejletten születnek, majdnem azonnal képesek vadászni, talán emiatt hagyja el őket az anyjuk. A kölykök biztonságból felnőtt korukig együtt vadásznak. Legfőbb természetes ellenségeik a fűrészfogú grankok, a veermok, de a felnőtt narglatchok is. Miután felnőtté válnak, az ikrek szétválnak.
Magányos vadászként a narglatch nesztelenül jár és gyors futás után elkapja zsákmányát, amely általában egy kaadu, vagy egy jimvu. Habár jó úszó, ez a ragadozó kerüli a mély vizet. A felnőtt narglatchnak alig akad természetes ellensége, azonban a zalaacát kerüli.
A jég-borította Orto Plutonián és a Naboon az értelmes fajok, a talzok, illetve a gunganek megszelídítették és meglovagolják ezt az élőlényt. Általában a háborúkban alkalmasak. Habár erős és gyors a narglatch, a lézerpuska eléggé könnyen leterítheti. Az orto plutoniai változatnak sűrűbben állnak a húsos tüskéi.
Habár kölyökként édes kis házi kedvencnek néznek ki, felnőtt korukban veszélyesek lehetnek. Sokszor elszabadulnak. A Coruscanton ilyen elszabadult narglatchok jelentenek veszélyt az értelmes fajok számára.
Talzok által lovagolt narglatchok láthatók a „Star Wars: A klónok háborúja” című televíziós sorozat első évadának a 15. részében, melynek címe „Betolakodók” (Trespass).
Megnevezett narglatchok:
- Gash – zöld színű; a „Star Wars: Clone Wars Adventures” című videójátékban szerepel.
- Gulsh – vörös színű; szintén a „Star Wars: Clone Wars Adventures” című videójátékban szerepel. 350 Station Cash-ért megvásárolható.[206]

## Neebrája
A neebrája (angolos írásmóddal: Neebray) a Csillagok háborúja elképzelt univerzumának egyik élőlénye.
A neebrája röpképes, végtagnélküli élőlény, amelynek mérete és színe az élőhelyétől függően változó. Több bolygón és holdon is előfordul: Tatuin (ahol néha Jabba, a hutt palotája fölött köröznek), Rishi és Rugosa. Képes megélni a világűr vákuumában is; a Kaliida csillagködben (Kaliida Nebula), a Balmorra útvonal (Balmorra Run) mentén, egy egész neebrája kolónia található. Testét nem borítja szőrzet. A rugosai alak színe narancssárga, míg a kliidaié szürke. Mindegyik alak szeme fekete.
A Rugosa holdon , a kisméretű neebrája fiókák, a régen kiszáradt óceánok helyén maradt korallerdőkben repülnek. A Rishin, a valamivel nagyobb neebráják szárnya áttetsző. A világűrben élő óriási neebráják a csillagközi gázokkal táplálkoznak; a Kaliida csillagködöt pedig fészkelőhelynek használják.
A „Star Wars: A klónok háborúja” című televíziós sorozat első évadának 1. részében, miután Yoda Jedi mester elpusztította a droidokat a Rugosán, egy rugosai kisméretű neebrája rászáll a mester kezére.
Ugyanebben a sorozatban, de a 3. részben, Ahsoka és Plo Koon Jedi mester segítségével Anakin új, nagy hatótávolságú Y-szárnyú vadászgépeket vet be, hogy merész támadást intézzen Grievous tábornok csatahajója, a Rosszakarat és annak pusztító fegyvere ellen, azonban az út lerövidítéséhez át kell menjenek a Kaliida csillagködön, ahol a neebráják egész csapatával találkoznak. A Matchstick-nek becézett egyik klón űrhajója összeütközik az egyik neebrájával és meghibásodik; egy ionágyú lövése miatt Matchstick meghal a Kaliida csillagködi csatában. Egy másik űrhajó, amelyik egy neebrájához ér, elveszíti az asztrodroidját.

## Nelvaani mókus
A nelvaani mókus (angolos írásmóddal: Nelvaan squirrel) a Csillagok háborúja elképzelt univerzumának egyik élőlénye.
A nelvaani mókus a Nelvaan bolygó mókusszerű, bennszülött élőlénye. A szőrzetének színe többféle szürke árnyalatból áll. Talán valamivel nagyobb, mint a földi mókusok.
Ezt az élőlényt a „Csillagok háborúja: Klónok háborúja” című amerikai rajzfilmsorozat 22. részében láthatjuk, amikor is Obi-Wan Kenobi, Anakin Skywalker és néhány klónkatona megérkeznek Nelvaanra.

## Nerf
A nerfnek nevezett „űrbölény” a Csillagok háborúja elképzelt univerzumának egyik élőlénye. Külsejében és életmódjában leginkább a földi nagy növényevő patásokhoz (bölények, tulkok, jakok) hasonlítható. Ez a nagy testű, dús szőrzetű, emlősszerű, háziasított állat eredetileg az Alderaan bolygó ról származik. Nagyon sok mindenre használható, de elsősorban hús- és szőrmeállatként tartják; de bőre is felhasználható. A nerf a Galaxis egyik fontos közönséges és általános húsforrása.
A nerf legfőbb jellemzője az ideges természete; ezenkívül sokat köpköd, amiért gusztustalannak tartják. Egyenes, karcsú, izmos testét vastag bunda védi. A hosszú szálú szőrzete összekócolódik, emiatt mindenféle beleragad. Ezenfelül erős szagot is áraszt. Gyapjúszerű szőrzete ruhakészítésre alkalmas. Mivel a nerf igen szívós és alkalmazkodó élőlény, több bolygóra is betelepítették, emiatt nem halt ki, amikor az Alderaant a Halálcsillag harcbázissal felrobbantották.
A hímek nagyobbak és agresszívebbek, mint a nőstények. Szarvaik is nagyobbak; ezekkel gyakran harcolnak egymás közt, de a pásztoraik ellen is. Emiatt a farmokon a hímeket külön tartották a csordáktól.
A nerf látása nagyon jó, éjszaka is észreveszi a ragadozókat.
Ezt az élőlényt millió számra tenyésztik a Külső Perem bolygóin. A grizmallti nerf karcsúbb testfelépítésű.
A nerf szó mint utalás megjelenik az eredeti filmekben, azonban a magyar szinkronokból fordítási problémák miatt rendszerint kihagyták. A Birodalom visszavág c. epizód elején a felkelők hoth-i bázisán Leia Organa és Han Solo összevesznek, mivel Solo egy üzleti ügy miatt a lázadók elhagyására kényszerül, a veszekedés során Leia hercegnő többek között „nerf-herder”-nek nevezi Solo tábornokot (a becsmérlő kifejezés jelentése kb.: „tulokpásztor”, „kondás”), durva modorára és közönségességére utalva. A teljes kifejezés: „You witted, stuck-up, scruffy-looking nerf-herder”, azaz „öntelt, ostoba, ápolatlan bivalypásztor”; a magyar szinkronok ezt többnyire „beképzelt, híg agyú, szőrös talpú föld-kóros”-nak fordították.
A nerf-herder kifejezést választotta együttesnévnek egy punkzenekar, akik a Buffy, a vámpírok réme c. televíziós sorozat zenéjét írták.

## Newoongall
A newoongall a Csillagok háborúja elképzelt univerzumának egyik élőlénye.
A newoongall egy soklábú, pókszerű, ragadozó élőlény, amely a Rodia bolygó n őshonos. Foltos teste csáprágókban végződik. Gyakran a barlangok plafonján lesi áldozatát. Amikor a zsákmány a newoongall alá sétál, ez a rodiai ragadozó rászökik és megöli azt.

## Nexu
A nexu (kiejteni: nexű; magyarul: póktigris) a Csillagok háborúja elképzelt univerzumának egyik élőlénye.
A nexu a Cholganna bolygó n található Indona kontinensről származik. Malastaren gyakran használják őrző-védőként. E ragadozó szája teli van sok-sok foggal. Feje ásóalakú. Bundája sárgával-barnával tarkított, hogy könnyen beleolvadjon az őshazájában található prériken. A rajta levő csíkok az esőerdőkben is segítik vadászatkor. A nexu születésekor fehér színű. Négy lába és két pár szeme van; a második pár szeme mindjárt az első pár mögött található. A második pár szemével infravörösben lát, így képes észrevenni azokat a zsákmányokat is, amelyeket emberi szemmel nem lehetne meglátni. Farkának vége ketté ágazik. A farok alsó része két sornyi tapadókoronggal rendelkezik; a tapadókorongok segítik az élőlényt az egyik fáról a másikra való lendülésben. Testalkata, csontozata törékeny. Magassága 94 centiméter, fej-testhossza 183 centiméter és farokhossza általában 100, de akár 268 centiméter is lehet. Testtömege 225 kilogramm. Vállán és hátgerincének elülső szakaszán tüskék ülnek.
Egy nexu látható a „Star Wars II. rész – A klónok támadása” című filmben. A nexut egy reekkel és egy acklayjal (magyarul: sarlós császárgyík) együtt Obi-Wan Kenobira, Anakin Skywalkerra és Padmé Amidalára uszítanak. Azonban az első geonosisi csata alatt Padmé megsebesíti és Anakin a reek segítségével megöli a nexut.
Allana Djo Solónak egy Anji nevű nexuja van. A nexukat őrzésre és háziállatnak is be lehet tanítani.

## Nuna
A nuna a Csillagok háborúja elképzelt univerzumának egyik élőlénye.
A nuna kétlábú, farok nélküli, zöldesszürke bőrű élőlény, két futólábán gömbszerű test ül, annak gerincrészén gyakran szarus páncéllemezek vagy tarajszerű képződmények húzódnak. A kis fej a gömbtest elülső részéből nő ki, nyaka nincs, a homlokrészen két kidülledő szem, alatta pedig kacsacsőrszerű száj helyezkedik el, amelyet 2-4 harcsabajuszszerű csáp vesz körül.
A nuna többek közt a Naboo bolygón lévő Lianorm-mocsarak környékén él. A vadászható fajok közé tartozik. Két típusa van, a közönséges és a törpe; az utóbbi felnőtt példánya körülbelül akkora, mint a közönséges nuna fiókája. A nabooi nunák erősen védelmezik egymást, ha egyiküket támadás éri, akkor a csapat többi tagja agresszíven rátámad a csapattárs támadójára.
A nuna a Tatuinon (Tatooine) is megtalálható, főleg Mos Espa város környékén. A Tatuinon lévő nunák nem annyira agresszívek, emiatt a tatuiniak nagy számban tenyésztik őket, főleg vadászati célokból.

## Nyork
A nyork a Csillagok háborúja elképzelt univerzumának egyik élőlénye.
A nyork kis méretű és kemény héjú, kagylószerű élőlény, amely a Naboo bolygó mocsarainak az egyik bennszülött faja. Szájszerve a héj belsejében található. Ha a víz fölött van a zsákmánya, akkor a nyork képes kiszökni a vízből, hogy elkapja azt. A nyork legfőbb természetes ellensége az otta és a blarth. A gunganek is eszik a nyorkot, főleg nave levélbe pakolva. Amikor Jar Jar Binks és Qui-Gon Jinn találkoztak, a gungan éppen egy nyorkot evett.
Erről a mocsári élőlényről a „Baljós árnyak” című könyvben olvashatunk először. A nyork az alábbi könyvben és videójátékban is szerepel, vagy meg van említve:
- Episode I Adventures 12: The Bongo Rally
- Star Wars Episode I: The Gungan Frontier

## Opee tengeri fenevad
Az opee tengeri fenevad (angolos írásmóddal: opee sea killer) a Csillagok háborúja elképzelt univerzumának egyik élőlénye.
Az opee tengeri fenevad hatalmas testű, horgászhalszerű ragadozó életmódot folytató vízi élőlény, amely a Naboo bolygó ról származik.
Az átlag testhossza 20 méter. Páncélos testének a színezete vöröses-narancssárga. Szemszíne sárga. Két hosszú „horgászbotja” van. Szája teli van éles fogakkal.
Zsákmányára a víz alatti repedésekben és barlangokban leselkedik. Úszáskor befalja a vizet, amelyet kopoltyúszerű nyílásain nyom ki. Hasánál három pár lába van. Mellúszói nagyobbak a lábaknál, és az egyensúlytartást segítik. Hosszú, ragadós nyelvével kapja el az áldozatát.
Az opee tengeri fenevad szájköltő élőlény. A hím körülbelül 3 hónapig tartja a szájában az ikrákat, amíg azok kikelnek. A költés alatt nem táplálkozik. Kikelés után a kis opee tengeri fenevad önállóvá válik. Olyan esetek is ismertek, amelyben a colo karmoshal opee tengeri fenevad ikrákat és ivadékokat nyelt le, de aztán a kis fenevadak kirágták magukat a nagyobb ragadozóból.
Az opee tengeri fenevad a „Baljós árnyak” című filmben látható, amint elkapja azt a bongó-hajót, amelyben Qui-Gon Jinn, Obi-Wan Kenobi és a gungan Jar Jar Binks van. Az opee tengeri fenevadat viszont megfogja egy sando víziszörny.

### Törpe opee tengeri fenevad
A törpe opee tengeri fenevad (angolul: dwarf opee sea killer) a Csillagok háborúja elképzelt univerzumának egyik élőlénye.
A törpe opee tengeri fenevad a jól ismert opee tengeri fenevadnál kétszer kisebb alfaj. A Naboo bolygó édesvizeiben őshonos, de betelepítették az Aquilaris víz-borította bolygóra is. Ennek a ragadozónak a bőrszíne vöröses-narancssárga, szemszíne pedig sárga. Átlag testhossza 10 méter. Habár jóval kisebb a törzsfajnál, a törpe opee tengeri fenevadnak is éppen olyan erős a páncélzata.
Ez az alfaj nagyon ritka élőlény. Két példány (Nink és Vink), volt látható az Otoh Gunga város akváriumában, mígnem Jar Jar Binks véletlenül kieresztette ezeket.
Erről az élőlényről az „Episode I Adventures 9: Rescue in the Core” című képregényben olvashatunk először.

## Orray
Az orray a Csillagok háborúja elképzelt univerzumának egyik élőlénye.
Az orray a Geonosis bolygó n őshonos négylábú, hüllőszerű élőlény. Az orray marmagassága 1,52 méter, hossza 3 méter, testtömege pedig 410 kilogramm. Szőrtelen bőre szürke vagy barna. Teste és feje is hosszúkás, szája tapírszerűen megnyúlt.
Ez az élőlény igen erős. Megszelídítésekor eltávolítják a tüskés végű farkát, a művelet után sokkal szelídebb lesz. Hosszú pofája segítségével az orray kiszimatolja táplálékát a talajban. A szabadon élő orrayok a megszelídítésük előtt több ezer geonosisi tojást és lárvát pusztítottak el.
A geonosisiak teherhordásra és közlekedésre, továbbá harci viadalokra is használják, ahol meglovagolják őket.
Az orray fajt először „A klónok támadása” című filmben láthatjuk, amikor is a Petranaki arénában Obi-Wan Kenobit, Anakin Skywalkert és Padmé Amidalát három fenevad segítségével ki akarják végezni. Az arénában geonosisi pikadorok lovagolnak az orrayokon, rendet tartva, habár egyiküket a saját hátasa megöli.
A fentieken kívül az orrayok néhány könyvben, képregényben és videójátékban is szerepelnek vagy meg vannak említve.

## Otta
Az otta a Csillagok háborúja elképzelt univerzumának egyik élőlénye.
Az otta a Naboo bolygó egyik bennszülött, emlősszerű élőlénye. Szőrzete fekete és fehér. Szemszíne kék. Ez a kis ragadozó igen kíváncsi, okos és játékos. Ennek a gyorsan úszó lénynek a végtagjain egy-egy hajlékony tüske van. A zsákmányát ritkán veszíti el. Viselkedése igen hasonlít a tengeri vidráéra, például az anyaállat hasán hordja egyetlen kicsinyét, amíg az elég nagy lesz ahhoz, hogy magától is tudjon úszni, ezen kívül a kemény héjú zsákmány felnyitásához (ilyen a nyork) követ helyez a mellére és ahhoz csapkodja, amíg az szétreped. Legfőbb tápláléka az ollopom, de skálahalakat, tookekat és pomra-ugrókat is zsákmányol.

## Paralope
A paralope a Csillagok háborúja elképzelt univerzumának egyik élőlénye.
A paralope a Korélia bolygó n őshonos, kisméretű, emlősszerű élőlény. A bolygó füves pusztáit választotta élőhelyül. A koréliai homokpárduc kedvelt zsákmánya.
Az élőlénynek két alfaja van:
- erdei paralope (Wooded Paralope): gyapjas alfaj, és amint neve is mutatja, Korélia erdeiben él.
- karcsú védelmező (Acicular Defender): a Korélián élő növényevő paralope egyik alfaja. Szelídített alakja a csordát védelmezi a ragadozóktól.[228]

## Phidna
A phidna a Csillagok háborúja elképzelt univerzumának egyik élősködő élőlénye.
A phidna egy rovarszerű élősködő, amely a Geonosis bolygó n őshonos. Ennek a világító élőlénynek barnás a színe. Szája két oldalán egy-egy karom ül. Ha rálépnek vagy rálőnek, akkor kis tűzgömb jön ki a testéből; ez a mérgező phidna gyantának köszönhető.
A geonosisiak az értékes gyantaszerű ürülékük miatt tenyésztik a phidnát. Ezt az ürüléket kőporral keverve kenőcsszerű anyag kapható, amely megszáradva kőkemény képződményt alkot. A geonosisiak toronyszerű építményei ilyen anyagból készülnek, amit faragással alakítanak ki.
A „Star Wars: Republic Commando” című videójátékban találkozhatunk phidnákkal.

### Phidna gyanta
A phidna gyanta (angolul: Phidna resin) a Csillagok háborúja elképzelt univerzumának egyik robbanószere, illetve a geonosisiak építőanyaga.
A phidna gyanta a természetes állapotában igen robbanékony anyag. Ezt a Geonosis bolygó n élő rovarszerű élősködő, a phidna termeli, annak ürülékéről van szó. Különleges szaga igen feltűnő.
A hagyományos, kötetlen formájú geonosisi építészet nélkülözhetetlen alapanyaga, ami építészeti stílusukat is meghatározza.
A geonosisiak rájöttek, hogy a phidna gyantaszerű ürülékét kőporral összekeverve elveszíti robbanékony tulajdonságát és idővel kőkeményre szilárdul, de az ezt megelőző időszakban faragható anyag. Y. e. 22-től kezdve begyűjtötték ezt az anyagot és kőpor hozzáadásával épületeiket gyakorlatilag ebből az anyagból építették, faragással.
A phidnákat hidrokultúrás kertekben tenyésztették a kaptárépítő-ipar számára.
A „Star Wars: Republic Commando” című videójátékban találkozhatunk ezzel a robbanószerrel, ott phinda gyanta (angolul: Phinda resin) néven.

## Pomra-ugró
A pomra-ugró (angolul: pom-hopper) a Csillagok háborúja elképzelt univerzumának egyik élőlénye.
A pomra-ugró a Naboo bolygó egyik kétéltű életmódú, emlősszerű élőlénye, amely jobban érzi magát a vízben, mint a szárazon.
Ez a kis testű növényevő megjelenésben a kutyára emlékeztet. A földi emlősöktől eltérően a pomra-ugró csontjai a madarakéhoz hasonlóan üregesek, így súlya kisebb az azonos méretű emlősökénél. Karcsú teste hosszú farokban végződik; lábai hosszúak és vékonyak. A pomra-ugró onnan kapta a nevét, hogy az élőhelyén levő pom nevű, tündérrózsaszerű növényeken ugrándozik. Ennek az élőlénynek a szaporodás szempontjából igen fontosak a pom által kibocsátott feromonok. E feromonok nélkül a pomra-ugró elveszítheti szaporodási képességét. Széles, úszóhártyás lábfejei segítik e lényt a pomokon való ugrándozásban. Kis agyarai a védelemben és a táplálkozásban játszanak szerepet. Alvás közben, és veszély esetén a vízbe rejtőzik, csak kis, ormányszerű orrát hagyva kint a levegővételhez. A pomra-ugró számos vízi ragadozónak szolgál táplálékul, például az ottának is.
Y. e. 32-ben, amikor a gunganek letelepedtek az Ohma D’un nevű, víz borította holdra, pomra-ugrókat és egyéb élőlényeket is vittek magukkal, hogy új ökoszisztémákat hozhassanak létre. A legtöbb élőlény és ökoszisztéma azonban megsemmisült a klónháborúk idején, amikor is a Független Rendszerek Konföderációja és a Galaktikus Köztársaság megvívták az úgynevezett Ohma-D'un-i csatát.
A pomra-ugró az alábbi videójátékban és képregényben is szerepel, vagy meg van említve:
- Star Wars Episode I: The Gungan Frontier
- Star Wars: Empire 21: A Little Piece of Home, Part 2

## Porg
A porg a Csillagok háborúja elképzelt univerzumának egyik, nem intelligens, de kíváncsi élőlénye.
A porg az Ahch-To bolygó tengeri, madárszerű élőlénye, melynek tömzsi testfelépítése, rövid szárnyai, úszóhártyás lábai és csőr nélküli lapos pofája van. A fajra jellemző a nemi kétalakúság, azaz a hím és a tojó többé-kevésbé különbözik egymástól. A hím valamivel nagyobb a tojónál és a szemei környékén több narancssárga színnel rendelkezik. Mindkét nemnél a pofa alsó része és a hasi tájéka fehér, a homloka – a tojónál -, a háti része és a szárnyai, a barnától a szürkéig változik. A tollazata sűrű, puha és vízálló. A nagy tollazata miatt a porg nehezebbnek tűnik, mint amilyen valójában. A rövid szárnyai miatt nem képes nagyobb távokra elrepülni, azonban a lábain fürgén szalad. A szivárványhártyája barna, a szembogara fekete.
A hűvösebb éghajlatot kedveli. Tápláléka a bolygó óceánjaiban található kisebb hal- és rákszerű élőlények. Fészkelési és pihenési célokból a sziklákat keresi. A fiókái nagyszájú pehelygombócként néznek ki. Igen kíváncsi lény, a fényes tárgyak lenyűgözik a porgot. A fogságban kedveli gazdája simogatását. Úgy a vadonban, mint a fogságban – főleg ha jól érzi magát – hosszú és összetett énekeket hallat.
Ilyen ahch-tói „tengeri madarakat” „Az utolsó Jedik” című filmben lehet látni. Úgy a természetes felületeken, mint mesterséges építményeken képes fészkelni. A Millennium Falcon (Ezeréves Sólyom) űrhajóba is fészket rakott legalább négy porg. A porgos jelenetek főleg Csubakkával hozhatók össze; hiszen a két faj között előbb ellenségeskedés, aztán barátság jön létre.
A porg faj megalkotását az Ahch-To igazi helyszíneként szolgáló Skellig Michael szigeten élő lunda (Fratercula arctica) madárfaj ihlette.

## Purbole
A purbole a Csillagok háborúja elképzelt univerzumának egyik élőlénye.
A purbole a Dathomir bolygó egyik őshonos, majomszerű élőlénye. Testének nagy részét sötétbarna szőrzet borítja; a pofája, a hasi része és végtagjainak alsó része azonban csupasz, szőr nélküli. Ez az állat csoportokban él. A fák koronái között él és vadászik. Mielőtt a csoport közrefogja az áldozatát, a cserkész példányok felderítik annak hollétét. A purbole a rancor egyik tápláléka.
Ezt az élőlényt a „Star Wars Galaxies: An Empire Divided” című videójátékban lehet látni.

## Radark
A radark a Csillagok háborúja elképzelt univerzumának egyik élőlénye.
A radark a Bothawui bolygó n őshonos, föld alatti, kígyószerű élőlény. Az anyabolygóján kívül a radark még megtalálható másik két, bothaiak által kolonizált bolygón is, a Mandellon és a Kothlison. Ez az élőlény a talajban vájt járatokban él. Amikor egy épület alatt túl sok ilyen járat jön létre, akkor az összeomlik. Emiatt a bothaiak utálják a radarkot, és legfőbb kártevőik egyikének tekintik.
Ezt az élőlényt az Ultimate Adversaries című könyvben írják le; ez a könyv a Star Wars Roleplaying Game című videójátékot hivatott jobban megértetni.

## Ral
A ral (angolos írásmóddal stone ray-nak, azaz kőrájának is írják) a Csillagok háborúja elképzelt univerzumának egyik élőlénye.
A ral a Bothawui bolygó n őshonos, hidegvérű, hüllő-madárszerű élőlény. A ral hossza farokkal együtt 70 centiméter; szárnyfesztávolsága pedig 50 centiméter. Az élőlénynek két mellső és két hátsó végtagja van, mindegyik három ujjban végződik. A harmadik ujj meghosszabbodott és bőrlebeny köti össze a testével; ez alkotja a szárnyát. A többi ujjon éles karmok ülnek. A kisméretű szája éles csőrből áll, amelyben sok kis, hegyes fog van. A fő fegyverei nem a karmai és fogai, hanem a 30 centiméter hosszú farok végén ülő mérgező tüske.
Az élőlény szürke színe igen jól álcázza a fervse kőzetmezőkőn. Amikor mozdulatlanul ül, a ralt majdnem lehetetlen észrevenni. Miközben zsákmányára várakozik, a köveken lapuló ralt a Both – Bothawui csillaga – felmelegíti. Amikor az áldozat elég közel ér, a ral a farkán levő tüskéjével megszúrja. Miután a méreg hatására lebénul a zsákmány, a ral közrefogja szárnyaival és halálra harapdálja.
Ha veszélyt érez, mint például nagyobb ragadozót, akár bothait is, a ral elkezd farkával csapdosni. Habár a bothai valamelyest ellenáll a ral mérgének, az emberre és más világokból érkező fajokra nézve nagyon is veszélyes a ral mérge. Az élőlény mérge lázas komát okoz, amely egy napon belül halálhoz vezethet. Mivel a ral igen jól álcázza magát a természetes környezetében, a balesetek – hogy valaki rálépjen – nem ritkák. A legtöbb bothai házában megtalálható a ral-méreg elleni szer.

## Rancor
A rancor (kiejteni: ránkor) a Csillagok háborúja elképzelt univerzumának egyik élőlénye.
A rancor hatalmas testű, körülbelül 5-10 méter magas élőlény, amelynek igen hosszú karmai vannak. Rossz természetű, vad élőlény. A rancor a Dathomir, a Lehon és a Felucia bolygó kon található.
„A Jedi visszatér” című filmben Luke Skywalkert egy kiéheztetett rancor elé vetik, Jabba, a hutt szórakoztatására. Azonban Luke-nak sikerült megölnie a rancort. Azután Skywalkert egy sarlakk vereméhez viszik.

## Reek
A reek (kiejteni: rík) a Csillagok háborúja elképzelt univerzumának egyik élőlénye.
A reek hatalmas testű, négylábú, emlősszerű élőlény, amely 400 centiméter hosszú, 224 centiméter marmagasságú és 1100 kilogramm testtömegű. A huttok által igazgatott Ylesia pusztáin él. A Codian Moonon levő farmokon tenyésztik az állatot. Pofáiból nagy agyarak nőnek ki; ezeket akkor ellen használják, amikor a rangsort határozzák meg egymás között. A pofán lévő agyarakon kívül az állat homlokán is található egy szarv. Habár a reek növényevő, a fogságban tartott példányokat hússal táplálják, hogy agresszívvá váljanak és a kivégzéseken sikeres látványt mutassanak.
Egy reek látható a „Star Wars II. rész – A klónok támadása” című filmben. A reeket egy acklay-jal (magyarul: sarlós császárgyík) és egy nexuval (magyarul: póktigris) együtt Obi-Wan Kenobira, Anakin Skywalkerra és Padmé Amidalára uszítanak. Azonban az első geonosisi csata alatt a reek elpusztul.

## Rishi angolna
A rishi angolna (angolos írásmóddal: Rishi eel) a Csillagok háborúja elképzelt univerzumának egyik élőlénye.
A rishi angolna, ahogy neve is mutatja, angolnaszerű élőlény, amely a Rishi holdon őshonos. Egy kifejlett példány legalább 3 méter hosszú, bőrszíne sötétkék, szemszíne pedig rózsaszín. Állkapcsa négy részből áll. A rishi angolna ragadozó életmódot folytat, és e hold barlangrendszerében és kanyonjaiban mozog.
A „Star Wars: A klónok háborúja” című televíziós sorozat első évadának az 5. részében, melynek címe „Zöldfülűek” (Rookies), egy rishi angolna megöli és felfalja a Cutupnak becézett újonc klónkatonát, azonban Rex kapitány a rishi angolnát is megöli.

## Rodiai karstag
A rodiai karstag (angolos írásmóddal: Rodian Karstag) a Csillagok háborúja elképzelt univerzumának egyik élőlénye.
A rodiai karstag egy ragadozó élőlény, amely a Rodia bolygó mocsaraiban és esőerdeiben őshonos. A felnőtt élőlény marmagassága 1,5 méter, míg hosszúsága 4-5 méter között van. Habár nehéz testfelépítésűnek tűnik, a rodiai karstag valójában gyors, ügyes mozgású. Páncélozott testét négy erős, úszóhártyás láb cipeli. Igen jól úszik.
Az eléggé hosszú nyakán háromszögletű feje ül. Szemei a feje tetején vannak, hogy a vízből tudjon kikémlelni. Szájában sok fog ül, a felső állcsontján 1, míg az állkapocscsontján 2 meghosszabbodott metszőfog van. A rodiai karstag farka végén egy csontosodott bunkó van, amelyből több hegyes tüske nő ki. Talán emiatt veszélyes az állat.
Az élőlényt betelepítették a Tapani szektorban levő Vilhon holdra, ahol minden évben a Vor-cal ünnepség alkalmából vadásznak rá. Megsütve algakenyérrel szolgálják fel.

## Roga
A roga a Csillagok háborúja elképzelt univerzumának egyik ízeltlábú élőlénye.
A roga a Geonosis bolygó egyik bennszülött faja. Ennek az alacsony, hatlábú élőlénynek a száját erős rágók veszik körül. Fejének tetején egy pár tollszerű csáp látható.
Egyes köztársasági tudós szerint a geonosisiak egy ilyen ősi alakú rogából fejlődhettek ki.
„Star Wars II. rész – A klónok támadása” című film eredetileg úgy volt tervezve, hogy amikor Obi-Wan Kenobi leszáll a Geonosis bolygóra, droidjára, R4-P17-esre rátámadnak a rogák, de ezt a jelenetet kivágták a filmből.
A roga élőlény a film helyett két kis könyvben kapott szerepet: a „Death in the Catacombs” és a „Star Wars Insider 79” címűekben.

## Roggwart
A roggwart a Csillagok háborúja elképzelt univerzumának egyik élőlénye.
A roggwart a Vendaxa bolygó egyik őshonos ragadozó élőlénye. Ez a lény általában 3 méteresre nő meg, azonban egy-egy példány, mint például Grievous tábornok „háziállata”, Gor, elérheti a rancor méretét is. Bőrszíne barna. Fejének két oldalán nagy és meggörbült szarvak ülnek. Szájában sok hegyes fog található. Erős és hosszú karjai éles karmokban végződnek. Hosszú farka végén két ujjszerű nyúlvány látható, amellyel a roggwart képes fogni.
A „Star Wars: A klónok háborúja” című televíziós sorozat első évadának a 10. részében, melynek címe „Grievous búvóhelye” (Lair of Grievous), Kit Fisto mester, padawánja, Nahdar Vebb és néhány klón katona, rábukkannak Grievous tábornok kastélyára, amely a Vassek bolygó harmadik holdján van. Itt Grievous tábornok a Gor nevű roggwartját rájuk uszítja, de Kit Fisto mesternek végül sikerül megölnie Gort. Ezt a roggwartot mesterséges páncélzattal és sisakkal látták el; valószínűleg, hogy többet kibírjon.
Roggwart látható a „LEGO Star Wars III: The Clone Wars” című televíziós sorozatban és olvashatunk róla a „Star Wars: The Clone Wars: Grievous Attacks!” című háromrészes képregényben.

## Ronto
A ronto a Csillagok háborúja elképzelt univerzumának egyik élőlénye.
A ronto hatalmas testű, négylábú élőlény, amely a Tatuin bolygó n őshonos. Kinézetre a földi brontoszauruszra hasonlít, azonban csak 4-5 méter magas. Fején két pár füle van. Ezt az élőlényt főleg a dzsavák használják, teherhordásra. A ronto, mint a dewback, könnyen szelídíthető és általában teherhordásra alkalmas. Ha a gazdája jó hozzá, a ronto hűséges és engedelmes marad. Ennek az élőlénynek igen jó a hallása és szaglása, azonban a látása eléggé gyenge; ezért van az, hogy a ronto hirtelen megrázkódik, néha a gazdáját is magával rántva, ha valami hirtelen mozgást érzékel.
A „Star Wars: Knights of the Old Republic”, a "Star Wars Galactic Battlegrounds" és „Star Wars Galaxies” videójátékokban, a „Baljós árnyak” című filmben és az erről készült videójátékban, valamint az „Egy új remény” című film felújított változatában és a „Star Wars Empire: Darklighter” és a „Young Jedi Knights” című képregényekben és könyvsorozatokban szerepel ez az élőlény. Az Új remény-ben Mos Eisley sokadalmában tűnik fel egy kissé idegeges ronto, aki leveti dzsava lovasát a hátáról (a jelenetet akciófigura formájában is feldolgozták).
Egy tatuini kereskedő Luke Skywalker és a Jedi Akadémia számára adományozott egy példányt a Yavin 4-re, ahol a Nagy templom helyreállításában alkalmazták, amire az Árnyékakadémiával való csata után volt szükség.

## Rugosai szárazföldi korall
A rugosai szárazföldi korallok (angolul: Rugosa land coral) a Csillagok háborúja elképzelt univerzumának egyik élőlénycsoportja.
A rugosai szárazföldi korallok manapság a Rugosa hold sivatagos részein élnek. Korábban, mielőtt a huttok bosszúból veszélyes vegyszert szórtak e holdra, a rugosai szárazföldi korallok is vízhez szokott életmódot folytattak, azonban az óceánok kiszáradásával néhány faj a szárazföldi élethez alkalmazkodott. Ezek a virágállatok különböző méretűek, alakúak és színűek. Alak szerint lehetnek: agykorallszerűek, szarukorallszerűek, agancsalakúak és tűalakúak, míg színük lehet: zöld, kék vagy akár lila. Egyes példányaik olyan nagyok lehetnek, hogy rászállhat a Thief's Eye luxusűrhajó is. A rugosai szárazföldi korallok ezen a holdon azt a nichet töltik be, amit más világokban a fák. A neebrája fiókák a rugosai korallerdőkben keresnek menedéket, amíg elég nagyok és erősek lesznek ahhoz, hogy kirepüljenek a világűr vákuumába.
A „Star Wars: A klónok háborúja” című televíziós sorozat első évadának 1. részében, Yoda Jedi mester és három klón katona megküzdenek Asajj Ventress droid hadseregével, azért, hogy meggyőzzék a toydariakat, hogy a Galaktikus Köztársasághoz csatlakozzanak.

## Rycrit
A rycrit a Csillagok háborúja elképzelt univerzumának egyik élőlénye.
A rycrit a Ryloth bolygó n őshonos, szarvasmarhaszerű élőlény. A twi’lekek egyik legfőbb táplálékforrása. Nagy számban tenyésztik, és nagy számban exportálják a bolygón kivüli kolóniáikba. A rycrit igen ideges természete miatt sok farmer feladta a tenyésztését. A magárahagyott rycrit csordák elvadultak és nagy állományokat alkotnak. A Talasea bolygó n már eléggé nagy, elvadult állományai találhatók.

## Salar
A salar a Csillagok háborúja elképzelt univerzumának egyik élőlénye.
A salar a Bothawui bolygó n őshonos, halszerű élőlény. A bothaiak főleg ezt a halszerű élőlényt fogyasztják. A salar gyorsan nő és íze eléggé kellemes. Habár Bothawuin őshonos, ezt az élőlényt az Aquatic Inegrated Systems vállalat nagy számban tenyészti a Kothlis bolygón, a bothaiak egyik kolóniáján.
Ez az élőlény benne van a 2012. április 24.-én kiadott és Jeff Grubb által írt „Scourge” című regényben.

## Sando víziszörny
A sando víziszörny (angolos írásmóddal: sando aqua monster) a Csillagok háborúja elképzelt univerzumának egyik emlősszerű víziélőlény.
A sando víziszörny a Naboo bolygó n őshonos. Átlagos hossza körülbelül 160-200 méter és tömege 54 000 tonna. Ezzel a hatalmas mérettel valószínűleg a bolygó vizeinek a csúcsragadozója. Táplálékai között szerepel az opee tengeri fenevad és a 40 méter hosszú colo karmoshal is. Élettartama elérheti a 100 évet is.
A sando víziszörny a „Baljós árnyak” című filmben látható, amint elkapja azt az opee tengeri fenevadat és colo karmoshalat, amely azt a bongó-hajót üldözte, amelyben Qui-Gon Jinn, Obi-Wan Kenobi és a gungan Jar Jar Binks utaztak.

## Sarlakk
A sarlakk (angol nevén: sarlacc) a Csillagok háborúja elképzelt univerzumának egyik élőlénye.
A Star Wars Databank (Csillagok háborúja adatbázisa) szerint a sarlakkok nagyon veszélyesek, és a Galaxis olyan pontjain élnek, amelyek távol esnek a civilizációktól és ahol az életlehetőségek igen nehezek. Csak néhány tudós próbálta tanulmányozni őket. Azok, akik mégis tanulmányozták ezeket a lényeket, nem értenek egyet a faj rendszertani besorolásáról. Többségük ízeltlábúaknak tekinti („The Essential Guide to Alien Species” és „The Wildlife of Star Wars” című írásokban), mások növényi eredetűnek képzelik el, mivel a sarlakk gyökérszerű képződménnyel rögzíti magát a talajhoz és spórák segítségével szaporodik.
Szaporodáskor a sarlakk kibocsájtja spóráit, amelyek akár a világűrbe is eljuthatnak. Ha a spórák eljutnak egy bolygóra vagy kisbolygóra, akkor gödröt vájnak maguknak és várják, hogy a gyanútlan zsákmány a közelükbe kerüljön.
Steve Sansweet így írja le a sarlakkot a „Star Wars Encyclopedia”-ban: „mindenevő, sok fogókarral rendelkező élőlény, amelynek tűhegyes fogai és nagy csőre van”. A sarlakk egy hatalmas gödör mélyén, testét a földbe fúrva várakozik; az élőlényből csak a tátongó szája látszik. A lény csőre vaktában mozog, ha a homokban rezgéseket érzékel. A sarlakk kitátott szája akár 3 méter átmérőjű is lehet; ez az óriási féregszerű test feji részén helyezkedik el. Jeanne Cavelos asztrofizikus és sci-fi-írónő, a sarlakkot a hangyaleső lárvájával hasonlítja össze, mivel ez a földi élőlény is a homokba vájt üregben várakozik áldozatára.
Mivel a legtöbb sarlakk elszigetelt helyen él és helyhez kötött életmódot folytat, csak ritkán táplálkozhat, akkor, amikor egy gyanútlan áldozat beleesik a verembe. Emiatt a sarlakk emésztőrendszere igen hatékony, mindenféle táplálék megemésztésére alkalmas. Az emésztés lassú és a zsákmánynak igen fájdalmas, mivel az emésztőrendszerben lévő savban hosszabb ideig életben marad. Ha nem jut „járkáló táplálékhoz”, akkor a sarlakk gyökerével szívja fel a neki szükséges tápanyagokat. Ha olyan kisbolygóra került, amelyen nincs légkör, akkor a lény üstökösökből származó anyagdarabokat fal fel, amelyek oxigént, hidrogént, szenet és nitrogént tartalmaznak.
A sarlakk gyomorsava mellett belső, úgynevezett „sötétszájak” és neurotoxinok is vannak. Az előbbi a zsákmány könnyebb feldarabolására, az utóbbi, hogy megakadályozza az áldozat vergődését. Egy történet szerint a sarlakk képes az áldozat tudatát magába foglalni.
A sarlakk legfőbb természetes ellensége a nagy krayt sárkánygyík.
„A Jedi visszatér” című filmben láthatunk először sarlakkot. Miután Luke Skywalker megöli azt a kiéheztetett rancort, amelyet ráuszítottak, Jabba, a hutt szórakoztatására; Jabba úgy dönt, hogy elviszi Luke-ot egy sarlakk verméhez, a Karkun-veremhez, amely a Dűne-tengerben található meg. A Dűne-tenger a Tatuin bolygó egyik sivataga.

## Sebhelyt hagyó pióca
A sebhelyt hagyó pióca (angolos írásmóddal: Bruise-leech crawler) a Csillagok háborúja elképzelt univerzumának egyik élőlénye.
A sebhelyt hagyó pióca a Nelvaan bolygó piócaszerű, gyűrűsféreg élőlénye. Bőrszíne vörösesbarna. Egyes példányok hátsó részén fekete szőrzet látható. Szája kör alakú, számos fogsorral ellátva. A feje mögött két dudor ül. Mászkálás közben kék színű nyomott hagy maga után.
A sámánnak, akihez Anakin és Obi-Wan eljut, egy tálnyi sebhelyt hagyó piócája van.
Ezt a piócafajt a „Csillagok háborúja: Klónok háborúja” című amerikai rajzfilmsorozat 23. részében láthatjuk, amikor is a falu sámánja, Orvos felkészíti Anakin Skywalkert az általa kitűzött teszt elvégzésére. Mielőtt útnak ereszti az ifjú jedit, Orvos több sebhelyt hagyó piócát is rátesz Anakinra. A nelvaani piócák mászkálásuk során, négyzetes, kék színű mintákat hagynak a jedi testén és arcán.

## Shaak
A shaak a Csillagok háborúja elképzelt univerzumának egyik állatszerű élőlénye.
A shaak a Naboo bolygó egyik növényevő élőlénye. Lassan mozgó és békés természetű. A négy kis lába – a mellsők rövidebbek, a hátsók egy kicsivel hosszabbak – egy nagy, puffadt, körte alakú testet cipel. A legnagyobb magassága, amely ennél a lénynél nem a marnál, hanem a far felé található, elérheti a 180 centimétert. A feje a testéhez képest igen kicsi, és testalakja miatt mindig nem sokkal a talaj fölött van. A szőrzet nélküli testét barna bőr borítja; a barna alapszínen vöröses és sárgás vonalmintázatok és elmosódott foltok lehetnek. A bolygó füves pusztáit népesíti be, a mocsarakat és a nagyobb vizes területeket kerüli, mivel testalakja miatt képtelen úszni. A gunganek háziasították ezt az élőlényt; teherhordásra és lovaglásra használták.
Amikor a bolygót vízben terjedő Kék Árnyék Vírus („Blue Shadow Virus”) támadás érte, azok a shaakok, amelyek vizet ittak, azonnal elpusztultak; tehát ez az élőlény igen érzékeny erre a vírusra. Más nabooi élőlényfajok még legalább 48 órán keresztül szenvedtek, míg bekövetkezett kimúlásuk. Az elsőként elpusztult shaakok egy Peppi Bow nevű gungan nő tulajdonai voltak.
Ezek a shaakos jelenetek a „Star Wars: A klónok háborúja” televíziós sorozat első évadának a 17. részében láthatók.
„A klónok támadása” című filmben látható egy ilyen csorda. Az egyik példányra az ifjú Anakin Skywalker felül, rohan vele, aztán pedig leesik róla Padmé Amidala rémületére; de aztán kitudódik, hogy Anakin szándékosan dobta le magát, hogy megijessze Padmét.

## Shiro
A shiro a Csillagok háborúja elképzelt univerzumának egyik élőlénye.
A shiro a Naboo bolygó mocsaras részeinek egyik lassan mozgó, páncélos, hüllőszerű élőlénye. A földi teknősökhöz hasonlóan a shiro veszély esetén a tüskés páncéljába húzódik vissza.
Ez a lassú élőlény főleg növényekkel táplálkozik, mint például: mintrivel, zaela fával, grahn indával és chakgyökérrel. Étrendjét időnként puhatestűekkel, mint például nyorkokkal és rákokkal, többek között yob-rákokkal és yobshrimpekkel egészíti ki. A gunganek szívesen fogyasztják.
E nabooi élőlény szívesen dagonyázik a sárban, emiatt páncéljának a repedéseibe növényi magok is bekerülhetnek. Ha a shiro dagonyázása közben e rovaremésztő növény magvai a sárral együtt az állat páncéljába kerülnek, akkor a két élőlény között szimbiózis jön létre, az úgynevezett shiro-trap. A tooke-ot csapdázó magja kicsírázik a páncélrésekben maradt sárban, aztán amikor eléggé nagy ahhoz, hogy kitöltse a rést, a nyomás megtartja a shiro páncéljának illesztéseiben. Talán az idősebb példányok esetében a tooke-ot csapdázó gyökerei jobban szétterülnek, behálózva a shiro páncélzatát. Az állat vándorlásai során a növény új „vadászterületekre” tesz szert, míg a növény védelmet nyújt a shirónak az ellenségeivel szemben, mivel álcázást nyújt a shiro legfőbb ellensége, a fűrészfogú grank ellen.
A shirót a „Star Wars Episode I: The Gungan Frontier” videójátékban láthatjuk először. A „Star Wars: Empire 21: A Little Piece of Home, Part 2” című képregényben is olvashatunk e nabooi hüllőről.

### Shiro-trap
A shiro-trap a Csillagok háborúja elképzelt univerzumának egyik szimbiózisa.
A shiro-trap a Naboo bolygó mocsaras vidékeinek egy állat-növény társulása, amely a lassan mozgó, páncélos, hüllőszerű shiro és a rovaremésztő növények közé tartozó tooke-ot csapdázó között jön létre. Ha a shiro dagonyázása közben e rovaremésztő növény magvai a sárral együtt az állat páncéljába kerülnek, akkor a két élőlény között szimbiózis jön létre, az úgynevezett shiro-trap. A tooke-ot csapdázó magja kicsírázik a páncélrésekben maradt sárban, aztán amikor eléggé nagy ahhoz, hogy kitöltse a rést, a nyomás megtartja a shiro páncéljának illesztéseiben. Talán az idősebb példányok esetében a tooke-ot csapdázó gyökerei jobban szétterülnek, behálózva a shiro páncélzatát. Az állat vándorlásai során a növény új „vadászterületekre” tesz szert, míg a növény védelmet nyújt a shirónak az ellenségeivel szemben, mivel álcázást nyújt neki.
A shirónak és a tooke-ot csapdázónak nem létfontos ez a szimbiózis, mivel mindkét fél megélhet a másik nélkül.
A shiro-trapot a „Star Wars Episode I: The Gungan Frontier” videójátékban láthatjuk először. A „Star Wars Math: Jabba's Game Galaxy” videójátékban is szerepelnek e szimbiózist alkotó élőlények.

## Skalder
A skalder a Csillagok háborúja elképzelt univerzumának egyik élőlénye.
A skalder a Florrum bolygó nagytestű, növényevő, emlősszerű élőlénye. A földi késő triász időszakban élt Placeriashoz hasonlít. Legnagyobb csordái a kénsavas gejzírekkel borított Doshar mezőkön találhatók. Átlag marmagassága 3,5 méter. Bőrének színe szürke. Nyaka mögött nagy púp látható. Szájának két oldalán egy-egy agyar nyúlik ki. Négy, vastag lábon jár; mindegyik láb 3 ujjban végződik. Igen vastag bőre megvédi a kénsavtól. A lézerpuska sem árt ennek az élőlénynek.
Skalder a „Star Wars: A klónok háborúja” című televíziós sorozat két részében is szerepel. Az egyik az első évad 12. része, melynek címe „A gangen hadvezér” (The Gungan General); ebben Jar Jar Binks, Kharrus szenátor és néhány klónkatona elmennek a Florrum bolygóra kiváltani Dooku grófot a weequay fogságból, azonban Hondo Ohnaka egyik kalóza, Turk Falso, Hondo tudta nélkül néhány weequayjel rájuk támad. Ezután Jar Jar és a klónkatonák skaldereken lovagolva üldözőbe veszik őket.
Skalder látható az ötödik évad 8. részében, a „Kötelék a mentésért” (Bound for Rescue) címűben is.

## Skar'kla
A skar'kla (angolos írásmóddal: glitterclaw-ként is írják) a Csillagok háborúja elképzelt univerzumának egyik élőlénye.
A skar'kla a Bothawui bolygó n őshonos, macskaszerű, ragadozó élőlény, amely távoli rokonságban áll a krak'jyával, azonban a divergens evolúciónak köszönhetően a skar'kla főleg a gyorsaságra és nem az erőre alkalmazkodott. Ez az élőlény távol tartja magát a településektől, inkább a bolygó hegyvidékeit választja otthonául, ahol a bokrokba vagy erdőszéleken megbújva várja zsákmányát. Amikor az áldozat elég közel ér, a skar'kla gyorsan ráveti magát. Mivel a krak'jya szőrméje igen értékes, sokat vadászták, emiatt állománya erősen visszacsökkent. Az üresen maradt területekre beköltözött a skar'kla; ezzel együtt megnőtt a skar'kla támadások száma is.

## Skálahalak
A skálahalak (angolul: scalefish) a Csillagok háborúja elképzelt univerzumának egyik élőlénycsoportja.
A skálahalak a Naboo bolygó egyik nagy változatosságú élőlénycsoportja. Ezek a kis méretű, halszerű élőlények a bolygó összes vizes helyein, mint például óceánokban, tavakban és mocsarakban megtalálhatók. Legnagyobb állományaik a gungan főváros, Otoh Gunga környékén vannak. Feltételezik, hogy e halakat a város fényei vonzzák oda. A legtöbb skálahal azonban megtanulta, hogy nem szabad átúsznia a víz alatti városok falát.
A legtöbb skálahal-faj nem veszélyes az értelmes lényekre nézve, azonban a mi-skálahal esetében vigyázni kell, mivel van egy mérgező tüskéje. A skálahalak számos vízi ragadozónak szolgálnak táplálékul, például az ottának is.
Ebbe a nabooi halcsoportba az alábbi fajok tartoznak:
- Dó-skálahal
- Ré-skálahal
- Mi-skálahal
- Fá-skálahal
- Lá-skálahal
- Szí-hal
- Ti-skálahal

A skálahalak neveit a hangsor dó, ré, mi, fá, szó, lá, ti szótagjaiból készítették. Ezek közül csak a szó hiányzik.
Skálahalakat a „Baljós árnyak” című filmben láthatunk először. A „Star Wars: A klónok háborúja” című televíziós sorozat második évadának 3. részében, melynek címe „Az Erő gyermekei” (Children of the Force), holográfiaként láthatók skálahalak.
Ez az élőlénycsoport az alábbi könyvben, képregényben és videójátékban is szerepel, vagy meg van említve:
- "The Monster"—Star Wars Gamer 2
- Star Wars: Republic 69: The Dreadnaughts of Rendili, Part 1
- Star Wars Galaxies

### Dó-skálahal
A dó-skálahal (angolos írásmóddal: Doo) a Csillagok háborúja elképzelt univerzumának egyik élőlénye.
A dó-skálahal a Naboo bolygó n élő skálahalak egyik faja. Főbb előfordulási területe a gungan főváros, Otoh Gunga közelében levő Paonga-tóban van. Feltételezik, hogy e halakat a város fényei vonzzák oda. A legtöbb skálahal azonban megtanulta, hogy nem szabad átúsznia a víz alatti városok falát. Ezt az ízletes halat egyaránt fogyasztják a gunganek és a nabooi emberek is.
A nagyobb testű skálahalak közé tartozik. Nagy feje mögött, széles testének két oldalán mellúszók ülnek. Hátán több kis hátúszó látható. Farokúszója nagy és erős, ennek segítségével mozog a dó-skálahal. Hasi részén érzékelő nyúlványok helyezkednek el. Állkapcsa teli van hegyes fogakkal. Szemei feketék. Testszíne példányonként változhat a világos sárgától egészen a szürkéig.
Dó-skálahalakat a „Baljós árnyak” című filmben láthatunk először. E filmről készített képregényben, melynek címe „Star Wars Episode I: The Phantom Menace PhotoComic” is szerepel ez a halfaj.

### Ré-skálahal
A ré-skálahal (angolos írásmóddal: Ray) a Csillagok háborúja elképzelt univerzumának egyik élőlénye.
A ré-skálahal a Naboo bolygó n élő skálahalak egyik ragadozó faja. A gungan főváros, Otoh Gunga körül is megtalálható. Feltételezik, hogy e halat a város fényei vonzzák oda. A legtöbb skálahal azonban megtanulta, hogy nem szabad átúsznia a víz alatti városok falát. Azonban a ré-skálahal inkább a bolygó óceánjainak a nyílt vizeit kedveli. Amikor a gunganek letelepedtek a Naboo Ohma-D'un holdjára, más állatok mellett a ré-skálahalat is magukkal vitték.
Hosszúkás testű skálahal, amelynek nagy szájában számos hegyes fog ül. Mellúszói és a fején levő nyúlványok hosszúak és mozgékonyak, míg a faroktövén elhelyezkedő úszók kicsik. Farokúszója nagy és félhold alakú, ennek köszönhetően igen gyors ez az élőlény. A vízből is ki-kiszökik, ha veszélyben érzi magát. Szeme vörös és sárga színű. A háton és az oldalakon levő pikkelyei kékek, míg a hasi része fehér.
A ré-skálahal legfőbb ellensége az opee tengeri fenevad, amely a hosszú, ragadós nyelvével képes elkapni e gyorsúszó halat.
Ré-skálahalakat a „Baljós árnyak” című filmben láthatunk először. A „Star Wars Galaxies: An Empire Divided” és a „Star Wars Episode I: The Gungan Frontier” című videójátékokban is szerepel ez a skálahalfaj.

### Mi-skálahal
A mi-skálahal (angolos írásmóddal: Mee vagy daggert) a Csillagok háborúja elképzelt univerzumának egyik élőlénye.
A mi-skálahal a Naboo bolygó n élő skálahalak egyik mérgező faja. A gungan főváros, Otoh Gunga mellett található Paonga-tóban nagy állományai vannak. Feltételezik, hogy e halat a város fényei vonzzák oda. A legtöbb skálahal azonban megtanulta, hogy nem szabad átúsznia a víz alatti városok falát. Az Aquilaris vízborította bolygóra is betelepítették.
Kerek teste oldalirányban lapított. Pikkelyei feketék és sárgák, függőleges sávokba rendeződve, amelyek a víz alatti növények és nádasok közti rejtőzködést segítik. Testének középső részén több kis mérgező tüske van. Szája széles. Szemszíne vörös.
Hatalmas, több ezer fős rajokban úszik. A mi-skálahal legfőbb ellensége az opee tengeri fenevad, amely a hosszú, ragadós nyelvével képes elkapni e halat. Másik fő ellensége az otta.
Mi-skálahalakat a „Baljós árnyak” című filmben láthatunk először. Azóta ez a skálahalfaj több videójátékban és képregényben is szerepelt.

### Fá-skálahal
A fá-skálahal (angolos írásmóddal: Faa vagy faynaa) a Csillagok háborúja elképzelt univerzumának egyik élőlénye.
A fá-skálahal a Naboo bolygó n élő skálahalak egyik gyorsúszó faja. A gungan főváros, Otoh Gunga környékén nagy állományai vannak. Feltételezik, hogy e halat a város fényei vonzzák oda. A legtöbb skálahal azonban megtanulta, hogy nem szabad átúsznia a víz alatti városok falát. Legfőbb élőhelyei e bolygón található mocsarak és óceánok.
Testének elülső része a fejjel együtt oldalirányban lapított, míg testének hátsó része és faroktöve vékony. Testszíne példányonként vörös vagy narancssárga, vagy e két színnek a kombinációja. Vékony teste ellenére e skálahal nem hajlékony, emiatt páncélzat védi. Nagy, erős farokúszójának köszönhetően gyors úszó. Farokúszója narancssárga és fehér színű. Szemszíne sárga. Ragadozó életmódot folytat és könnyen ingerelhető, nála nagyobb élőlényekre is rátámadhat. Rajokban vadászik, a víz alatti szirtek között megbúvó fenéklakókra.
Fá-skálahalakat a „Baljós árnyak” című filmben láthatunk először. Azóta ez a skálahalfaj több videójátékban és képregényben is szerepelt.

### Lá-skálahal
A lá-skálahal (angolos írásmóddal: Laa) a Csillagok háborúja elképzelt univerzumának egyik élőlénye.
A lá-skálahal a Naboo bolygó n élő skálahalak egyik faja. Ez a skálahalfaj a bolygó óceánjait választotta élőhelyéül. A lá-skálahal pikkelyei zöld színűek. Szemszíne kék. Hosszú pofája és széles farokúszója van. Hátúszója hosszú és vékony, ennek végén egy fényt árasztó gumó ül. Valószínűleg a földi horgászhalakhoz hasonlóan, ezzel a világító gumóval csalja magához a legfőbb zsákmányát, az úgynevezett yobshrimpet. A yobshrimpet más módon is megszerezheti, például a doktorhalfélék módján kiszedi a ti-skálahal kopoltyúiban élősködő rákszerű élőlényt.
Lá-skálahalakat a „Baljós árnyak” című filmben láthatunk először. Azóta ez a skálahalfaj a „Star Wars Galaxies” videójátékban és a „Star Wars: Republic 69: The Dreadnaughts of Rendili, Part 1” című képregényben is szerepelt.

### Szí-hal
A szí-skálahal (angolos írásmóddal: See vagy binocular fish) a Csillagok háborúja elképzelt univerzumának egyik élőlénye.
A szí-skálahal a Naboo bolygó n élő skálahalak egyik faja. Ez a ragadozó életmódot folytató skálahal abban különbözik rokonaitól, hogy a szemei nem oldalt ülnek, hanem elől, azaz binokuláris látással rendelkezik. Szemszíne kék. A hasát képes megnyújtani, hogy olyan zsákmányt is bekebelezhessen amely akkora, mint ő maga. Pikkelyei zöldek és sárgák. A színek hosszanti sávokba rendeződtek. A hím szí-skálahal sárga színe sötétebb árnyalatú, mint a nőstényé.
Szí-skálahalakat a „Baljós árnyak” című filmben láthatunk először. Azóta a „Star Wars Galaxies: An Empire Divided” videójátékban, valamint a „Star Wars: A klónok háborúja” című televíziós sorozat második évadának 3. részében, melynek címe „Az Erő gyermekei” (Children of the Force), holográfiaként láthatók szí-skálahalak.

### Ti-skálahal
A ti-skálahal (angolos írásmóddal: Tee) a Csillagok háborúja elképzelt univerzumának egyik élőlénye.
A ti-skálahal a Naboo bolygó n élő skálahalak egyik faja. Ennek a gömbölyded, ragadozó skálahalnak élénk vörös színűek a pikkelyei. Szemszíne vörös és sárga. Testéhez képest az úszói nagyok. Általában lassú mozgású élőlény, azonban ha zsákmányt üldöz, gyors úszásra is képes. Főleg mi-skálahalakkal táplálkozik, azonban az óriási példányok akár gunganeket is felfalhatnak. Ez a skálahalfaj szimbiózisban él az egyik rokonával, a nála kisebb lá-skálahallal, mivel ez utóbbi kiszedi a ti-skálahal kopoltyúi közül az élősködő yobshrimpeket.
Ti-skálahalakat a „Baljós árnyak” című filmben láthatunk először. A filmről készített videójátékban, a „Star Wars Episode I: The Phantom Menace game”-ben is találkozhatunk az élőlénnyel.

## Slaatik mocsárféreg
A slaatik mocsárféreg (angolul: slaatik hagworm) a Csillagok háborúja elképzelt univerzumának egyik élőlénye.
A slaatik mocsárféreg a Naboo bolygó n levő Lianorm-mocsarakban fordul elő. Ez a nagy testű, kitines külső vázú élőlény fehéres-zöld színű; csak a hasi része sebezhető. Farka végén ollószerű képződménye van. A slaatik mocsárféreg a földi százlábúakhoz hasonló lény, amely ragadozó életmódot folytat. Vadászatkor ez a nabooi élőlény az állkapcsán levő mirigyeiből mérges gázokat lövell, és ha ez nem elég, akkor nagy testével próbálja szétnyomni a zsákmányát.
Ez a százlábúszerű élőlény néha szimbiózisban él a geonosisi származású kreetle-lel.
Ezt az élőlényt a „Star Wars: Episode I Jedi Power Battles” című videójátékban láthatjuk először. Ebben a videójátékban két jedi meg kell, hogy öljön egy slaatik mocsárférget, miközben Theedfelé közelednek.

## Spetai csatornahal
A spetai csatornahal (angolul: Spetan channelfish) a Csillagok háborúja elképzelt univerzumának egyik halszerű élőlénye.
A spetai csatornahal az Ahch-To bolygó óceánjainak egyik lakója. Ennek a halszerű lénynek a bőre szürke színű, rózsaszín és fehér pikkelyekkel. A szemszíne fekete. A szája négy sarkából egy-egy bajuszszerű nyúlvány nő ki. A mellúszói a kopoltyúi alól nőnek ki, ezeken kívül van két hátúszója – az elülső jó nagy, míg a hátsó nagyon kicsi -, egy has alatti úszója és farokúszója. Amint neve is mondja, a csatornákban – azaz a bolygón található szigetek, sziklafalai között – szeret tanyázni.
„Az utolsó Jedik” című filmben Luke Skywalker ismerve a spetai csatornahal életmódját, egy hosszú szigony segítségével egy sziklafalról elkap egy ilyen élőlényt.

## Svaper
A svaper a Csillagok háborúja elképzelt univerzumának egyik élőlénye.
A svaper angolnaszerű ragadozó élőlény, amely a Rodia bolygó n őshonos. Ez a vízi élőlény hegyes fogaival kapja el zsákmányát, amelyet a víz alá ránt és a földi óriáskígyók módjára izmos testével halálra szorítja. Ha az áldozat megdöglött, a svaper egyben nyeli le. A rodiaiak egyik kedvelt szórakozása a svaper-birkózás, melynek során egy rodiai és egy svaper megküzd egymás ellen.
Y. e. 203-ban, Trooga, a hutt több száz veszélyes, de egzotikus élőlényt akart behozni a Nal Hutta bolygón levő, Ubjanel E óceánban épült palotájába. Azonban a palotáját támadás érte és két ivarérett svaper elszabadult. Ezen a bolygón azóta egy virágzó svaper állomány található.

## Tauntaun
A tauntaun (magyarul: hógyík) a Csillagok háborúja elképzelt univerzumának egyik élőlénye.
A tauntaun a jégborította Hoth bolygó ról származó, két lábon járó élőlény. E hüllőemlős testét szürke vagy fehér bunda fedi. Magassága 1,3-2,5 méter. Négy orrlyuka, lefelé hajló szarvai és jellegzetes szaga van. Farka hosszú és izmos, szaladáskor segíti az egyensúlyozásban. Mellső lábai rövidek, a hátsók pedig hosszúak; mind a négy végtagján nagy karmok ülnek. Habár hüllőkhöz hasonlóan a bundája alatt pikkelyei vannak, az állat melegvérű és elevenszülő, azonban nincsenek csecsbimbói, tehát nem tudja az emlősökhöz hasonlóan szoptatni a kicsinyeit; ehelyett begytejet termel, amit kiöklendezik. Hoth-évente kétszer, két kölyköt ellik.
Ez az állat a jégmezőket választja élőhelyéül. A 20-30 fős csordákat a legidősebb nőstények vezetik; a hímek csak a párzási időszakban keresik fel őket. Verekedéskor a tauntaunok döfnek és egymás szemeibe köpnek. Főleg a jég alatt növő és a barlangokban található zuzmókkal és gombákkal táplálkozik; de mindenevőként, ha alkalma adódik, akkor a rágcsálószerű jégkaparóra, valamint a hothi disznóra vadászik. A tauntaun a ragadozó wampának szolgál táplálékául. Erre a hüllőemlősre igen hasonlít a kybak; meglehet, hogy rokonságban állnak. Nappal a vastag zsírrétege és bundája védi a hidegtől, azonban éjszaka búvóhelyet keres magának.
A Lázadó Szövetség háziasította és teherszállításra használja. Más bolygók sarki övezeteibe is betelepítették a tauntaunt, például a Coruscant sarki jégfedőire is. A tauntaun teherszállításra, lovaglásra és turista csalogatásra is alkalmas. Sok nagyúr otthonában, például Jabba, a huttéban is, trófeaként láthatók. A Kashyyyk bolygón Ozzik Sturn császári kapitány trófeás termében a gorax fej mellett egy tauntaun fej is van.
A tauntaunnak eddig 4 alfaját fedezték fel:
- gleccser tauntaun
- mászó tauntaun
- óriás tauntaun
- pikkelyes tauntaun

Tauntaunt először „A Birodalom visszavág” című filmben lehetett látni. Azóta számos képregényben, videójátékban és animációs sorozatban is láthatók e közismert faj képviselői.

### Gleccser tauntaun
A gleccser tauntaun (angolul: glacier tauntaun) a Csillagok háborúja elképzelt univerzumának egyik élőlénye.
A gleccser tauntaun a Hoth bolygón élő tauntaun hüllőemlős egyik alfaja. Ez az alfaj valamivel kisebb és kevésbé szőrösebb, mint a közismert óriás tauntaun. A kevés szőrzete szürke színű. Az óriás tauntauntól még megkülönböztetik a rövidebb szarvai és a nyúltabb pofája. Sikító és hörgő hangokat hallat. Élőhelyéül a bolygón levő völgyeket és jégbarlangokat választja. A négy alfaj közül eddig ezt tanulmányozták a legkevésbé.
Ezt a tauntaun alfajt először a „The Wildlife of Star Wars: A Field Guide” című könyvben említik meg. Ezenkívül még egy képregényben is olvashatunk róla.

### Mászó tauntaun
A mászó tauntaun (angolul: climbing tauntaun) a Csillagok háborúja elképzelt univerzumának egyik élőlénye.
A mászó tauntaun a Hoth bolygón élő tauntaun hüllőemlős egyik alfaja. A négy alfaj közül a mászó tauntaun a legkisebb méretű. A fején két meghajló szarv van. A legtöbb példány esetében a szarvak mindjárt a fej fölött összeérnek. Testét szürke szőrzet borítja. A karmokban végződő széles lábai alkalmasak a gleccsereken és barlangokban való mászáshoz. Majdnem kizárólag zuzmókkal és mohákkal táplálkozik.
Ezt a tauntaun alfajt először a „The Wildlife of Star Wars: A Field Guide” című könyvben említik meg. Ezenkívül még egy képregényben is olvashatunk róla.

### Óriás tauntaun
Az óriás tauntaun vagy közönséges tauntaun (angolul: giant tauntaun) a Csillagok háborúja elképzelt univerzumának egyik élőlénye.
Az óriás tauntaun a Hoth bolygón élő tauntaun hüllőemlős egyik alfaja. A négy alfajból ez a legnagyobb testű és a legismertebb is. Ez az élőlény 2,5 méter magas és 4,6 méter hosszú. Két lábon jár. A testét szürke vagy fehér bunda fedi. Négy orrlyuka, lefelé hajló szarvai és jellegzetes szaga van. Farka hosszú és izmos, szaladáskor segíti az egyensúlyozásban. Mellső lábai rövidek, a hátsók pedig hosszúak; mind a négy végtagján nagy karmok ülnek. Főleg a jég alatt növő és a barlangokban található zuzmókkal és gombákkal táplálkozik; de mindenevőként, ha alkalma adódik, akkor a rágcsálószerű jégkaparóra, valamint a hothi disznóra vadászik. A tauntaun a ragadozó életmódot folytató wampának szolgál táplálékául.
A Lázadó Szövetség háziasította és teherszállításra használja. Más bolygók sarki övezeteibe is betelepítették a közönséges tauntaunt, például a Coruscant sarki jégfedőire is. Az óriás tauntaun teherszállításra, lovaglásra és turista csalogatásra is alkalmas.
A közönséges tauntaunt először „A Birodalom visszavág” című filmben lehetett látni, ahol Han Solo feláldoz egy ilyen élőlényt ahhoz, hogy életben tartsa Luke Skywalkert. Azóta számos képregényben, videójátékban és animációs sorozatban is láthatók e közismert alfaj képviselői.

### Pikkelyes tauntaun
A pikkelyes tauntaun (angolul: scaly tauntaun) a Csillagok háborúja elképzelt univerzumának egyik élőlénye.
A pikkelyes tauntaun a Hoth bolygón élő tauntaun hüllőemlős egyik alfaja. A négy alfaj közül ez az egyetlen, amelynek nincsen szőrzete. Bőrszíne szürke. Magassága 1,3-2 méter. Ez az élőlény azért képes megélni a jég borította Hoth bolygón, szőrzet nélkül, mivel termálvíz források és geotermális kürtők mellett él. Ezen élőhelyek hollétét számára a kénes levegő árulja el. Amikor kénes levegőt érez a pikkelyes tauntaun, akkor abba az irányba kezd vájni, amíg el nem éri a célját. A pikkelyes tauntaun kisebb csoportokban él. A teste képes tárolni a környezetből felvett hőt. A napi tevékenységeikhez nem szükséges sok energia. Ez az élőlény jóval félénkebb, mint az óriás tauntaun; ha veszélyt érez, elbújik vermének legmélyebb pontjába, emiatt a ragadozó életmódú wampának igen nehéz elkapnia. A wampa minden tudását be kell hogy vesse, ha ilyen tauntaunt akar fogni.
Ezt a tauntaun alfajt először a „Smugglers of Naboo Fast-Play Game” videójátékban láthatjuk. De a „The Wildlife of Star Wars: A Field Guide” című könyvben is meg van említve.

## Thala-szirén
A thala-szirén (angolul: Thala-siren) a Csillagok háborúja elképzelt univerzumának egyik úszólábú, tengerpart menti élőlénye.
A thala-szirén az Ahch-To bolygó n őshonos. A tömzsi testfelépítésű és nagyméretű élőlény, amely elérheti az 540-550 centiméteres hosszúságot. Az emlősszerű élőlény végtagjai úszólábak, a nyaka közepesen hosszú, a feje hosszú, lógó pofában végződik. A szemszíne fekete. A szőrzet nélküli bőre lehet szürke vagy rózsaszín; a háti része sötétebb, a hasi része pedig világosabb. A legfőbb jellemzője a négy tőgybimbója, melyekből Luke Skywalker és a bolygó őshonos értelmes faja, a lanaik zöld színű tejet tudnak kifejni. A fejés akkor sikerül, amikor a thala-szirén kijön a partra napozni. Mivel ezt az élőlényt a békés bennszülöttek sohasem vadászták, nem fél tőlük, emiatt békésen megtűri a fejést.
Eme ahch-tói faj három példányát „Az utolsó Jedik” című filmben lehet látni, amikor is Skywalker megfej egy thala-szirént.

## Thimiar
A thimiar a Csillagok háborúja elképzelt univerzumának egyik élőlénye.
A thimiar kistestű, rágcsálószerű élőlény, amely a Shili bolygón őshonos. A togruták egyik kedvelt zsákmányállatát képezi. Az őstogruta vadászatkor az élesített szemfogaival ölte meg a thimiárt; ez gyors és fájdalommentes halált okozott az áldozatnak. Azonban némelyik thimiar, a még működő idegeinek köszönhetően halála után is vergődik, és épp úgy néz ki, mintha mérgező állat harapta volna meg. Emiatt sokan méregfogúnak képzelik el a togrutákat, és ezt a tévhitet a togruták nem is bánják, sőt egyesek még hasznot is húznak belőle.
Habár a togruták egyik fő zsákmányállata, a thimiar nem mindegyik togrutának, köztük Ahsoka Tanónak sem tetszik.
A „Star Wars: A klónok háborúja” című regényben van megemlítve a thimiar.

## Tooke
A tooke a Csillagok háborúja elképzelt univerzumának egyik élőlénye.
A tooke a Naboo bolygó egyik rágcsálószerű élőlénye; hasonlít a földi ugróegerekre.
Ennek az apró, ugráló állatkának a testéhez képest elég nagy a feje. Mellső lábai rövidek, a hátulsók hosszúak és kenguruszerűek. Farka hosszú, és futáskor az egyensúlyozásban játszik szerepet. Mivel éjszaka tevékeny, a tooke szemei alkalmazkodtak az éjjeli látáshoz, bajuszszálai pedig nagyon érzékenyek. Mint minden rágcsálószerű élőlény, a tooke is igen gyorsan szaporodik. Egy alomban általában nyolc kölyök van, a fiatalok kéthetesen már ivarérettek. Ez az élőlény a nabooi mocsarakban található csonthéjasokkal és erdei gyümölcsökkel táplálkozik.
Az udvarlásaik során a tooke-ok feromonokat bocsátanak ki; ezt a legfőbb ellenségük, a tooke-ot csapdázó rovaremésztő növény igen jól tudja utánozni, ezzel magához csalogatja őket. De mivel e kis rágcsálók igen fürgék, sokuk megszabadul a veszélyes növény csapdáiból.
A „Gungan Frontier” videójátékban megtudjuk, hogy a tooke húsa mérgező a rancor számára. A tooke farokvégi szőrzetét a gunganek festőecsetként használják.
A tooke-ot betelepítették a Stoga sivatagos bolygóra, ahol a worrtok fő táplálékává vált.
Ezt a nabooi rágcsálót a „Star Wars Episode I: The Gungan Frontier” videójátékban láthatjuk először. A „Star Wars: Empire 21: A Little Piece of Home, Part 2” és a „Star Wars: Empire 23: The Bravery of Being Out of Range” című képregényben is olvashatunk a tooke-ról.

## Tra'cor
A tra'cor a Csillagok háborúja elképzelt univerzumának egyik élőlénye.
A tra'cor a rancor kétéltűszerű rokona. A rancorhoz hasonlóan a tra'cor is rossz természetű, vad élőlény, de rokonától eltérően kisebb méretű és életmódja majdnem teljes egészében vízhez köti. Tápláléka víz alatti zuzmók és füvek, de hús is, ha könnyen hozzáfér. A tra'cor lesből támad áldozatára, amikor a zsákmány a vízhez jön inni. Habár idejének legnagyobb részét a vízben tölti, a tra'cor a szárazon is képes mozogni.
Manapság a Socorro bolygón van a legnagyobb állománya.

## Treppok
A treppok a Csillagok háborúja elképzelt univerzumának egyik élőlénye.
A treppok hatalmas, 30 méter hosszú halszerű élőlény, amely a Baralou bolygón őshonos. Rajokban él. A bolygó értelmes faja, a krikthasi megszelídítette, háziasította ezt a békés élőlényfajt, aminek csontjaiból a házaikat építik.

## Ujjajkú garpon
Az ujjajkú garpon (angolul: Fingerlip garpon) a Csillagok háborúja elképzelt univerzumának egyik élőlénye.
Az ujjajkú garpon az Ahch-To bolygó egyik halszerű élőlénye. Az egész testét ezüstös pikkelyek borítják. Az állkapocscsontja nagyon hosszú és vékony, ujjszerű – valószínűleg innen kapta a nevét -, míg a felső állcsontja rövid, de széles; mindjárt fölötte helyezkednek el az orrlyukai és a nagy, fekete szemei. Csak három úszója van; a két nagy mellúszó, melyek a kopoltyúk mögül indulnak ki, és a farokúszó.
Ez a halszerű lény táplálékul szolgál a bolygó értelmes fajának, a lanaiknak. 34 ABY-ban, amíg Luke Skywalker jedi mester és Rey az első jedi templom szigetén tartózkodik, az egyik „gondozó”, Alcida-Auka éppen egy ujjajkú garpont tisztít meg a pikkelyeitől.

## Ur-greedle
Az ur-greedle a Csillagok háborúja elképzelt univerzumának egyik félértelmes faja, ami a Geonosis bolygón él.
Az ur-greedle félig értelmes, rovarszerű élőlény, amely a Geonosis alföldjein, síkságain él. Kisebb méretű és kevésbé fejlett, mint a geonosisiak. Mindkét faj ugyanabból a közös ősből fejlődött ki.
Ezeket a lényeket vonzzák a fényes tárgyak. Az első geonosisi csata után több fénykardra is szert tettek.

## Űrcsiga
Az űrcsiga (angolos írásmóddal: space slug vagy Exogorth) a Csillagok háborúja elképzelt univerzumának egyik élőlénye.
Az űrcsiga, más néven exogorth vagy „óriás kisbolygó féreg” szilícium szövetű csiga, amely a világűr vákuumában is képes megélni. Ez az élőlény általában a kisbolygókon keres magának otthont, ahol aztán életének legnagyobb részét fogja tölteni. Azért marad egy helyen, mivel a „farka” gyökérszerű rendszert alkot a kisbolygó mélyében. A Hoth bolygó meteor övezetében számos űrcsiga él; közülük néhányan több száz méter hosszúságot is elérhetnek. Az átlag hosszúságuk csak 10 méter, de az a példány, amelybe a Millennium Falcon menekült, 900 méteres volt. Táplálékát a kisbolygóban levő ásványok szolgálják, amelyeket gyökérrendszerével szív fel. A kisebb példányok mynockokra is vadásznak, azonban a nagy testű űrcsigákban a meg nem emésztett mynockok élősködőkké válhatnak. A nagyon nagy űrcsiga példányok űrhajókra is vadászhatnak. Ennek az élőlénynek a vermét „caysh”-nak nevezik.
Egy űrcsigának sikerült elkapnia egy a Galaktikus Birodalomhoz tartozó csillagrombolót. Először „A Birodalom visszavág” című filmben láthatunk űrcsigát. A Millennium Falcon egy ilyen óriási lény gyomrába menekül a támadók elől.

## Vajgőte
A vajgőte (angolos írásmóddal: butter newt) a Csillagok háborúja elképzelt univerzumának egyik élőlénye.
A vajgőte a Bakura bolygó egyik őshonos élőlénye. Ez az ősi megjelenésű kétéltű igen lassan reagál a külső ingerekre; annyira lassan reagál, hogy Yeorg Captison szerint, ha egy vajgőtét hideg vízbe teszünk, és azt csak lassan forraljuk fel, a vajgőte meg sem moccan, hanem inkább belehal.
Erről a táplálékként használt kétéltűről a „The Truce At Bakura” című regényben olvashatunk először. A „The Prize Pelt: The Tale of Bossk” című könyvben, csak meg van említve a vajgőte.

## Vanx
A vanx a Csillagok háborúja elképzelt univerzumának egyik élőlénye.
A vanx a Vendaxa bolygó egyik őshonos ragadozó élőlénye. Ragadozóként a vanxnak izmos teste, éles karmai és hegyes fogai vannak. Fején, a szemek és a nyak között, a fülek nyúlványokon ülnek. Bőrszíne zöldesbarna.
Ez az élőlény 5-20 fős csapatokban vadászik. A csapatot az alfa-hím, ennek hiányában az alfa-nőstény vezeti. A vanx nem lesből támadó ragadozó, sikerét a saját erejének, szívósságának és a csapattársaival való együttműködésnek köszönheti. Vadászatkor a vanxok bekerítik a zsákmányt; éppen ezért veszélyes velük találkozni a nyílt terepen. A vanx fő jellemzője a nagy ereje és vadsága.
A vanxról a „Star Wars: Legacy 5: Broken” című képregény sorozat 4. részében olvashatunk.

## Varactyl
A varactyl (kiejteni: váráktil) a Csillagok háborúja elképzelt univerzumának egyik, óriásgyíkszerű élőlénye.
A varactyl az Utapau bolygóról származik. Ennek az óriásgyíkszerű lénynek zöld pikkelyek fedik a testét; nyakán színes tollbokréta látható. Az élőlény gekkószerű, de hatalmas, több méter hosszú testén egyetlen fej található, mivel a gyíkszáj körüli területek erősen elcsontosodtak vagy elszarusodtak, csőrszerű képződményt alkotva, ezért az állat feje a gyíkokéra és a (keselyűféle) madarakéra is emlékeztet. Testmérete, versenyjárművekével vetekedő futási gyorsasága és a sziklákon egy hegyikecske akrobatikusságát túlszárnyaló ügyessége, továbbá kiváló idomíthatósága miatt hátasállatként használják. Iszonyúan erős ujjainak segítségével a varactyl majdnem függőleges szirteken is képes mozogni, ami elengedhetetlen az Utapau óriáskráterszerű gödrökkel borított felszínén.
A varactyl hangja rövid, vékony, erős és rezgő, talán leginkább arra emlékeztet, mintha valaki egy visszhangos nagy pincében villámgyorsan kinyitna egy óriási fémcipzárat.
A fiatal varactylok legfőbb természetes ellensége a röpképes dactillion.
„A sithek bosszúja” című filmben, Obi-Wan Kenobi egy Boga nőstény varactylon lovagolva üldözi Grievous tábornokot.

## Vulptex
A vulptex a Csillagok háborúja elképzelt univerzumának egyik rókaszerű élőlénye.
A vulptex a fehér és vörös színű só borította Crait bolygóról származik. E kisméretű élőlény testét fehér és fénylő, kristályos szőrzet borítja. Példánytól függően a szemszíne lehet kék vagy vörös; ez a félárnyékban világít. Természetes állapotban üreglakó, azonban ezen a bolygón található egy elhagyott Lázadó bázis, melybe az egyik vulptex falka beköltözött.
Amikor „Az utolsó Jedik” című filmben a megmaradt lázadók ide menekülnek, őket pedig a támadó Első Rend követi, a bázison lakó vulptex falka mutatja meg a menekülésre szolgáló alagutat. Azonban az alagút szája törmelékkel le volt zárva és csak a kis rókaszerű lények fértek ki a réseken; a lázadókat Rey mentette ki.

## Wampa
A wampa a Csillagok háborúja elképzelt univerzumának egyik félértelmes élőlénye.
A wampa szarvval rendelkező, karmos], fehér bundájú, ragadozó élőlény, amely a Hoth fagyott bolygón őshonos. Ez a 2 méter magas lény félig értelmesnek számít. Fő táplálékát a tauntaunok alkotják. A wampa általában magányos, de vannak beszámolók csoportos vadászatról is. Fehér bundája elősegíti a hófedte bolygón az álcázást, így észrevétlenül meg tudja közelíteni gyanútlan áldozatát. Miután megölte a zsákmányt, a wampa fagyos barlangjába viszi, ahol a plafon jegéhez rögzíti addig, amíg a táplálkozásra kerül sor. A Hoth bolygón levő folyamatosan hideg éghajlat és a wampa hideg vérű felépítése miatt az élőlényt nehéz követni radaron. Feltételezések szerint a Külső Peremben levő Gall bolygón hasonló élőlények léteznek.
Magáncélból a Coruscantra szállítottak belőle néhány példányt, ahol azok megszöktek a fogságból és a bolygó sarki területein megtelepedtek.
Wampát először „A Birodalom visszavág” című filmben láthatunk, amikor megtámadja és foglyul ejti Luke Skywalkert és a barlangjába viszi.

## Wandrella
A wandrella a Csillagok háborúja elképzelt univerzumának egyik élőlénye.
A wandrella 10-15 méter hosszú, féregszerű élőlény, amely a Mimban bolygó mocsaraiban és dzsungeleiben őshonos. Ragadozó lévén minden zsákmánynak alkalmas élőlényre ráveti magát. Támadáskor gyorsan mozog; ebben a páncélozott hasi részét használja. Bőre foszforeszkáló és barnán csíkozott. A hatalmas féreg testének egyik végén a szemei fürtben rendeződtek.

## Yob-rák
A yob-rák (angolul: yobcrab) a Csillagok háborúja elképzelt univerzumának egyik élőlénye.
A yob-rák ragadozó életmódú, rákszerű élőlény, amely a Naboo bolygó sekély vizeiben él. A yobshrimppel verseng a táplálékforrásokért. A lila páncélú yobshrimptől a kék színű páncélzata különbözteti meg a yob-rákot. Legfőbb természetes ellensége a blarth. A yob-rák főleg mi-skálahalakkal táplálkozik.
Erről a mocsári élőlényről a „Star Wars: The Clone Wars” című könyvben olvashatunk először.

## Yobshrimp
A yobshrimp a Csillagok háborúja elképzelt univerzumának egyik élőlénye.
A yobshrimp kisméretű, ragadozó életmódú, rákszerű élőlény, amely a Naboo bolygó sekély vizeiben él. A Paonga-tóban található legnagyobb állománya. Páncélzata lila színű. A gunganek szerint ez az ollós élőlény eléggé veszélyes lehet, de élve is beteszik az általuk ivott koktélokba. A yobshrimp gyakran élősködik a ti-skálahal kopoltyúiban. A legfőbb természetes ellensége a blarth és a skálahalak, ezek közül is a lá-skálahal. A yob-rákkal verseng a táplálékforrásokért.
A yobshrimp az alábbi könyvben és videójátékban is szerepel vagy meg van említve:
- Imperial Commando: 501st
- Star Wars Episode I: The Gungan Frontier

## Yorik korall
A yorik korall (angolos írásmóddal: yorik coral) a Csillagok háborúja elképzelt univerzumának egyik élőlénye.
A yorik korall a Yuuzhan Vongok fő bio-organikus űrhajóinak az építőanyaga. Már a bolygón űrhajó-alakra kényszerítik a növését, fejlődését. Miután a váz elkészült, egyéb szimbiotikus élőlényeket növesztenek össze vele; ezek látják el az űrhajó funkcióit. A kész űrhajónak idegrendszerere és érrendszere van; tehát élő technológiát alkot.

## Zakkeg
A zakkeg a Csillagok háborúja elképzelt univerzumának egyik élőlénye.
A zakkeg a Dxun hold nagytestű fenevada. Az élőlény általában magányos. Vastag bőrét tüskék és szarvak borítják. Ha ez nem elég, a zakkeg az Erőnek is ellen tud állni. Mivel ilyen szívós, és nehéz elpusztítani, a mandaloriak szívesen vadásznak reája, főleg edzési célokból.

## Zalaaca
A zalaaca a Csillagok háborúja elképzelt univerzumának egyik élőlénye.
A zalaaca a mocsaras Naboo bolygón őshonos gyors, mindenevő élőlény. Mivel távolabbi rokonságban áll a sando víziszörnnyel, feltételezik, hogy ez is emlősszerű.
Az életmódjáról keveset tudunk. Az eddigi kutatások szerint a vad zalaaca a bolygó magasabban fekvő erdeiben él, de kiválóan úszik is. A narglatch nem támad kifejlett zalaacára.
A zalaacának igen jó az éjjeli látása. Őrlőfogaival és jól fejlett szemfogaival szedi szét a táplálékát. A hím kék és sárga színű, míg a nőstény kizárólag kék színű. Lábain karmok és sarkantyúk láthatók. Hosszú és erős farka az úszásban segíti.
Amint az életmódjáról, a szaporodásáról is keveset tudunk. Feltételezések szerint egy hím területén 1-4 nőstény van. A nőstények tízévente ellenek egy kölyköt.
A gunganek felnőtté válásakor be kell fogjanak egy fiatal zalaacát, amely egyáltalán nem veszélytelen művelet. Mivel a kaadu a zalaaca egyik természetes zsákmánya, a zalaacavadászat nem könnyű sem a gungannek, sem az alatta levő kaadunak.
Ha sikeres a zalaaca befogása és szelídítése, ami igen ritka, e veszélyes hátasállat igen hű marad gazdájához. A háborúban pedig ádázul küzd. A legjobb gungan lovasok azok, akik a zalaacán is képesek ülni.
A zalaacáról, csak a „Star Wars: Darth Plagueis” című könyvben van szó.

## Zillo fenevad
A zillo fenevad vagy zillo-sárkány (angolos írásmóddal: Zillo Beast) a Csillagok háborúja elképzelt univerzumának egyik élőlénye.
A zillo fenevad a Malastare bolygó csúcsragadozója volt. Ennek az öt emeletes magasságú élőlénynek 5 végtagja van; az ötödik a lapockák közül indul ki. Nemcsak mérete miatt szívós; hanem erős páncélja miatt is, amelyet a fénykard sem tud átütni. Szinte semmilyen harci fegyver nem árt neki, azonban a dagoknak a fúrásaik segítségével sikerült megmérgezni a talajban lakó óriásokat. Amikor a háború e bolygóra is eljutott, már csak egy zillo fenevad példány létezett.
Ez a hatalmas élőlény a „Star Wars: A klónok háborúja” című televíziós sorozat második évadába tartozó a „Rise of the Bounty Hunters” (A fejvadászok felemelkedése), a „A Zillo-sárkány” és „A Zillo-sárkány visszavág” című részekben látható.
A háború alatt a Galaktikus Köztársaság egy újfajta elektromágneses impulzusú fegyvert vetett be a droidok ellen, de ezzel felébresztik az utolsó zillo fenevadat. Később elviszik Coruscantra tanulmányozni. Megvizsgálása után Palpatine elrendeli, hogy öljék meg, de a zillo fenevad elszabadul, és üldözőbe veszi a kancellárt; közben épületeket, vasutakat tesz tönkre a városban. Végül mégis megölik mérgező gázokkal. Azonban Palpatine követeli, hogy készítsenek klónokat a fenevadról.

## Zuxu
A zuxu a Csillagok háborúja elképzelt univerzumának egyik élőlénye.
A zuxu ragadozó életmódot folytató tüdőshalszerű élőlény, amely a Ganlihk bolygón őshonos. Úszói nagyok, szélesek és fogófarokszerűek. Rövid ideig a szárazföldön is tud „járni” velük. Sőt, néha zsákmányát is üldözi a szárazon.